# Porsche 911

Logo.

La Porsche 911 est une voiture de sport haut de gamme fabriquée par le constructeur automobile allemand Porsche. La première génération est commercialisée en 1964, intégralement conçue par la firme de Stuttgart. Soixante ans plus tard, ce modèle, emblématique de la marque, a conservé son esthétique générale. Il est toujours produit et commercialisé dans sa dernière version en date, la Porsche 911 type 992. L'architecture du moteur demeure inchangée, un 6-cylindres à plat (flat-six) disposé en porte-à-faux arrière, à l'exception des Porsche 911 GT1 et Porsche 991 RSR, voitures de course dotées d'un moteur central arrière.
La 911 compte, à ce jour, huit générations. Les anciens modèles font partie des voitures de sport les plus recherchées par les collectionneurs,. Le jeudi 11 mai 2017, le millionième exemplaire de la Porsche 911 est sorti des chaînes de montage de l'usine de Zuffenhausen. Il s'agit d'un modèle unique, une 911 Carrera S Coupé imaginée par Porsche Exclusive, le département personnalisation du constructeur. Cette version, dans une livrée spéciale « Irish Green », reçoit un volant serti de bois, le levier de vitesses, la planche de bord et la sellerie se couvrent de cuir et de tissu au motif pepita en hommage au modèle originel, la Porsche 911 de 1963. Le chiffre 1 000 000 est inscrit sur le fond de l'un des compteurs. Ce modèle rejoint la collection du Porsche Museum.

## Historique

### Conception

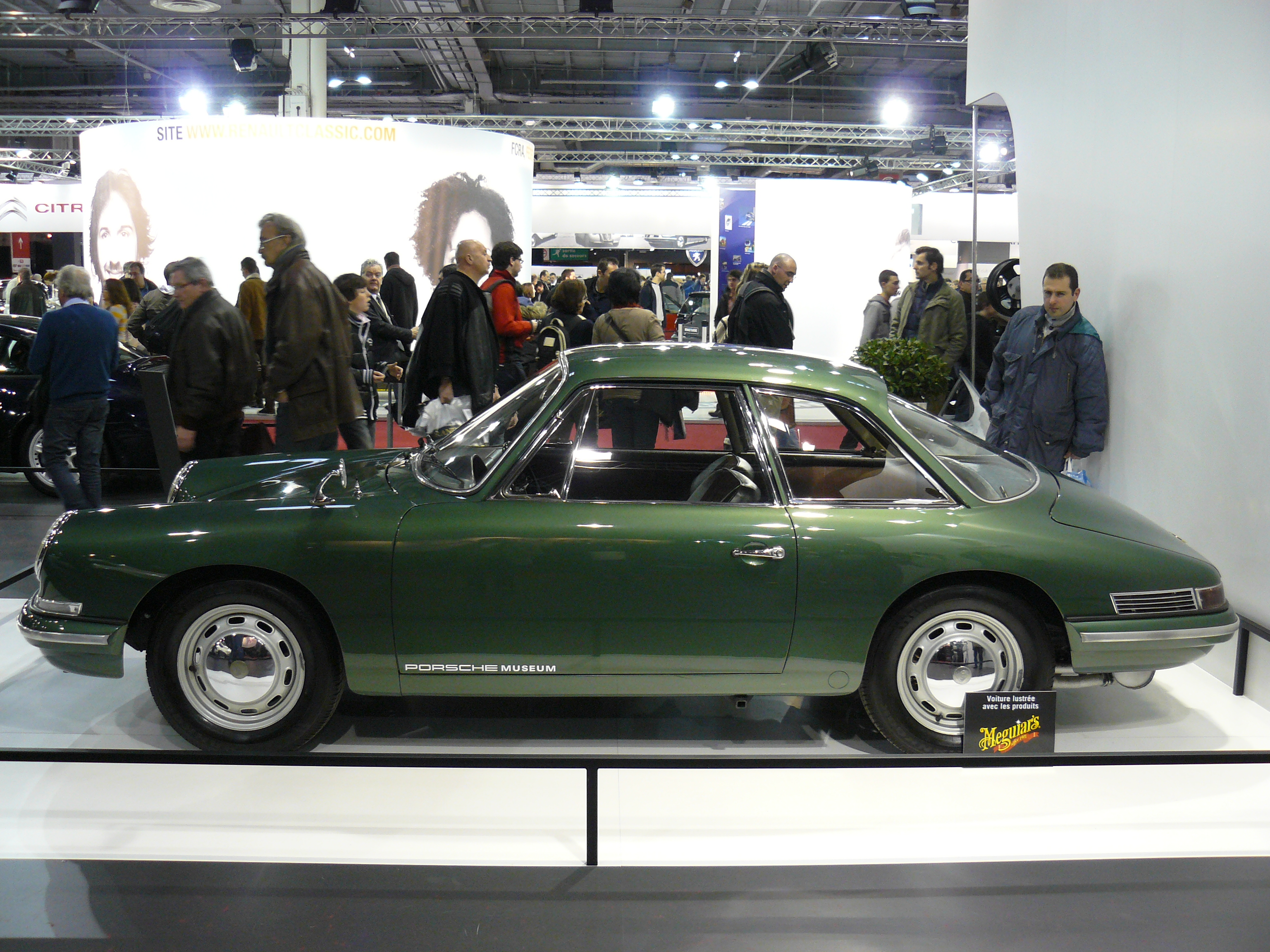
Le projet « T7 » de 1959.

Illustration de la carrosserie « fastback » de la Porsche 911.

Le premier prototype de Porsche 911 est produit en 1959. Cette étude de style, connue sous le nom de « Projet T7 », est esthétiquement très proche de la Porsche 356, avec pour objectif un accroissement des performances et du confort de cette dernière tout en conservant la forme originelle, malgré un empattement allongé de 20 cm au minimum. Ce projet constitue une difficulté pour les ingénieurs de la firme de Stuttgart, plus habitués à optimiser les modèles existants qu'à en créer de toutes pièces.
Cette liberté dans la conception est à l'origine d'un nombre relativement important de prototypes aux diverses solutions techniques. Le style esthétique, décidé par le chef du Département Carrosserie, Erwin Komenda, reste cependant relativement constant. Une équipe de stylistes, sous la direction du fils de Ferry Porsche, Butzi, définit une automobile 2+2 compacte mais renonce à la carrosserie tricorps de la 356, adoptant un arrière « fastback » dans l'optique de loger quatre adultes. Cette solution offre également l'avantage de présenter un meilleur coefficient de traînée.
Quatre ans plus tard, au Salon de l'automobile de Francfort 1963, Porsche dévoile son cinquième et dernier prototype, baptisé « 901 », qui préfigure le modèle de série 911.

### Présentation

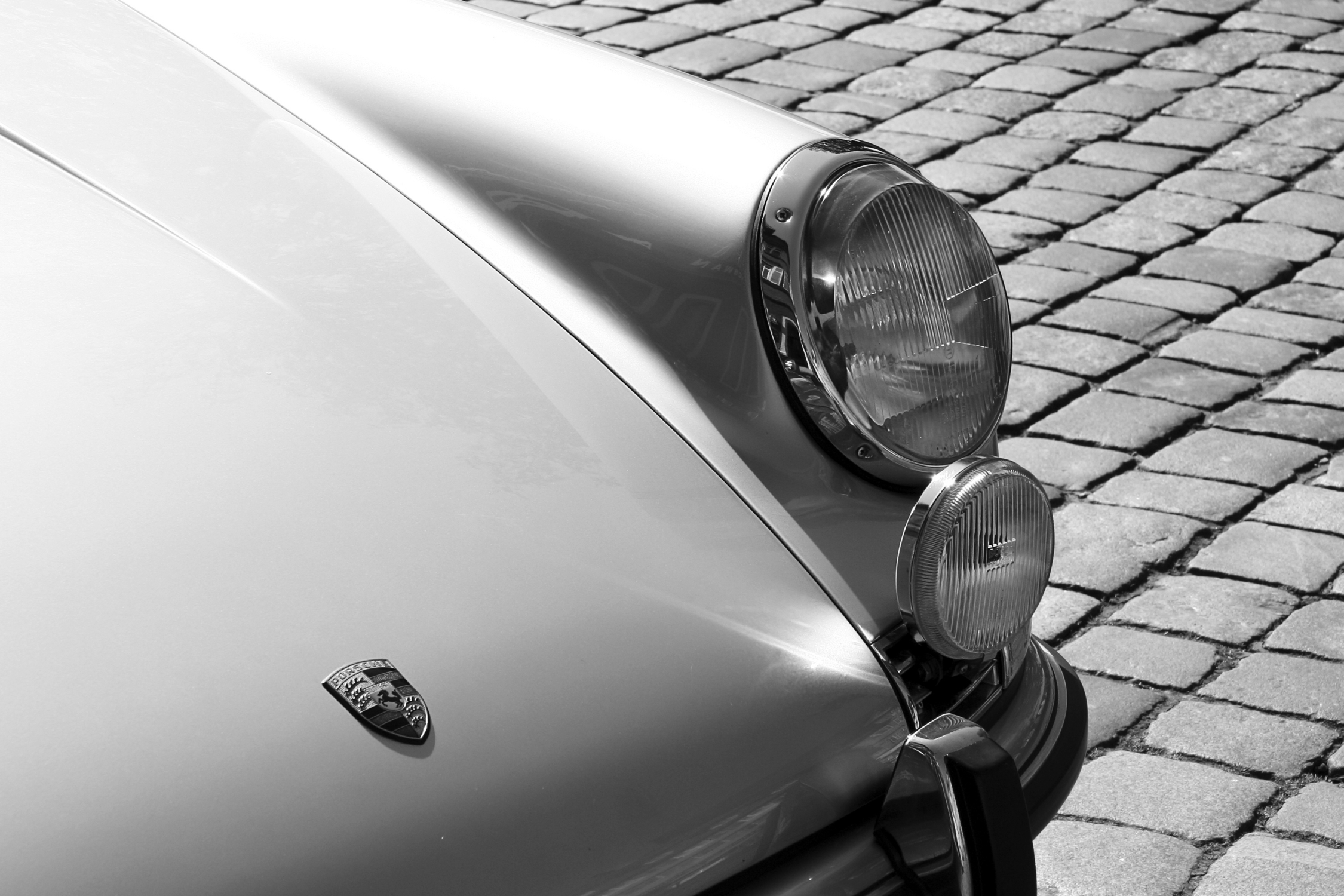
Les phares ronds des Porsche 911, inchangés depuis les origines du modèle, sauf sur la 996.

L'histoire des Porsche 911 débute au salon de l'automobile de Francfort, le 12 septembre 1963, avec la présentation de ce qui sera la première génération de Porsche 911, la type 901. Devant l'opposition du constructeur français Peugeot, qui a déposé et exploité depuis le milieu des années 1950 les noms de modèles avec un « 0 » au milieu, Porsche décide le 10 novembre 1964 de remplacer le zéro par le chiffre qui succède, à savoir le 1.
Le nouveau modèle est indiscutablement une Porsche car il intègre les traits marquants des prototypes antérieurs et demeurent dans la lignée des Porsche 356. Le pare-brise est plus relevé que sur la 356 et la surface vitrée est plus importante, mais l'élément stylistique le plus caractéristique réside dans la courbure progressive et continue du toit dont la ligne, partant du bord supérieur du pare-brise, ne s'achève qu'au niveau du pare-chocs arrière. Cette ligne, satisfaisante sur le plan esthétique, favorise également la pénétration dans l'air.
La forme particulière et originale des phares commune à tous les modèles vaut à la 911 le surnom de « grenouille ». Seule la version 996 déroge à la règle avec des phares semblables à ceux de la Porsche Boxster.

### Voiture de course

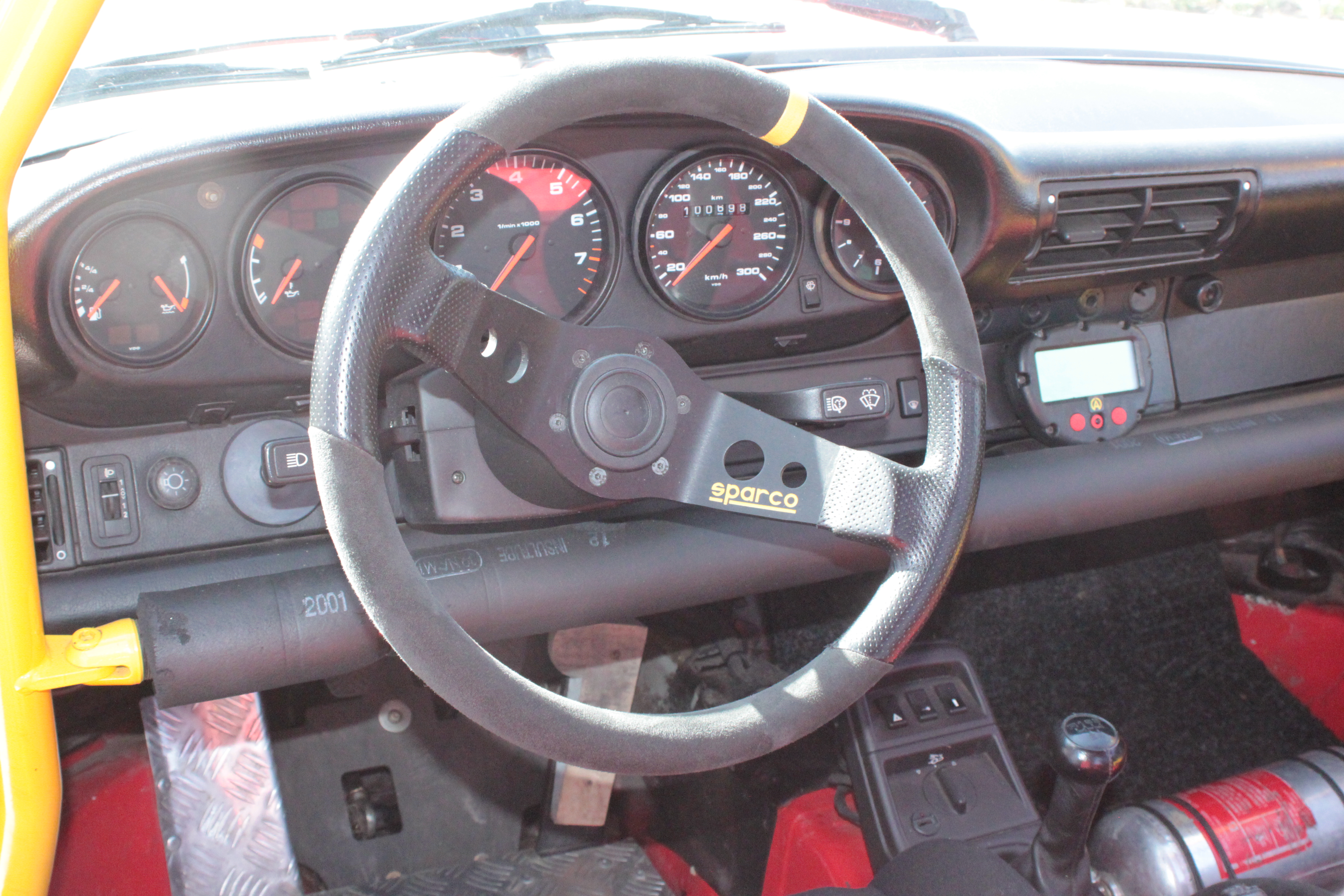
Tableau de bord de la Porsche 964 (Cup) avec compte-tours au centre et clé de contact à gauche.

Dès son lancement, la 911 remporte de nombreuses courses automobiles. Au fil des années, Porsche introduit des améliorations et chaque nouveau modèle est plus puissant que le précédent. En 1968, le véhicule gagne ainsi 10 chevaux et atteint allègrement les 210 km/h, ce qui est, pour l’époque, exceptionnel.
La marque Porsche commercialise ses voitures dans le monde entier. Le modèle 911, en vente aux États-Unis, a toutefois subi quelques modifications afin d’être en conformité avec les normes américaines. Porsche annonce en 2015 qu'une 911 hybride essence-électrique sera produite à partir de 2018.

### Numérotation interne
L'appellation historique « 911 » constitue une dénomination générique applicable à toute la gamme jusqu'à la dernière génération en date. Toutefois, l'année 1988 marque un tournant avec une 911 entièrement revisitée. À partir de cette date, les différentes générations sont identifiées par un numéro interne (code). Désormais, les Porsche 911 sont systématiquement désignées sous l'appellation 911 suivie du type (964, 993, 996, 997, etc.), le tout abrégé en Porsche 964 ou 993, etc. Quelques versions plus anciennes présentent déjà cette particularité (Porsche 911 Turbo type 930 ou la 911 SC/RS type 954).

### La légende«Carrera»

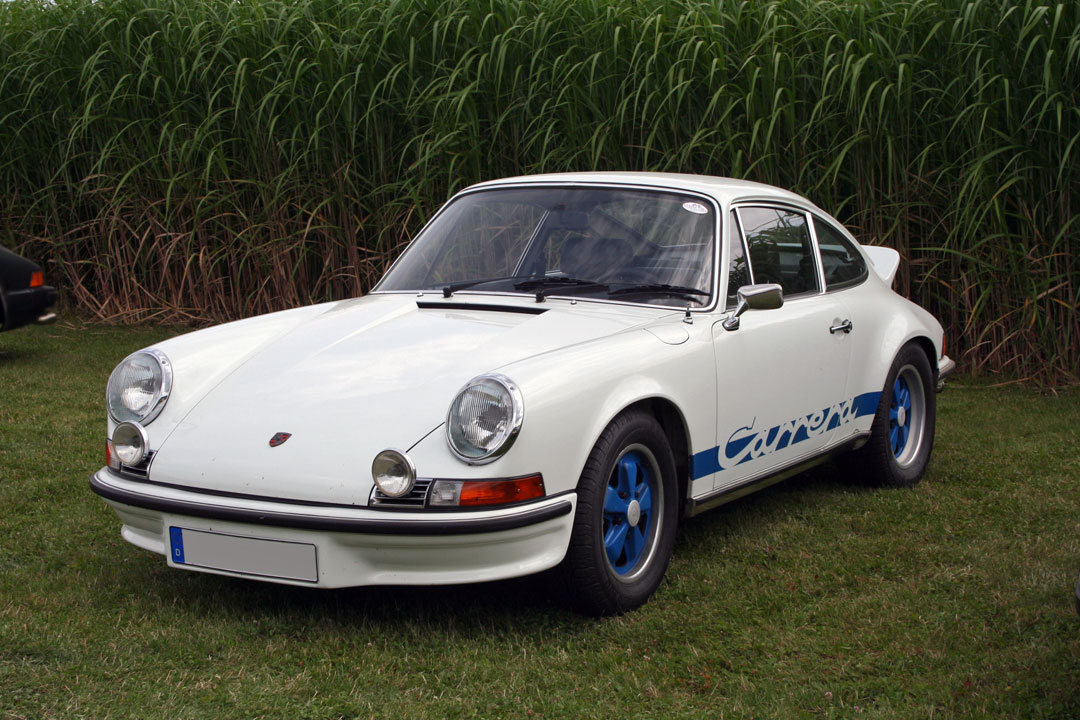
Porsche 911 Carrera RS 2,7 L.

Le terme Carrera est le nom donné par le motoriste Ernst Fuhrmann au moteur quatre cylindres à plat conçu en 1952 et qui a équipé de nombreuses voitures Porsche (550 Spyder, 356, etc). Cette dénomination, qui signifie « course » en espagnol, fait référence à la course mexicaine Panamericana au cours de laquelle ce moteur s'est illustré. L'appellation est provisoirement abandonnée puis à nouveau utilisée en 1972 avec l'apparition de la première Porsche « Carrera », la 911 Carrera RS 2,7 L, dotée du moteur six cylindres à plat. Désormais, le terme ne fait plus référence à un moteur mais à un modèle de voiture, en particulier les versions toujours plus puissantes de la 911. Si l'évocation du moteur d'Ernst Fuhrmann rappelle désormais d'anciens modèles Porsche, l'extension « Carrera » demeure et devient, en 1984, une dénomination définitive, exclusive et indissociable de la Porsche 911 et ajoute ainsi à son prestige jusqu'aux modèles les plus récents.

## Différentes générations

### Modèle originel: Porsche 911 (901) (1963-1973)

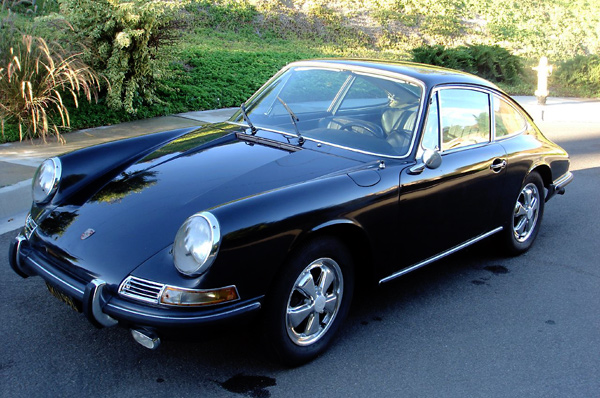
Porsche 911 (901) S (1967).

La première version, alors appelée 901, a été présentée en 1963 lors du Salon de l'automobile de Francfort.
Dotée d'un faux moteur, non opérationnel, elle ne présentait que deux cadrans sur son tableau de bord, au lieu des cinq caractéristiques qui seront adoptés plus tard. Sa production en série a débuté en septembre 1964 et la 911 est commercialisée à partir du 16 novembre de la même année. La colonne télescopique de direction est une innovation technologique. Elle dispose alors d'un moteur six cylindres de 2,0 l développant 130 ch. Une variante de la 911, la 912, sort la même année. Elle est équipée du moteur 1,6 l de la 356 dont la puissance est réduite à 90 ch, concurrençant ainsi la 911 avec un prix inférieur. Ses ventes dépasseront celles de son aînée.
La première version de la 911 a été produite pendant trois ans et a été remplacée par la 911 L (pour « Luxus ») à partir de 1967. Puis un modèle plus puissant, la 911 S, vient élargir la série. Présentée en novembre 1966, elle est équipée d'un moteur 2,0 l de 160 ch, lui permettant d'atteindre 225 km/h. Outre des améliorations techniques, elle se différencie par des jantes Fuchs 15 pouces. Elle est équipée de carburateurs triple corps Weber, qui seront remplacés par l'injection mécanique Bosch de la 911 E dès l'année 1968, faisant passer la puissance de la 911 S de 160 à 170 ch. En 1967, est introduite la 911 T (pour « Touring »), d'une puissance de 110 ch. La gamme comporte alors quatre modèles, la 911 L, 911 T, la 911 S et la 912 avec la version Targa (en référence à la Targa Florio, course sicilienne où Porsche connut plusieurs succès) lancée en 1966 qui se caractérisait par un toit partiellement découvrable, la voiture étant surmontée par un arceau fixe (de couleur chrome à l’origine puis peint en noir par la suite). Une « bulle » de verre englobait la partie arrière de l’habitacle ou, en option, une lunette arrière pliable en plastique à zipper, appelée « soft window ».
En 1969, tous les modèles 911 voient leur cylindrée augmentée de 2,0 l à 2,2 l, la gamme alors se compose de la 911 T (125 ch), de la 911 E (155 ch) et de la 911 S (180 ch), la 911 L disparaît des catalogues, puis la 911 passe à 2,4 l de cylindrée en 1972. Le modèle le plus puissant, la 911 S, affiche 190 ch et une pointe de vitesse d'environ 240 km/h.

### Porsche 911 (911 G) (1974-1989)

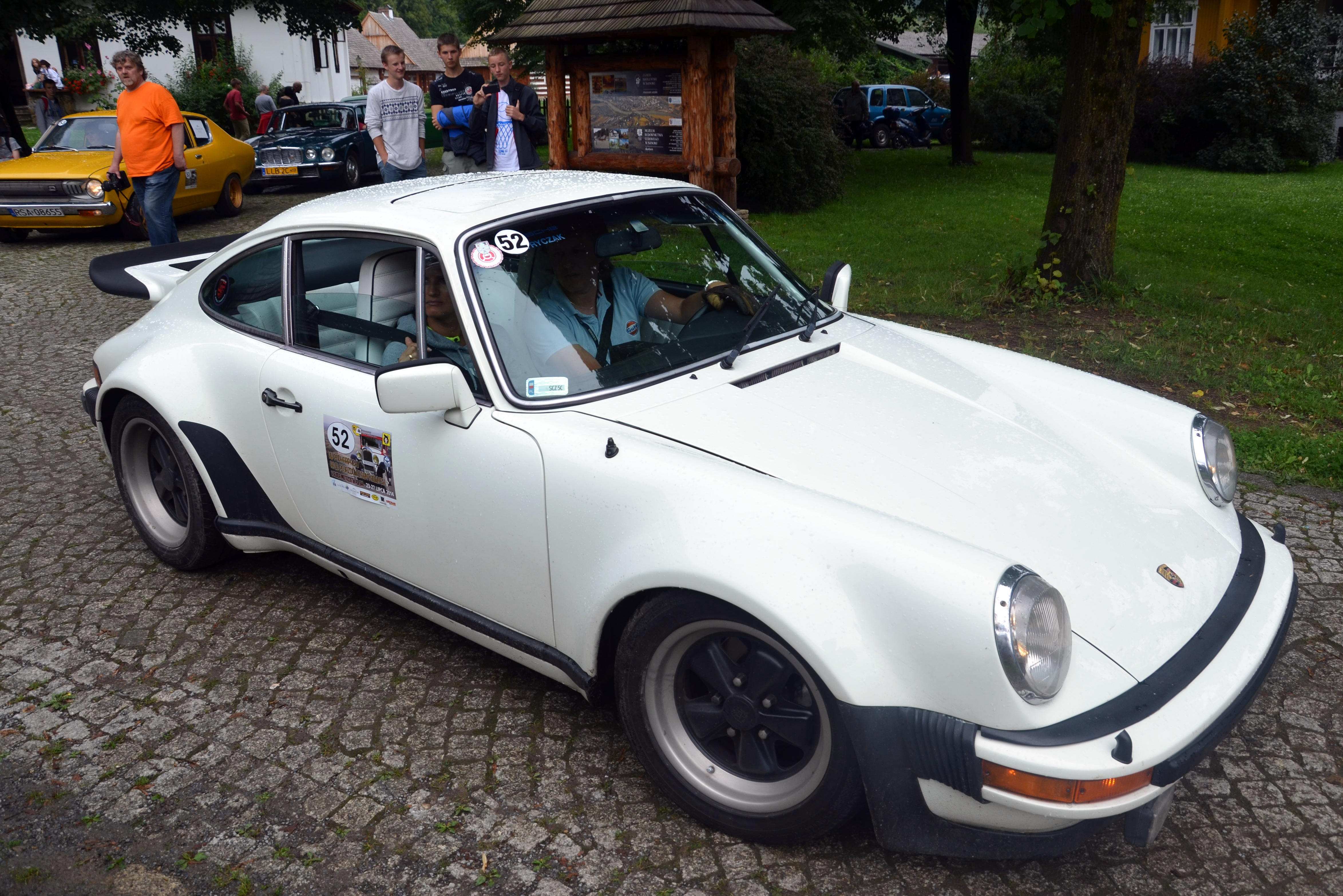
Porsche 911 série G.

Dix ans après la première version, les ingénieurs ont procédé aux premières transformations. La « série G »  ou « caisse G », deuxième génération qui se situe entre la 901 et la 964 et simplement désignée sous le nom de « 911 », a été produite de 1974 à 1989, plus longtemps que toute autre génération de 911. La série « G » se caractérise notamment par la présence de pare-chocs butoirs à soufflets noirs absorbant les impacts, une innovation conçue pour respecter les dernières normes de crash test aux États-Unis. Outre l'augmentation de la cylindrée sur toute la gamme, la protection des occupants a été améliorée par l’adoption des ceintures de sécurité à trois points comme équipement standard, ainsi que l’adoption des appuis-tête sur les sièges (sièges intégraux). La boîte de vitesses 915 est remplacée par la boîte G50.
Un des événements les plus importants dans la saga 911 a été le dévoilement en 1974 de la première Porsche 911 Turbo (type 930) avec un 3.0-litre et reconnaissable à son aileron arrière fixe. Sur une base de Porsche 911, la marque allemande a ajouté un turbo, concevant ainsi son premier véhicule de série suralimenté. Avec un moteur développant 256 ch (188 kW), la Turbo est devenue le modèle mythique de Porsche. Le bond en matière de performances s'est opéré en 1977 avec l'Intercooler qui équipait les 911 Turbo 3.3 L et une puissance de sortie de 296 ch (218 kW). La Porsche 930 est aussi connue pour être particulièrement délicate à conduire. Du fait de la puissance de son moteur et du « turbo lag »  important, le tout en propulsion, son maniement demande une certaine maîtrise.

### Porsche 911 (964) (1988-1994)

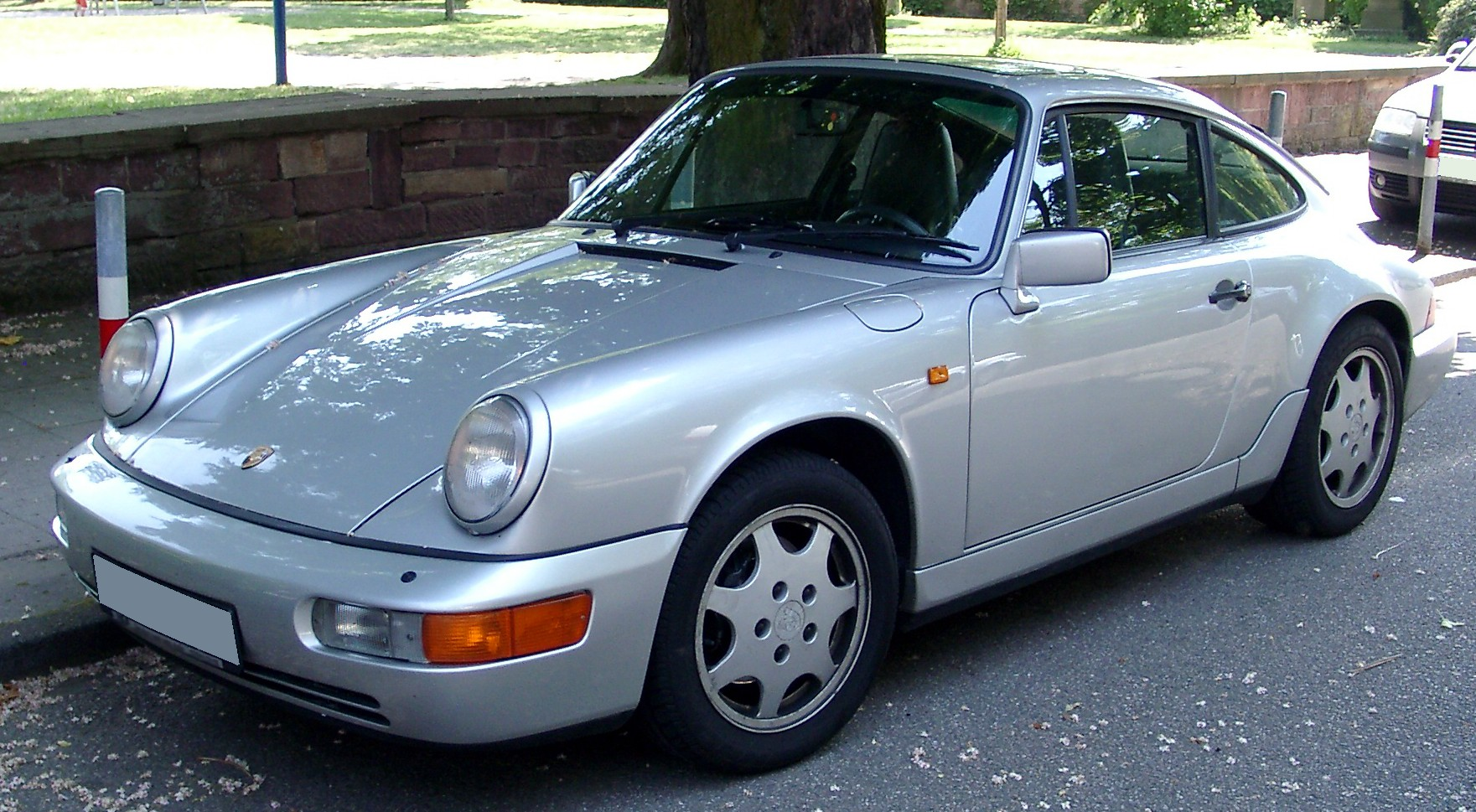
La Porsche 964 Phase 1.

Alors que les experts automobiles prévoyaient la fin imminente d'une ère, Porsche sort en 1988 la 911 Carrera 4 (pour 4 roues motrices) type 964. Après quinze années de production, la plate-forme de la 911 a été radicalement renouvelée avec 85 % de nouveaux composants.
Son moteur boxer de 3.6-litres refroidi par air délivrait 247 ch (182 kW). Extérieurement, les 964 différaient très légèrement des modèles précédents, avec de nouveaux pare-chocs de polyuréthane aérodynamiques et un aileron arrière à ouverture automatique dès 80 km/h ou manuelle depuis la console. Les modifications étaient plus profondes, l’intérieur très différent, le nouveau modèle étant conçu pour attirer de nouveaux clients non seulement pour les performances sportives mais aussi pour le confort et la sécurité avec l'avènement de l'ABS, la direction assistée, les airbags et l'option de transmission automatique Tiptronic.
Le châssis Porsche 964 a été complètement revu avec des trains roulants en alliage léger et des ressorts hélicoïdaux qui ont remplacé la suspension de barre de torsion. En plus de la Carrera, du Cabriolet et des versions Targa, s'ajoute en 1990 la 964 Turbo. Initialement entraîné par l’éprouvé 6-cylindres, le Turbo a été mis à jour en 1992 et a évolué en 3.6-litres de 355 ch (261 kW) plus puissant. Aujourd'hui, les 964 Carrera RS, 911 Turbo S,et 911 Carrera 2 Speedster sont particulièrement prisées des collectionneurs.

### Porsche 911 (993) (Mk1 de 1993-1996, Mk2 de 1996-1997)

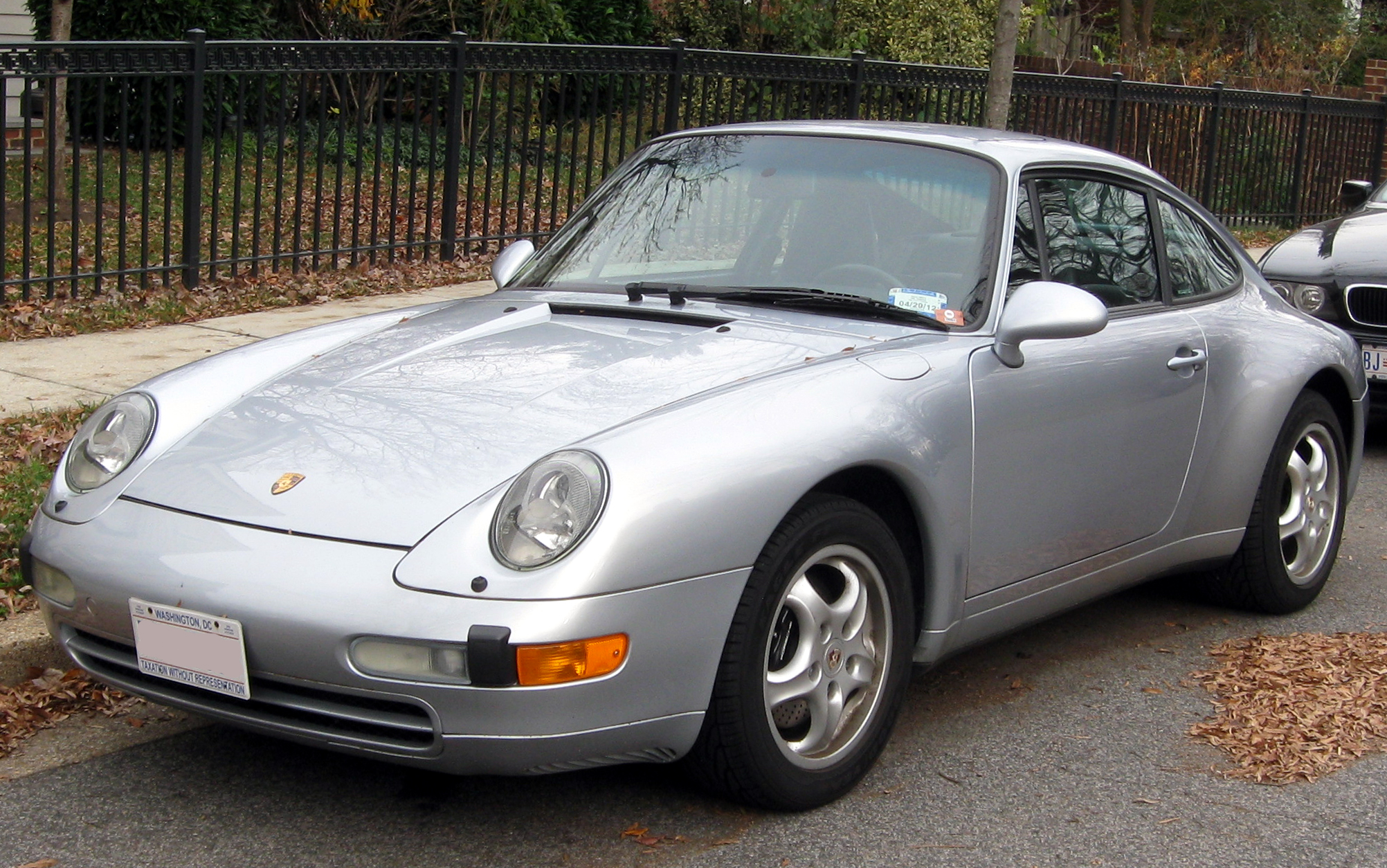
Porsche 911 type 993.

La Porsche 993 est la quatrième génération de Porsche 911. C'est la dernière version à posséder le moteur boxer dans sa configuration d'origine, c'est-à-dire avec un refroidissement à air et à huile. Il est désormais associé à une boîte de vitesses à 6 rapports.
La 993 est officiellement présentée au public le 9 novembre 1993, le département marketing n'ayant visiblement pas choisi cette date au hasard. À cette période, le succès de ce modèle est vital pour Porsche car il est pratiquement sa seule voiture à la vente pendant quatre ans : en effet, la production des dernières Porsche 968 et 928 cessera en 1994 tandis que la 911 (996) et la Boxster ne sortiront que fin 1997. Pour le millésime 1997 — à partir de juillet 1996 donc — la boîte de vitesses de la 993 est modifiée afin de rallonger les rapports et de passer ainsi les nouvelles normes anti-pollution en vigueur. Le moteur gagne 12 ch au passage, passant ainsi à 285 ch.
Pour de nombreux porschistes, cette série 993 demeure la dernière « vraie » 911, associant le design originel de la 911 à son moteur 6-cylindres à plat produisant une sonorité particulière. Plusieurs séries sont produites, en deux ou quatre roues motrices : Carrera, Carrera 4, Carrera S (connue également sous l'appellation Carrera 2S), Carrera 4S (incluant le châssis de la Turbo), Targa (avec le toit en verre qui glisse sous la lunette arrière), la version bi-turbo (408 ch, un turbo par rangée de cylindres), la Carrera RS (en version Touring, avec un look rendant hommage à la RS 3.0l de 1974 et en version ClubSport, plus radicale et équipée d'un aileron biplan). La génération 993 a vu l'émergence du modèle GT2 (appelé à l'époque 993 GT), radicale comme la Carrera RS mais équipée de la carrosserie, du moteur et du châssis de la Turbo, mais en propulsion uniquement. Elle est reconnaissable à ses ailes rivetées.

### Porsche 911 (996) (Mk1: 1997-2001, Mk2: 2001-2005)

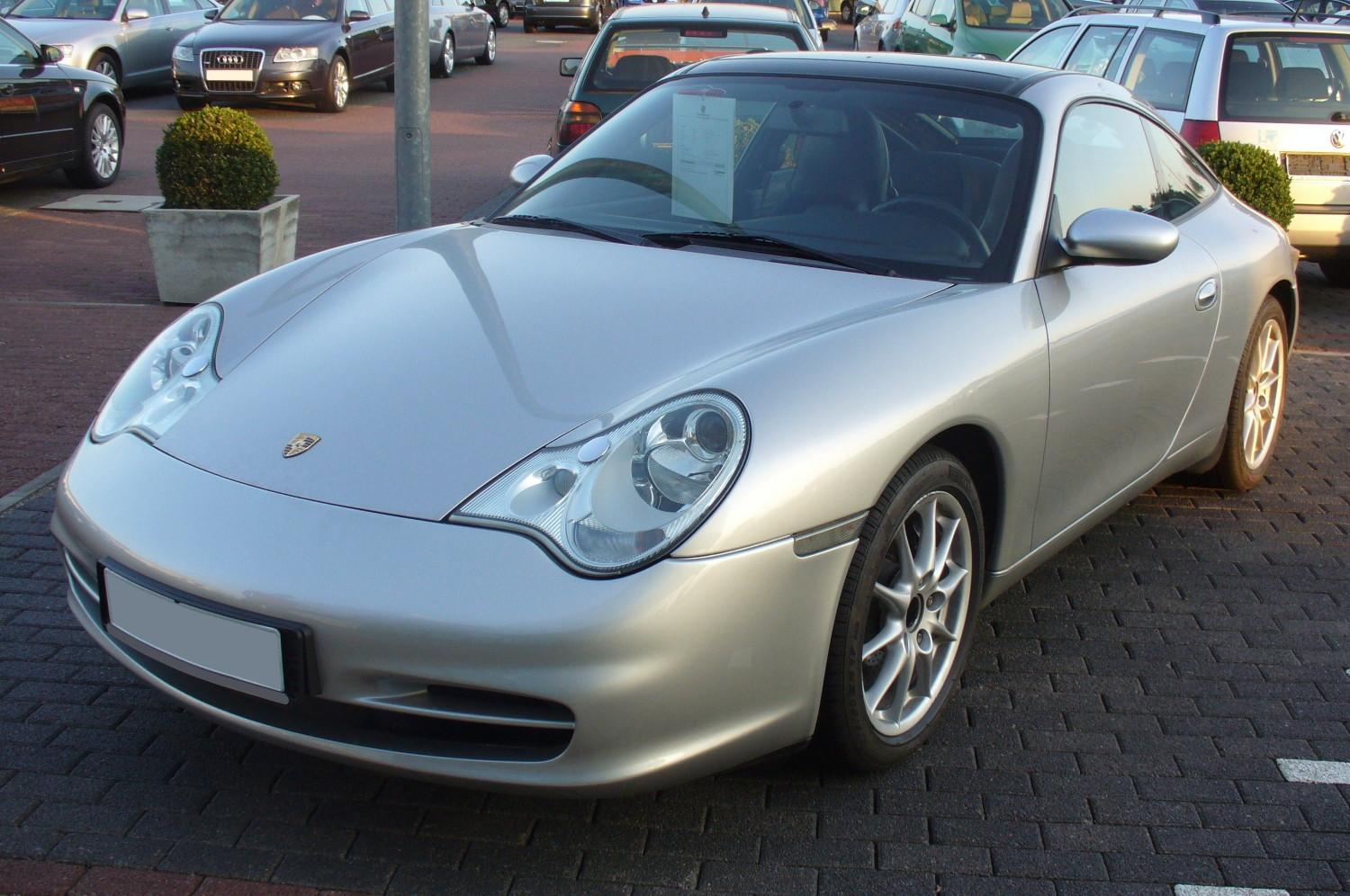
Porsche 996 (Mk2).

La 911 type 996, qui sort des chaînes de montage de 1997 à 2005, représente un tournant majeur dans l'histoire des 911. Elle conserve toute la personnalité et le caractère de ses aînées mais c'est en réalité une toute nouvelle voiture. Cette génération, revue sous tous ses aspects, est la première (à l'exception de la 911 GT1) à être équipée d’un refroidissement par eau. La première génération voit sa cylindrée redescendre à 3,4 litres avec un moteur qui, grâce à ses culasses à quatre soupapes, délivre 300 ch (218 kW) et innove en matière de réduction d’émissions, de bruit et de consommation de carburant.
Le design extérieur est une réinterprétation des lignes classiques des 911, mais avec un coefficient de traînée inférieur (Cd) de 0,30. Les lignes de la face avant de la 996 Mk1, semblables à celles de la nouvelle série Boxster, ne suscitent pas l'adhésion totale du public. Pour cette raison, la version suivante, la Mk2, adopte des phares à clignotants intégrés, dont le design fait également couler beaucoup d'encre, les phares ronds des 911 étant pour beaucoup d'amateurs de la marque une référence esthétique incontournable. Porsche reviendra aux optiques « traditionnelles » avec la génération suivante (997). À l'intérieur, le conducteur bénéficie d’un nouvel habitacle, plus orienté GT et qui abandonne les cinq compteurs ronds. Les caractéristiques sportives sont conservées et le confort amélioré. Cette évolution est finalement un succès commercial en dépit des problèmes de design et de fiabilité du boxer 3,4 l qui sera réalésé en 3,6 l dès septembre 2001, gagnant 20 ch au passage.
Les Porsche 996 présente une variation de gamme complète. Dès 1999, la 996 GT3 est devenu le point culminant de la gamme, tout en préservant la tradition de la Carrera RS. La 996 GT2 est équipée de freins céramique en option.

### Porsche 911 (997) (Mk1: 2004-2009, Mk2: 2009-2012)

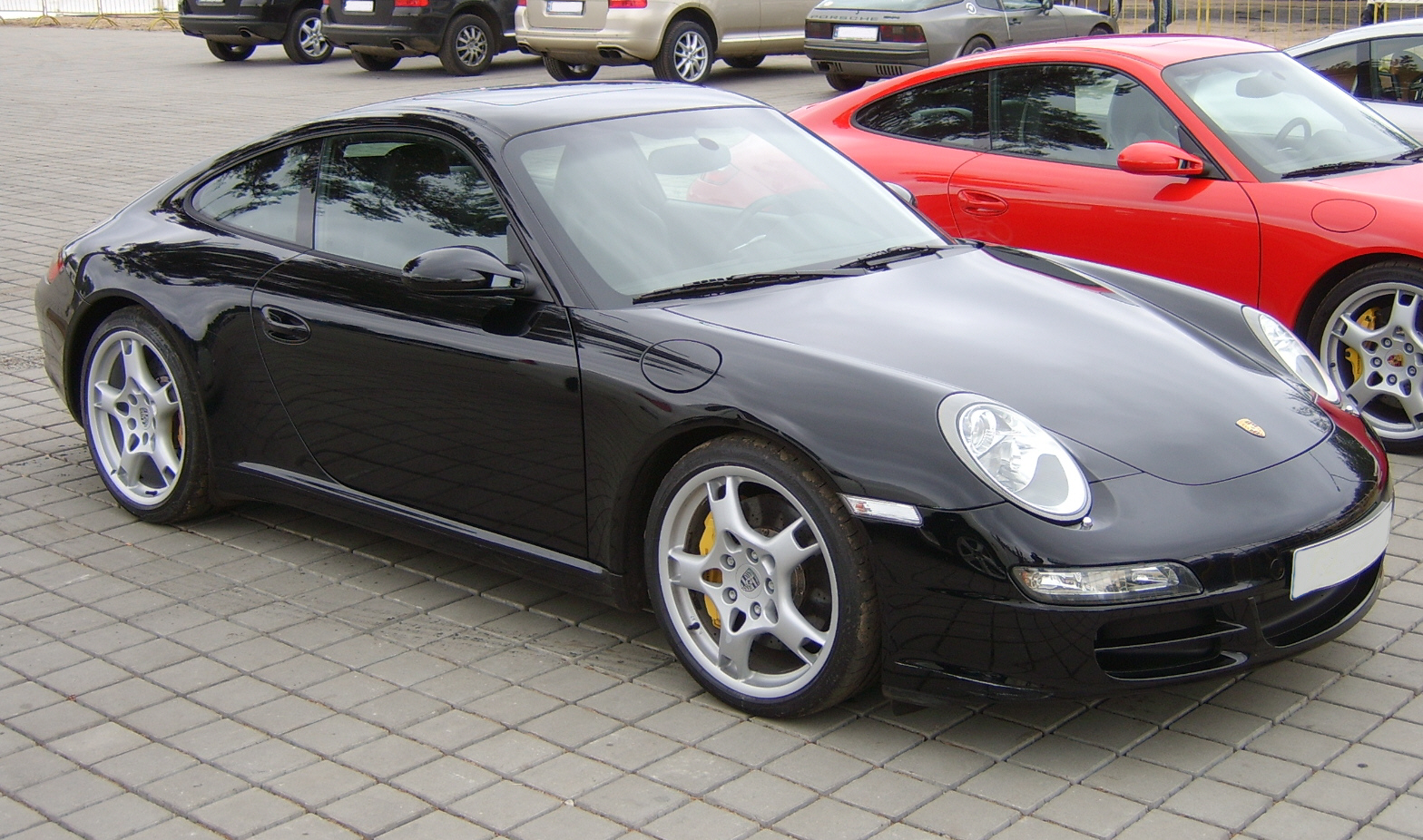
Porsche 911 (997).

En juillet 2004, Porsche a dévoilé la nouvelle génération de 911 baptisée « 997 ». Le retour aux phares ovales avec les clignotants séparés intégrés dans le pare-chocs rappelle les modèles de 911 plus anciens. La 997 possède un moteur boxer de 3.6-litres qui affiche 325 ch (236 kW) tandis que le nouveau moteur de 3.8-litres de la Carrera S développe 355 ch (261 kW).
Les châssis ont été retravaillés et la Carrera S a inauguré la Suspension Active (PASM) comme équipement de série. En 2006, Porsche a présenté la 911 Turbo. À l'automne 2008, les 997 sont dotées de l'injection directe de carburant (DFI) et de la boîte Doppelkupplung (PDK) à transmission à double embrayage. La famille 997 compte 24 déclinaisons avec les Carrera, Targa, Cabriolet, propulsion ou quatre roues motrices, Turbo, GTS, ainsi que des modèles plus adaptés au circuit.

### Porsche 911 (991) (Mk1: 2012-2016, Mk2: 2016-2018)

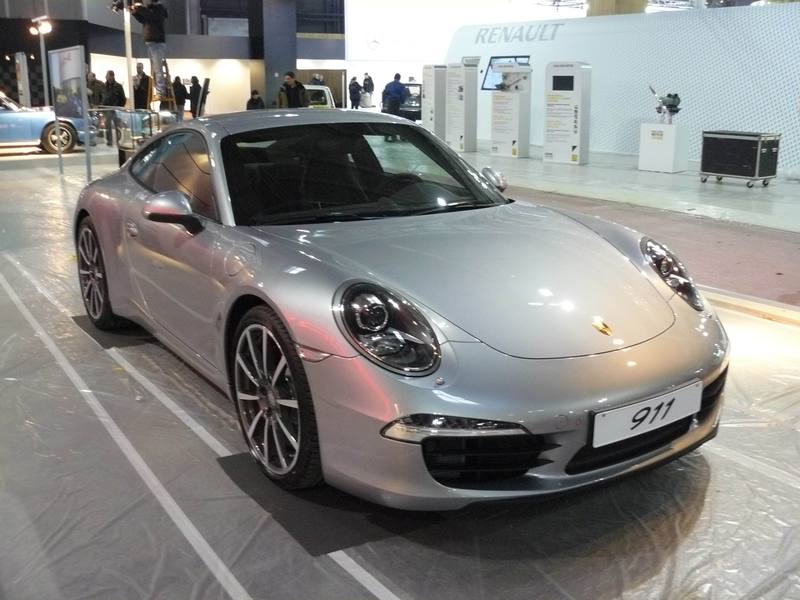
Porsche 991 Carrera S 2012.

La génération 991 a été officiellement présentée le 2 septembre 2011. Elle marque une nouvelle évolution technique dans la gamme des 911,. Le châssis se différencie des générations précédentes par un empattement plus long, des voies plus larges et une monte pneumatique plus importante. Le 3,4 l de 350 ch du modèle Carrera (développant 5 ch de plus que la deuxième génération de 997 3,6 l) a une construction hybride acier/aluminium réduisant significativement le poids. Sur la phase 2 (2011-2019) le flat-six n'est plus atmosphérique mais suralimenté par 2 turbos. D'autres innovations incluent le Contrôle de Châssis Dynamique (PDCC) et la transmission manuelle à sept vitesses.

### Porsche 911 (992) (MK1: 2018-...)

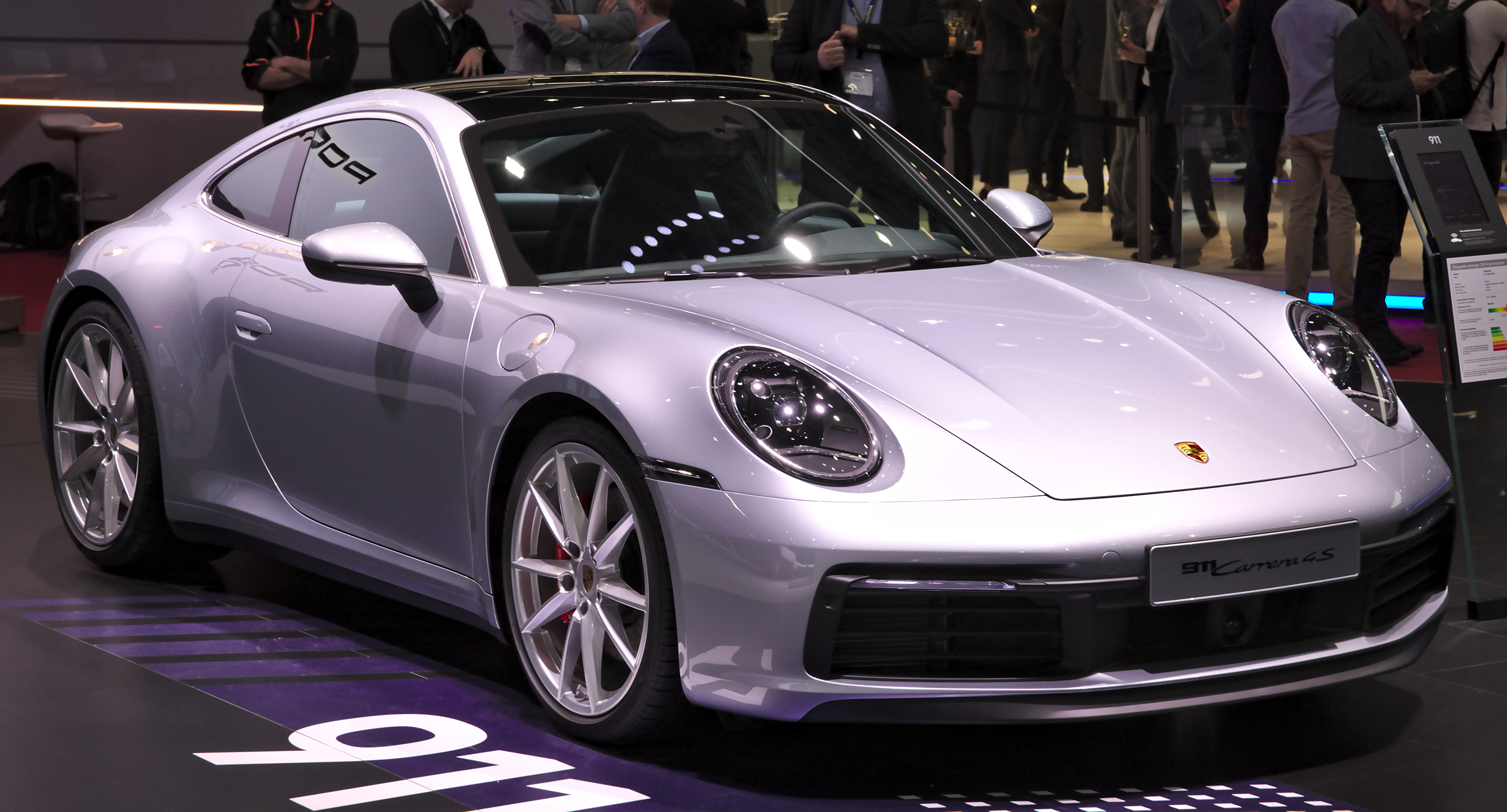
Porsche 911 type 992.

La huitième génération de Porsche 911, la Type 992, est dévoilée en fin d'année 2018 et adopte une instrumentation numérique avec le Virtual Cockpit provenant du Groupe Volkswagen. Si la silhouette générale ne présente pas de révolution majeure, de nombreux détails, notamment esthétiques, différencient cette voiture du modèle précédent: un capot moins arrondi, de nouveaux phares à feux de jour à LED, l'avant et l'arrière élargis, un bouclier redessiné. Les feux arrière sont plus effilés et reliés par un bandeau lumineux.

## 911 ultra-sportives

### Versions ultra-sportives: 959, GT1, GT2, GT3, Touring, R, RS, RS Clubsport, RSR, Cup et Turbo
La gamme des 911 modernes commence avec le modèle Carrera, 2 ou 4 roues motrices (385 ch) au caractère sportif déjà très affirmé, suivi de la Carrera T (pour Touring) à la puissance identique mais plus performante grâce à un gain de poids optimisé, située entre la Carrera et la Carrera S plus puissante (450 ch). Après la Carrera S (deux roues motrices) et la Carrera 4S (à transmission intégrale), vient la Carrera GTS (pour Gran Turismo Sport) de 480 ch, elle précède un modèle encore plus performant tout en restant confortable et utilisable au quotidien, la Turbo (580 ch) et sa variante, la Turbo S (650 ch). Pour la plupart de ces modèles en version Coupé, s'ajoutent les déclinaisons cabriolet ou Targa. Vient ensuite une version plus radicale, toujours de série, à moteur atmosphérique : la GT3 ou la GT3 RS (pour RennSport) et ses 520 ch, voire brutale comme la GT2 à moteur turbo (700 ch pour la RS). La 991 GT2 RS millésime 2018 est considérée comme étant la 911 de route la plus puissante,. Conçues pour le circuit, les différentes versions de la GT 2 et de la GT 3 sont, pour la plupart, homologuées pour la route. Elles présentent de nombreuses variantes, à moteur atmosphérique ou turbo : outre les versions de base, la gamme comprend la R, RS, Cup, Touring ou Clubsport pour la GT3, RS ou Clubsport pour la GT2. Enfin, au sommet de la pyramide, la 911 RSR (pour RennSport Rennen) de 515 ch, voiture conçue pour les courses d'endurance, notamment les 24 heures du Mans qui voient en 2024 le remplacement de la RSR par la 992 GT3 R (565 ch).

### Porsche 911 GT1

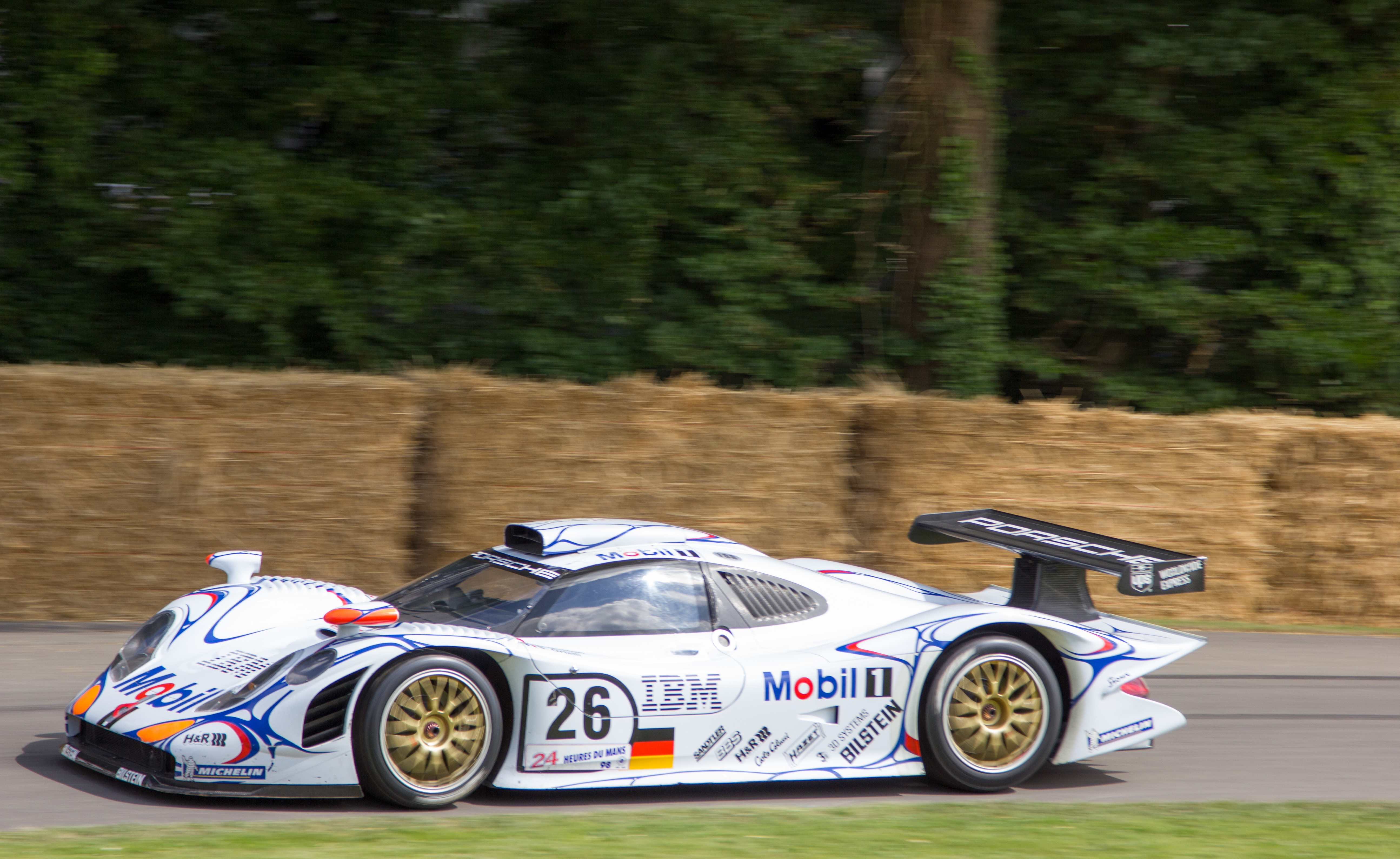
Porsche 911 GT1.

La Porsche GT1 peut être classée dans trois catégories de 911 : déclinaison de la 911 à partir de la 993, 911 ultra-sportive, mais aussi 911 produite en série limitée. Voiture spectaculaire aux allures de Supercar et de voiture de course pour l'endurance, sa brève carrière, entamée en 1996, cesse à la fin de l’année 1998 à la suite de l’abandon de la catégorie GT-1 dans le championnat FIA-GT.

### Porsche 911 GT2 et GT2 RS

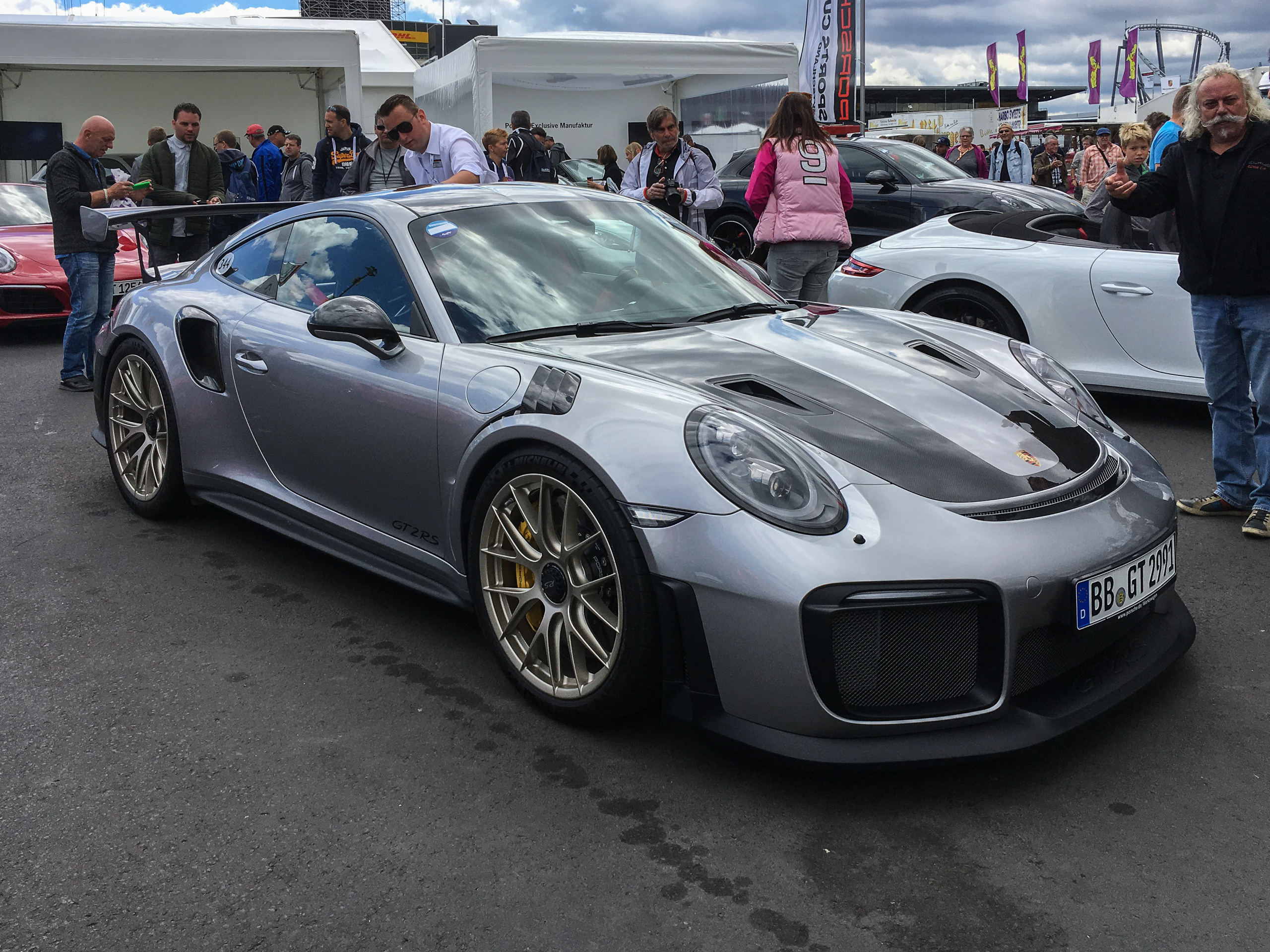
Porsche 991 GT2 RS.

Equipée d'un moteur turbo, la Porsche 911 GT2 a été, en 2007, la 911 la plus rapide de la gamme des 911. Bien qu'homologuée pour la route, sa vocation reste le circuit. Très légère (pas de sièges à l'arrière ni transmission intégrale et un matériau d'isolation phonique réduit), dotée de la carrosserie élargie de la Turbo s, elle affiche 50 ch de plus que cette dernière. La version RS affiche une puissance supérieure de 90 ch par rapport à la GT2 standard.

### Porsche 911 GT3 et GT3 RS

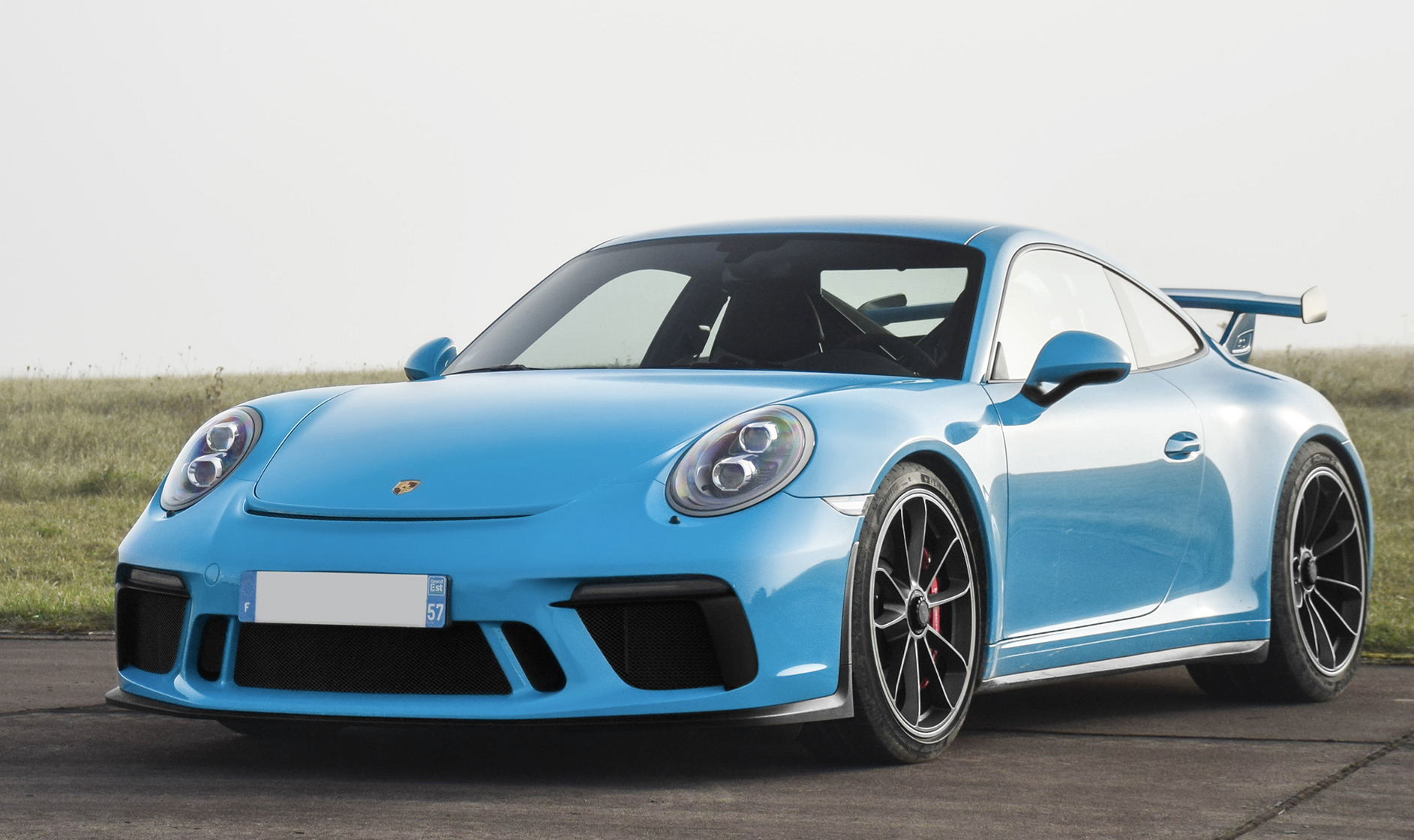
Porsche 991 GT3.

Dotée d'un moteur atmosphérique, la Porsche 911 GT3 est une routière aux performances lui permettant d'évoluer sur circuit. La RS affiche 4,0 L de cylindrée et 520 ch (contre, respectivement, 3,8 L et 475 ch pour la GT3 standard) et se caractérise par des appendices aérodynamiques plus nombreux et un aileron plus imposant.
La 911 GT3 est une grande routière adaptée au circuit. Plus performante, la 911 GT3 RS est résolument une voiture de circuit, homologuée pour la route.

### Porsche 911 Clubsport

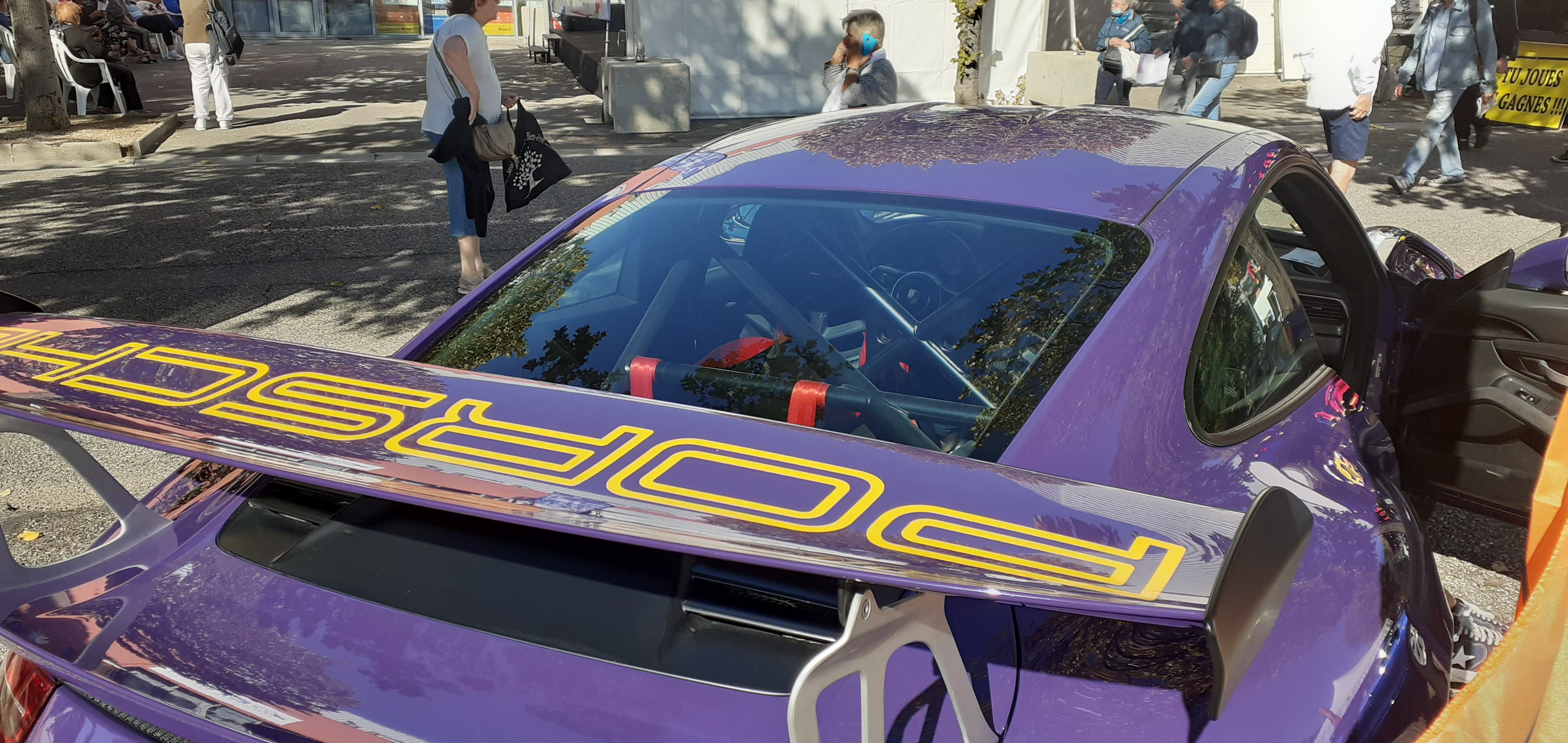
Porsche 991 GT3 RS équipée du pack Clubsport.

Les Porsche GT2 et GT3 peuvent bénéficier, sur demande ou sur option, d'équipements destinés à optimiser leurs performances. Sur demande (et sans supplément de prix), elles peuvent être équipées du pack « Clubsport » qui comprend un arceau-cage de sécurité, un coupe-circuit, un extincteur portable et un harnais de sécurité 6-points. En complément mais en option, le pack « Weissach » comprend des jantes forgées en magnésium permettant de gagner 30 kg sur le poids de la voiture, de nombreuses pièces (aileron, capot, etc) sont réalisées en matière plastique renforcée aux fibres de carbone (PRFC). L'arceau de sécurité est réalisé en titane permettant un gain de 12 kg sur celui du pack Clubsport en acier.

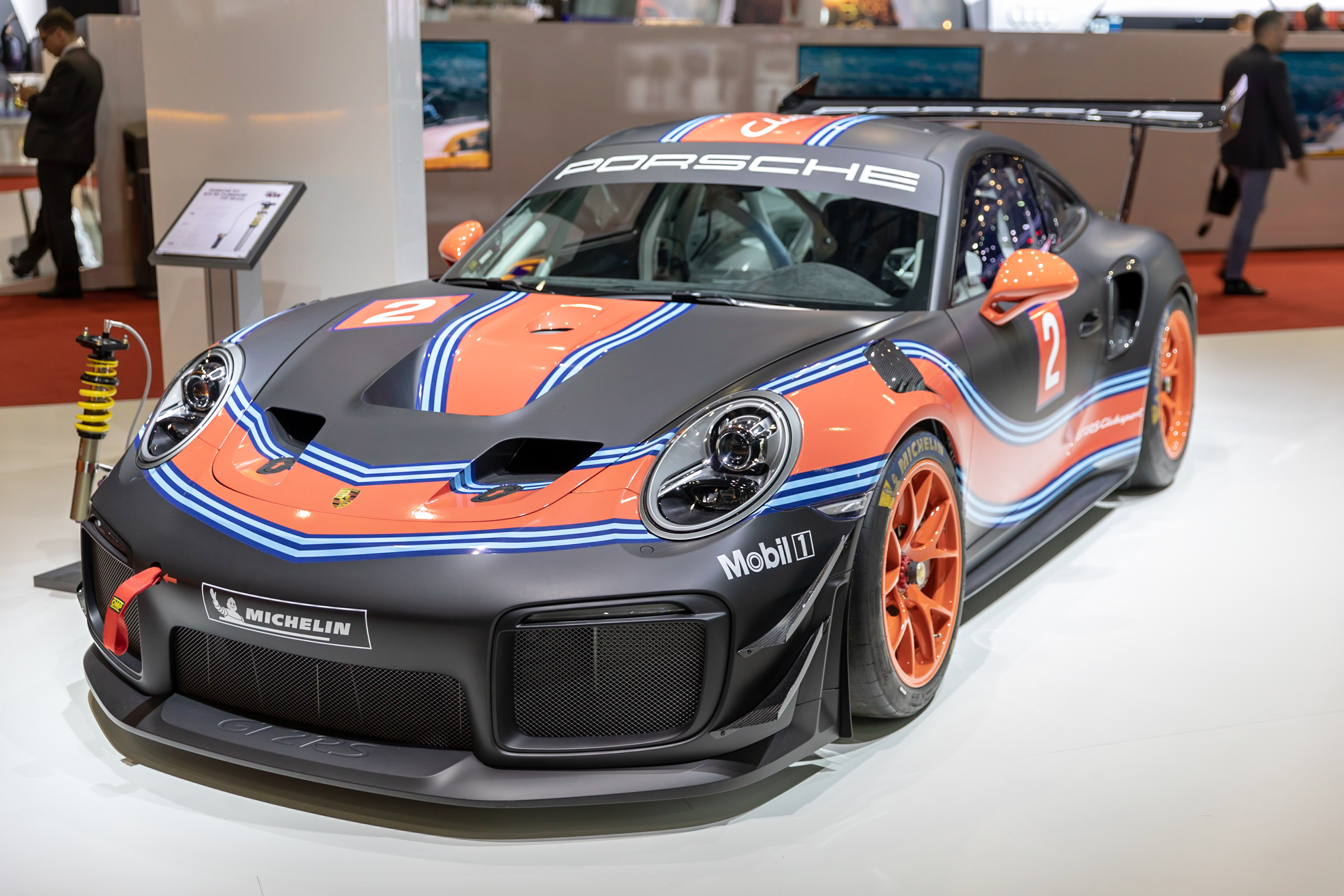
Porsche 911 GT2 RS Clubsport série limitée.

Certaines 911 Clubsport résultent de la modification en usine (option sans supplément de tarif) d'une RS de série. Elles peuvent aussi être produites par l'usine en série limitée, comme la 911 GT2 RS Clubsport, commercialisée en 2018 à 200 exemplaires pour un usage exclusif sur circuit avec la possibilité d'être engagée dans des courses du championnat GT2.

### Porsche 911 GT3 R

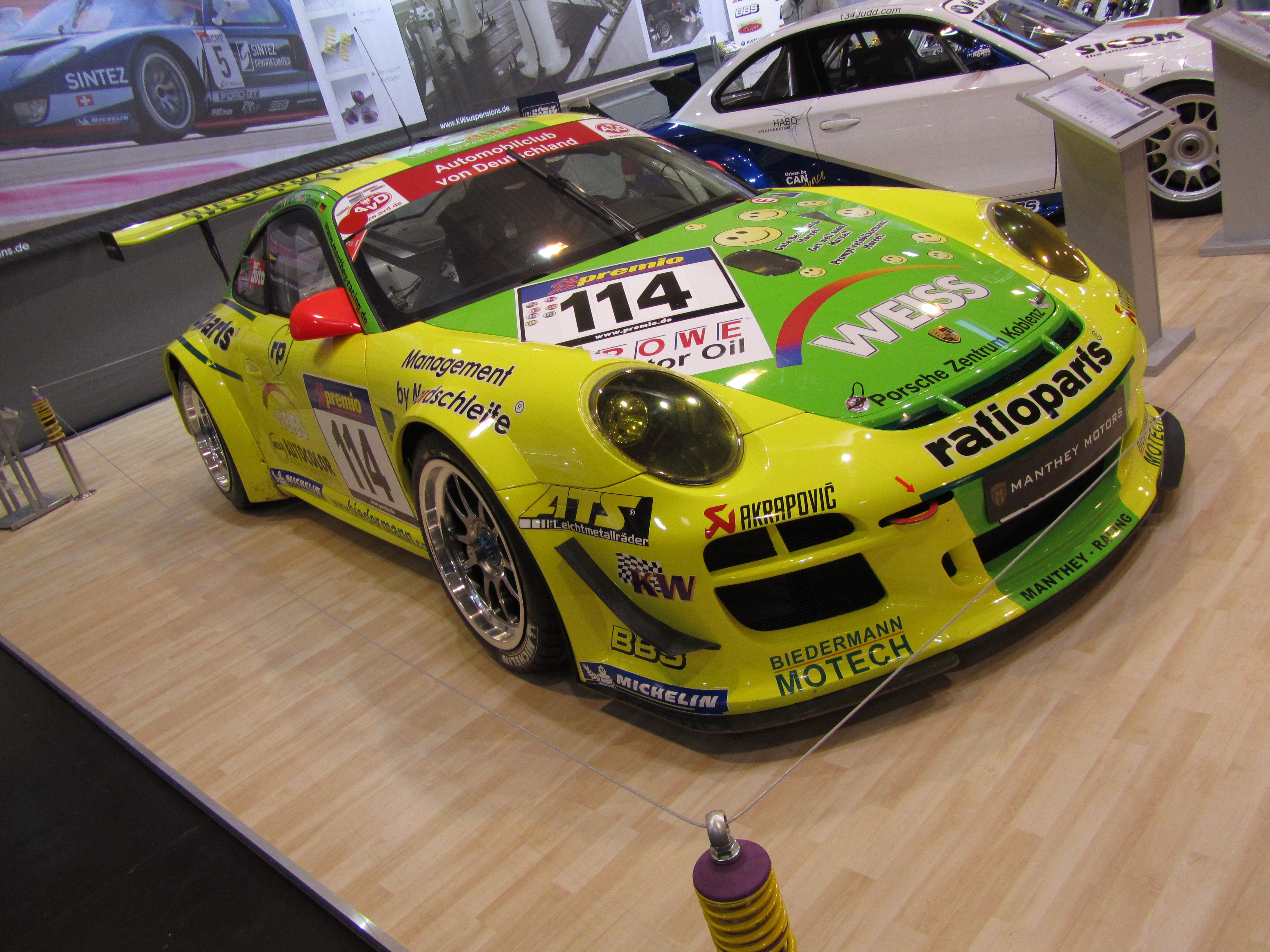
Porsche 911 GT3 R.

D'une cylindrée de 4,2 L et d'une puissance de 565 ch, la 911 GT3 R est une voiture de course monoplace « compétition-client » destinée à courir en catégorie GT3. Elle possède des caractéristiques communes aux 911 GT3 Cup (boîte de vitesses séquentielle, écran de 10,3 pouces) et 911 RSR (soubassement surélevé) qu'elle a remplacée aux 24 Heures du Mans 2024.

### Porsche 911 GT3 Rrennsport
Modèle commercialisé par Porsche en 2023 et qui, compte tenu de ses caractéristiques, n'est ni homologué pour la route, ni conforme à la réglementation en vigueur pour participer à des compétitions, notamment le championnat GT3. Cette 911 est destinée aux amateurs de circuit et aux collectionneurs.

### Porsche 911 R (racing)

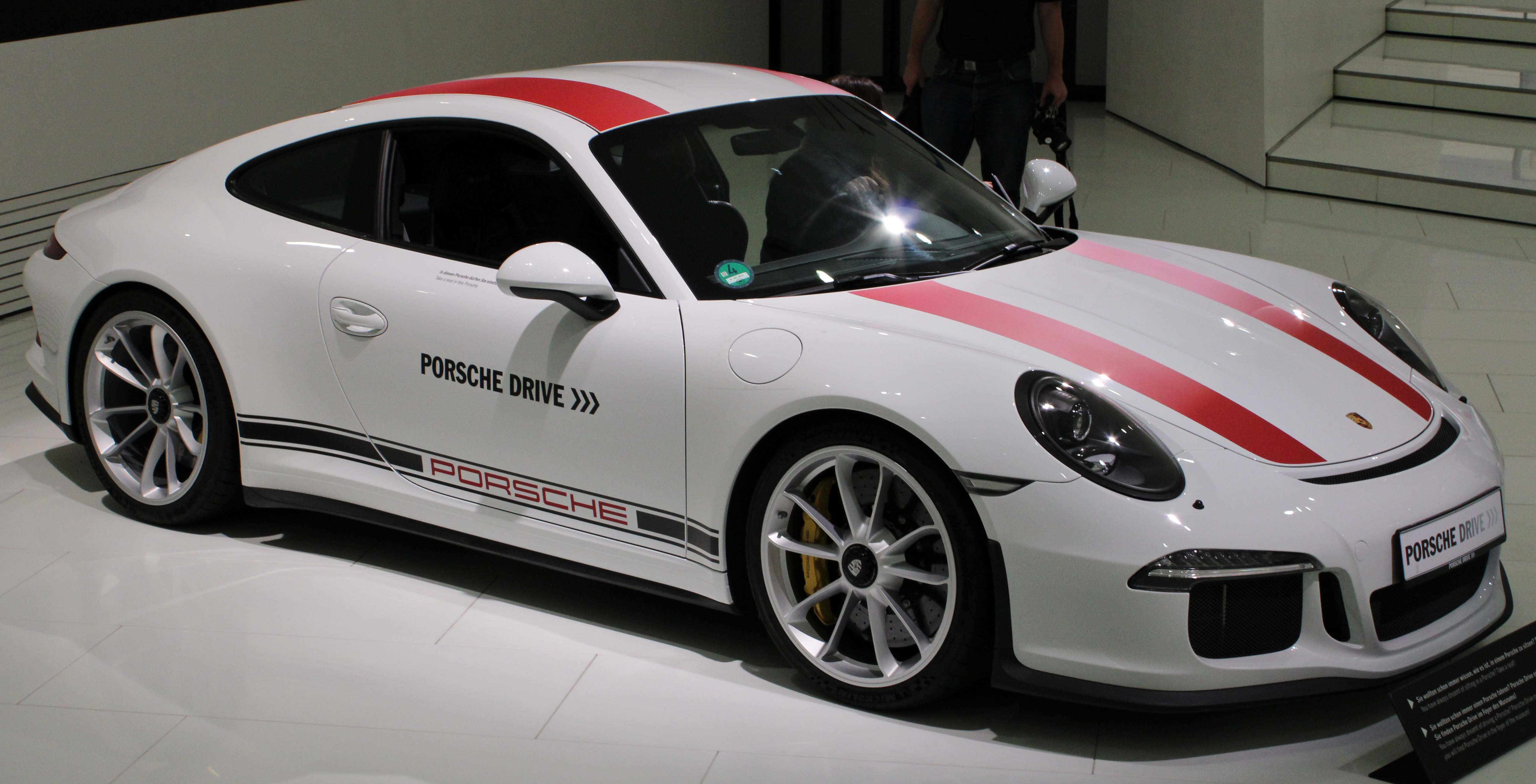
Porsche 911 R.

Version à l'aspect plus conventionnel à l'image d'une Carrera standard par l'absence de l'aileron fixe notamment, la 911 (991) R présente des caractéristiques semblables à la GT3 RS (même chassis, motorisation). Elle affiche 500 ch sur les roues directrices arrière.

### Porsche 911 GT3Touring

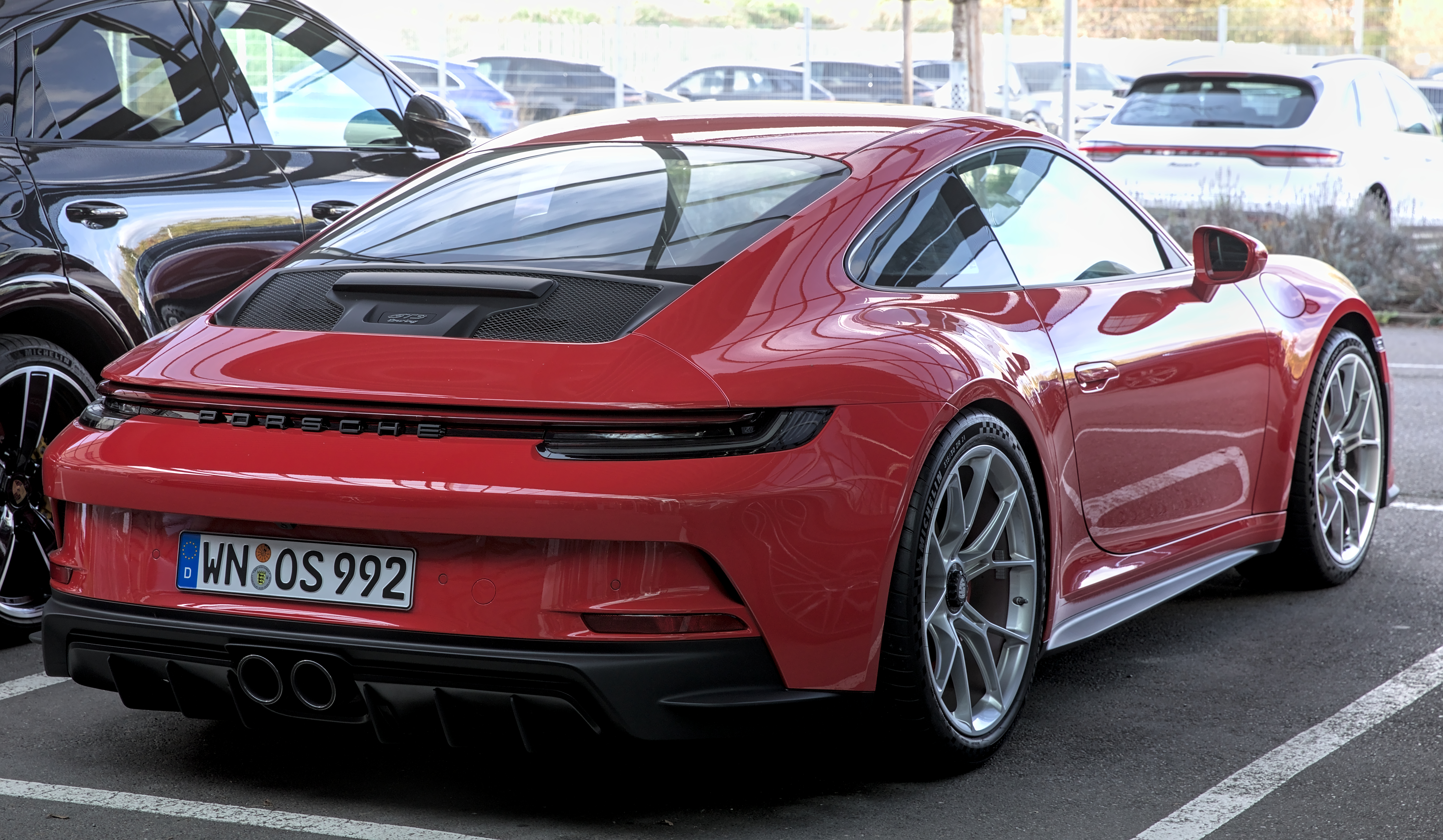
Porsche 911 GT3 Touring.

La Porsche 911 GT3 Touring est une version routière, stricte 2-places, toujours très puissante, esthétiquement plus discrète que la 911 GT3 dont elle s'inspire mais à laquelle a été retiré l'imposant aileron. Elle en conserve la motorisation, un moteur 4,0 L atmosphérique de 510 ch. Disponible avec une boîte manuelle ou PDK, elle présente différents aménagements de l'habitacle selon l'usage, dont les sièges version bacquets (circuit) ou Sport (route). La 911 R ayant été commercialisée en série limitée, au stock épuisé, certains observateurs voient dans la GT3 Touring une réédition de la 911 R, disponible sur commande,.

### Porsche 911 GT3 R Hybrid

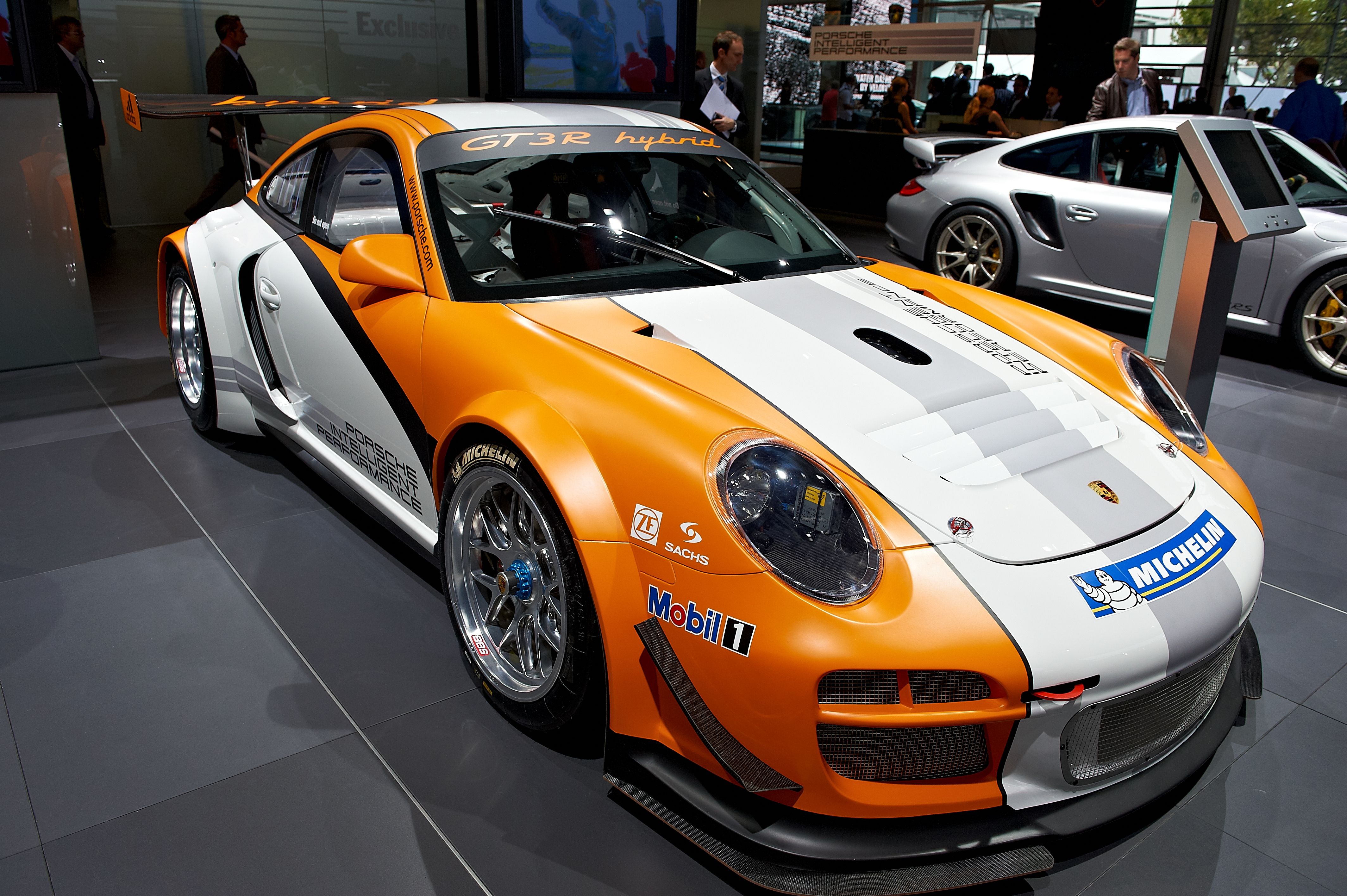
Porsche 911 GT3 R Hybrid.

La Porsche 911 GT3 R Hybrid est dotée d'un moteur six cylindres 4 L de 470 chevaux et de deux moteurs électriques pour les roues avant.

### Porsche 911 S/T

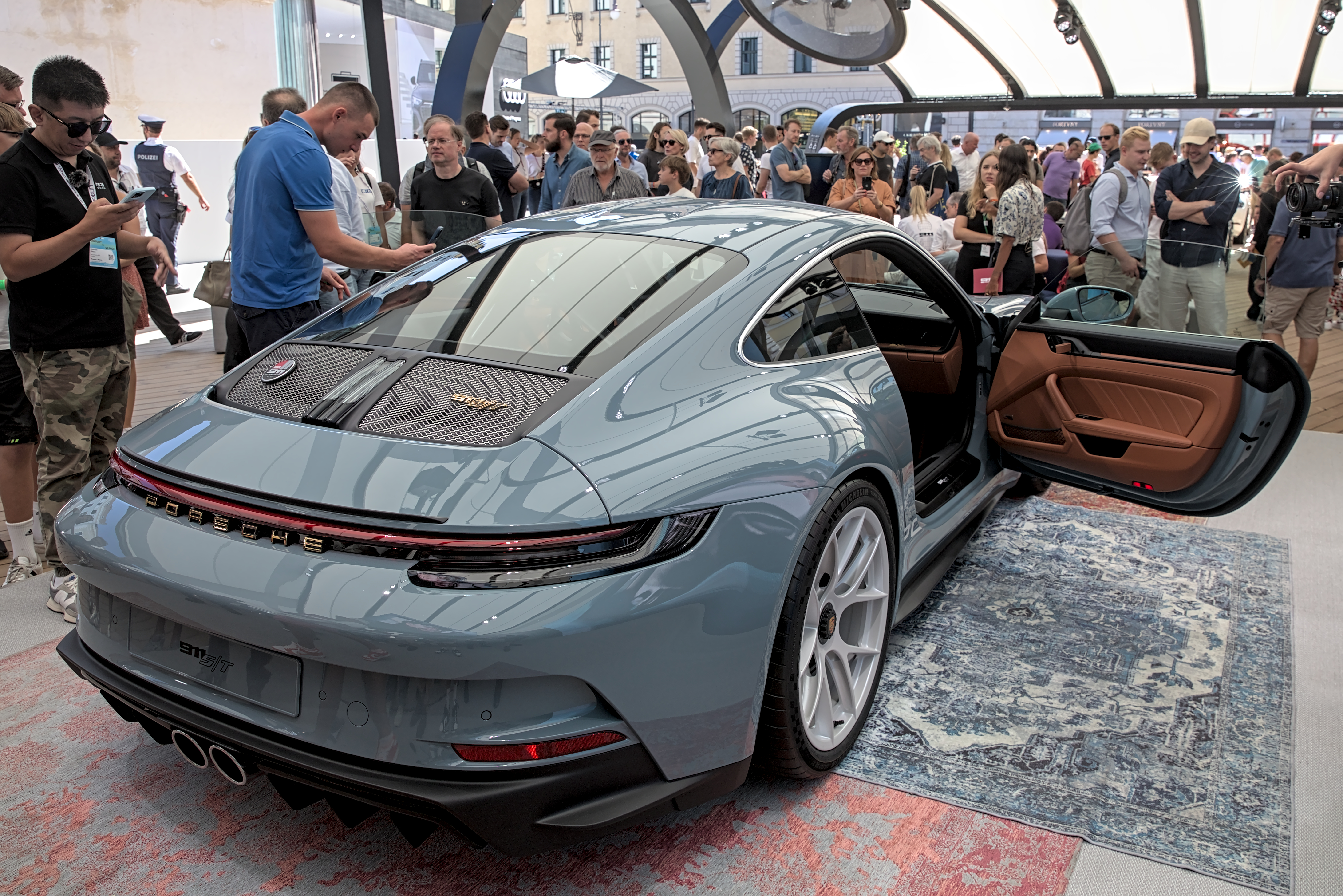
Porsche 911 S/T.

Produite à 1963 exemplaires, la Porsche 992 S/T  évoque son ancêtre, la 911 (901) ST, sportive de la première génération. Elle est une synthèse de plusieurs 911 ultra-sportives : la GT3 pour les dimensions de la carrosserie et la GT3 RS pour la motorisation. Sa vitesse maximale est de 300 km/h. Elle bénéficie, en option, du pack Heritage Design avec des teintes exclusives comme le Shorebluemetallic pour la carrosserie (photo) et la couleur Ceramica pour les jantes, etc.

### Porsche 911 GT3 Cup

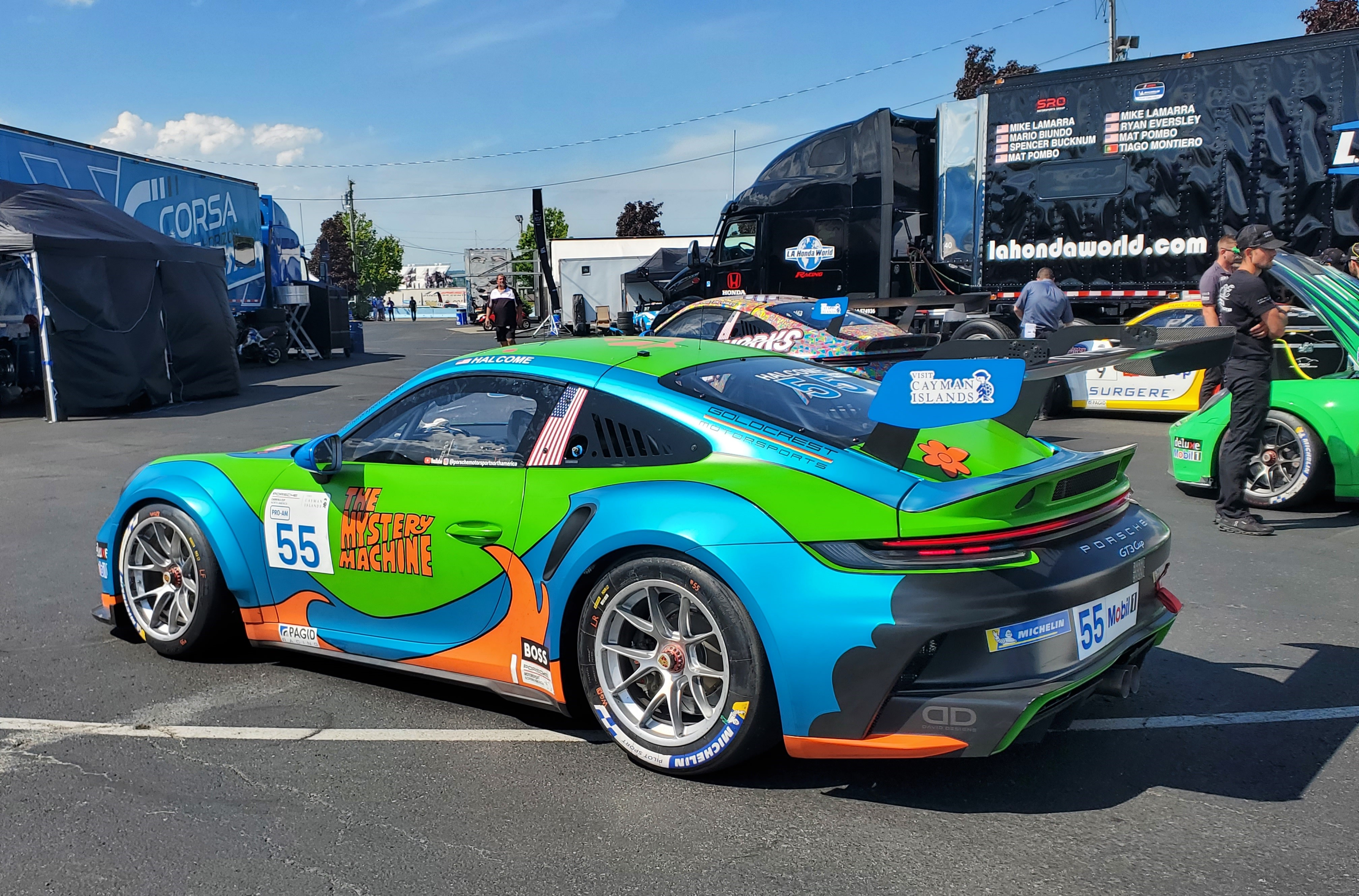
Porsche 911 GT3 Cup.

La 911 GT3 Cup, non homologuée pour la route, est une voiture de compétition destinée à courir en championnat Supercup, Carrera Cup, etc. La dernière version en date, basée sur la 992 GT3, présente certaines caractéristiques propres à la GT3 R et à la 911 RSR. Bien que dotée d'un flat-six atmosphérique, elle est équipée d'une carrosserie large empruntée à la Turbo. Son moteur, d'une cylindrée de 4,0 L, développe une puissance de 510 ch. Elle est, à ce jour, la voiture de course la plus répandue dans le monde.

### Porsche 911 RSR (RennSport Rennen)

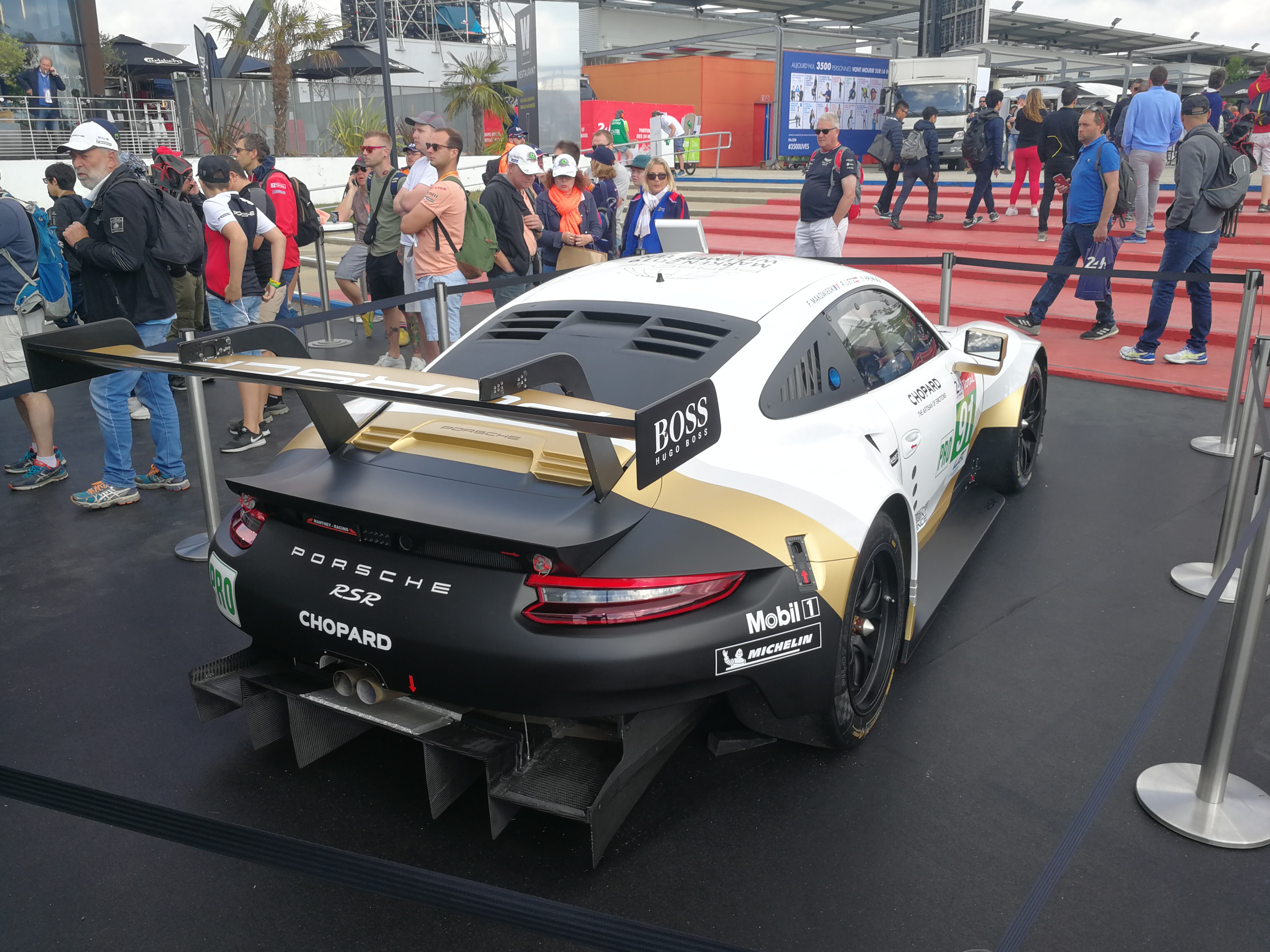
Porsche 911 RSR-19 (2019).

- Porsche 911 Carrera RSR 2.8 (1973), Porsche 911 Carrera RSR Turbo 2.1 et 911 Carrera RSR 3.0 (1974) :

- Porsche 911 RSR depuis 1993 :

Article détaillé : Porsche 911 RSR (de)
La 991 RSR est la dernière type RSR à être produite, à ce stade, par le constructeur. Elle fait partie, à ce jour, des rares 911 (avec la GT1) à posséder un moteur en position centrale arrière en lieu et place du légendaire moteur en porte-à-faux. Cette révolution dans l'architecture du moteur s'explique par le souhait des concepteurs de réduire l'usure des pneus en course avec une meilleure répartition de la charge entre les essieux.

### Porsche 992 Turbo S

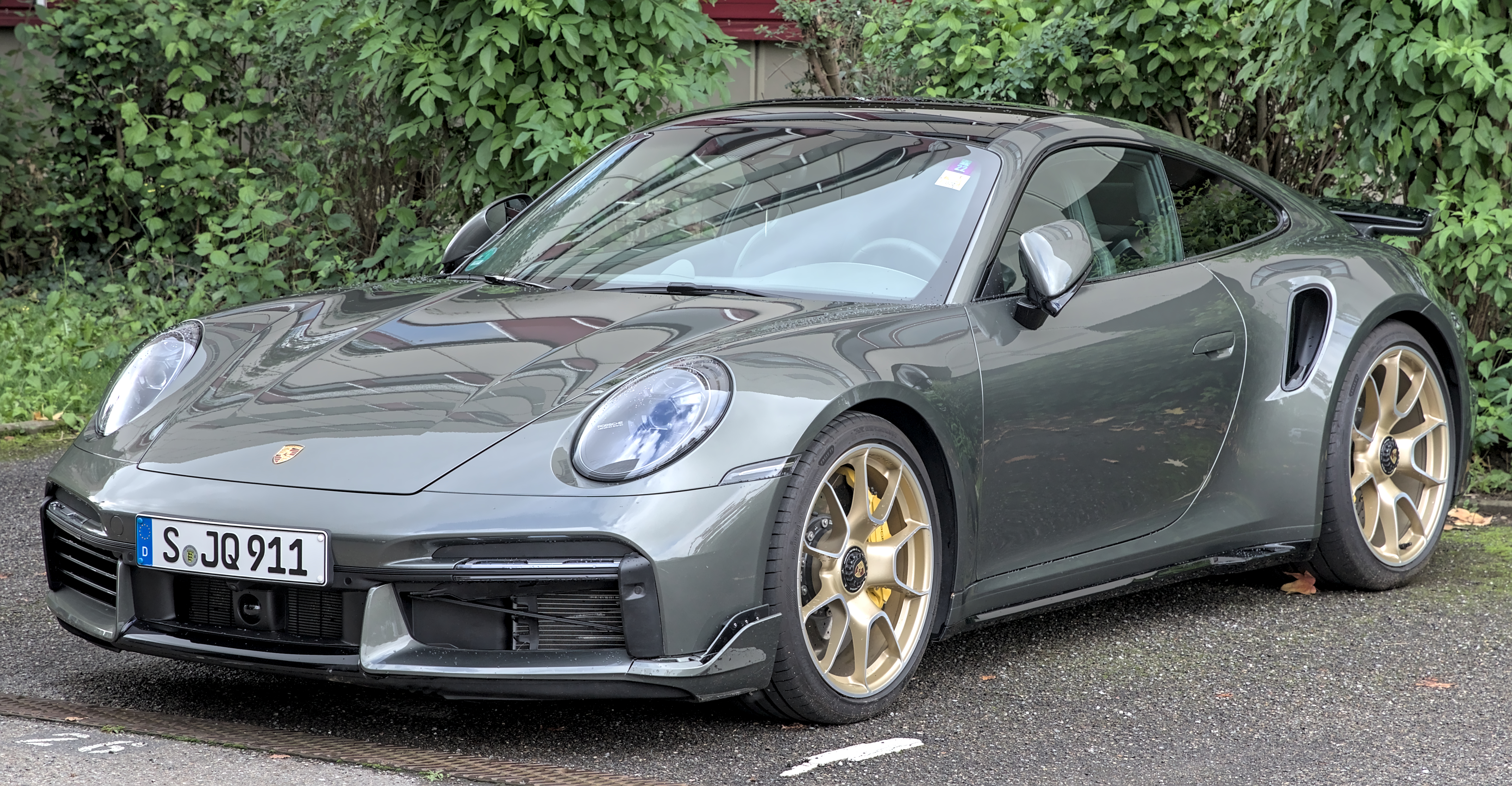
Porsche 992 Turbo S équipée du pack sport.

La première Porsche 911 à moteur turbo, la Porsche 930 (série G), a ouvert la voie à une lignée de voitures puissantes et performantes jusqu'aux dernières versions en date, les 992 Turbo S/992 Turbo dont la vocation reste essentiellement la route. La 992 Turbo S est un modèle polyvalent (hautes performances et confort d'une routière 2 places + 2 d'appoint) utilisable au quotidien. Commercialisée en 2020, reconnaissable à sa poupe parmi les plus larges de toute la gamme 911, à ses entrées d'air latérales et à une « aérodynamique adaptative » constituée d'un dispositif avant orientable (lèvre de spoiler, volets) et d'un aileron arrière variable (plus discret que l'imposant aileron fixe propre aux GT2 et GT3). Elle est dotée d'un moteur bi-turbo de 3,8 L de cylindrée et développe 650 ch avec un 0 à 100 km/h en 2,7 s et une vitesse de pointe de 330 km/h. Elle affiche un poids à vide de 1,715 tonne (équipements de confort, systèmes de sécurité actifs et passifs) contre 1,470 tonne pour la 991 GT2 RS. Un pack Sport en option permet de l'alléger de 30 kg.

### Porsche 992 Turbo

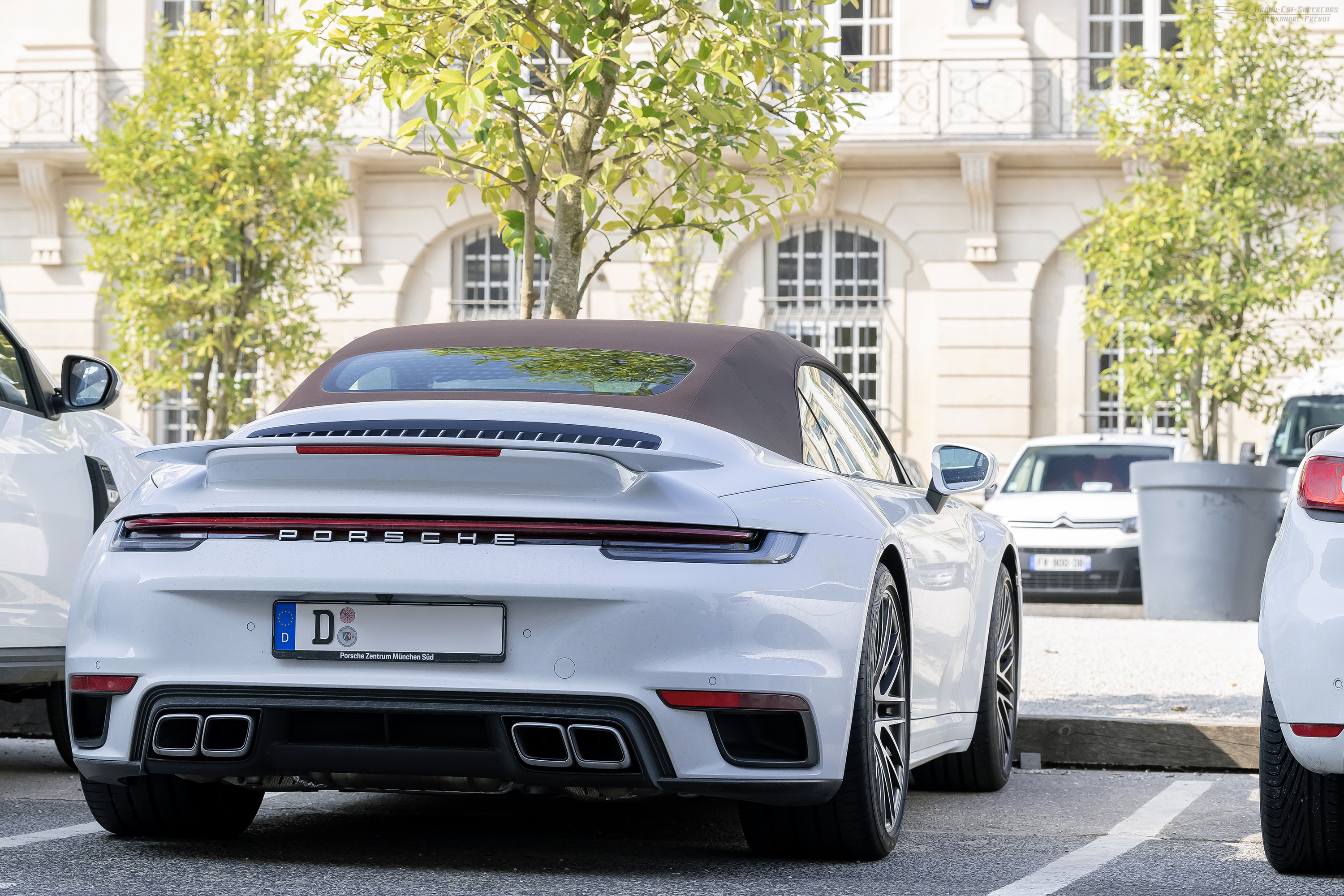
Porsche 992 Turbo cabriolet, reconnaissable aux quatre sorties d'échappement rectangulaires d'origine, contre deux sorties ovales pour la Turbo S (disponibles pour la Turbo avec l'échappement sport optionnel).

Une version édulcorée, la 992 Turbo (580 ch, 40 ch de plus que la précédente 991 Turbo), a vu le jour quelques mois après la Turbo S afin de compléter la gamme. Esthétiquement très proche de son ainée la 992 Turbo S, elle présente l'avantage d'être une 911 avec le confort d'une « Carrera 4S » mais aux performances sensiblement supérieures et une ligne plus agressive.
Les deux modèles sont disponibles en version cabriolet.

## Variantes et modèles spéciaux
Ces quelques déclinaisons sont toutes issues de la Porsche 911 même si, en termes d'esthétique et de conception, elles en paraissent relativement éloignées (carrosserie notamment). Par ailleurs, certains modèles ont été utilisés par l'administration, comme la police.

### Porsche 911 GT1

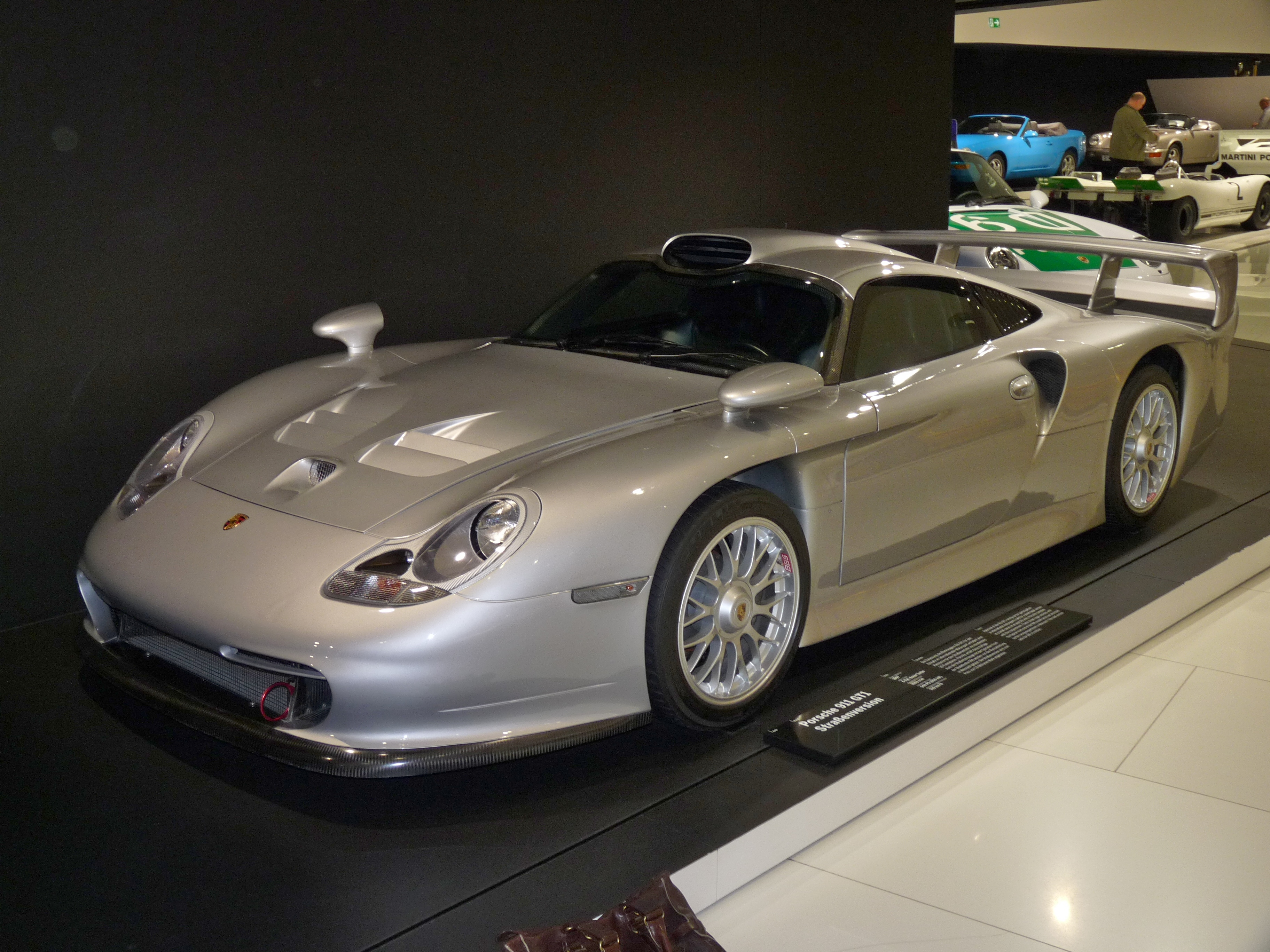

Créée pour homologuer la Porsche 911 en catégorie GT 1 des courses d'endurance, cette voiture a été produite par Porsche en très petite série de 24 exemplaires à partir d'une version route (Strassenversion ou Straßenversion en allemand), faisant de la Porsche GT 1 Strassenversion l'une des Porsche de série les plus rares jamais produites.

### Porsche 959

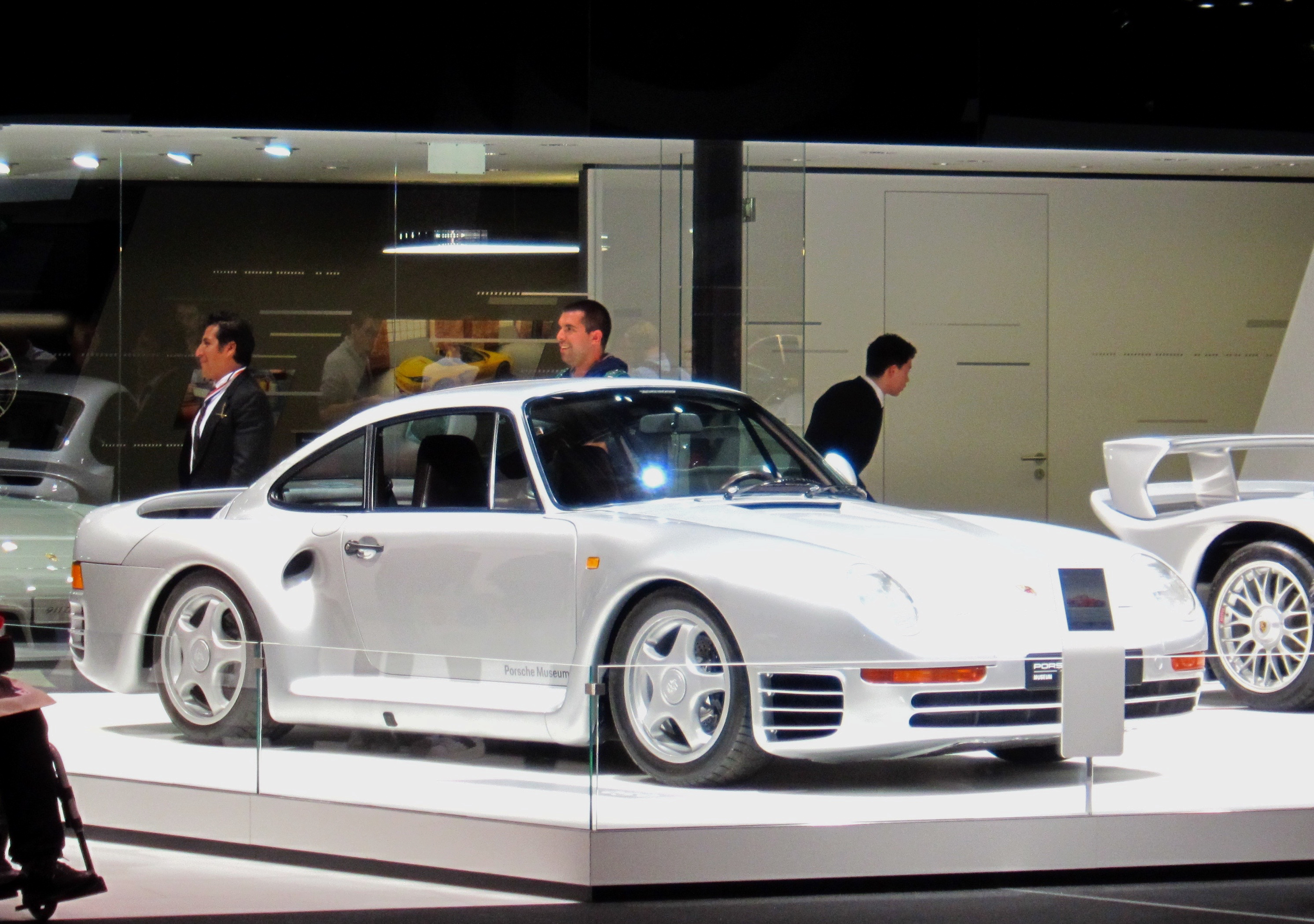

La Porsche 959 est produite en 292 exemplaires sur la base de la 911. Elle est dotée du moteur biturbo 6 cylindres opposés à plat avec culasses à 4 soupapes refroidies par eau, avec un châssis à réglage électronique et une transmission intégrale.
Sur les 292 exemplaires commercialisés de la Porsche 959, 263 sont produits en version Komfort et 29 en version S (Sport).

### Porsche 961

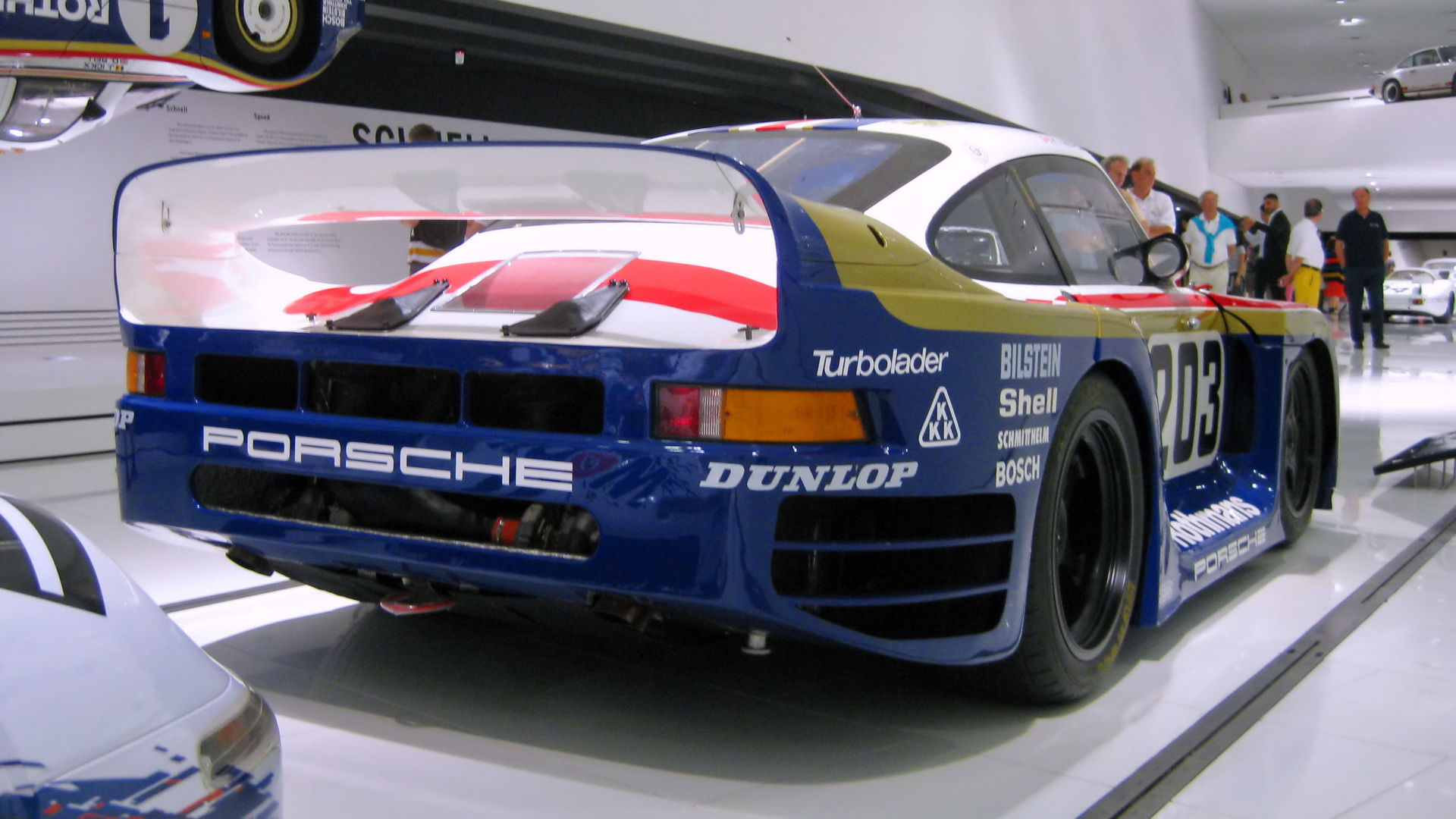

La Porsche 961 est la version compétition de la 959 elle-même issue de la 911.

### Porsche 935

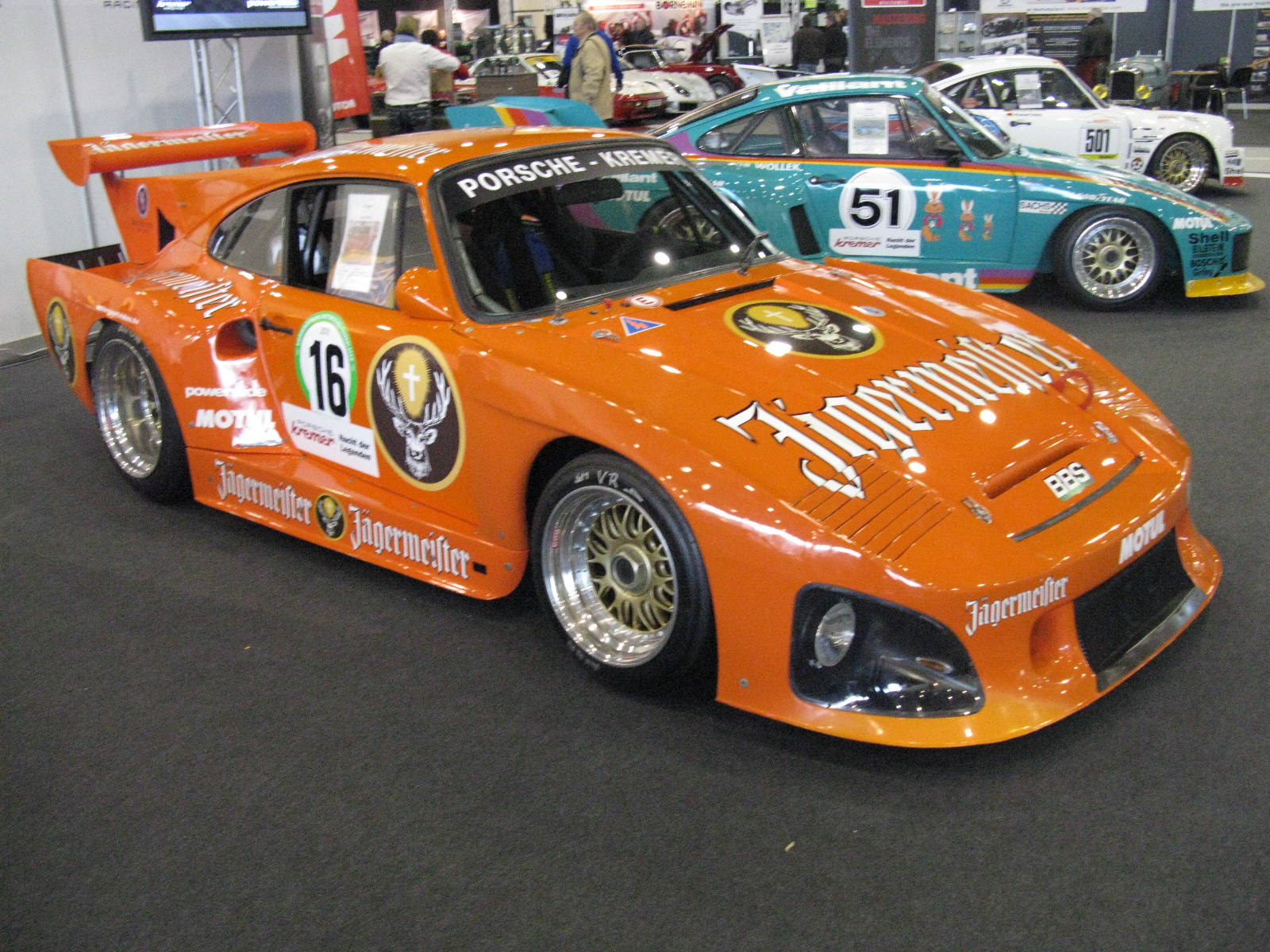

### Porsche 934

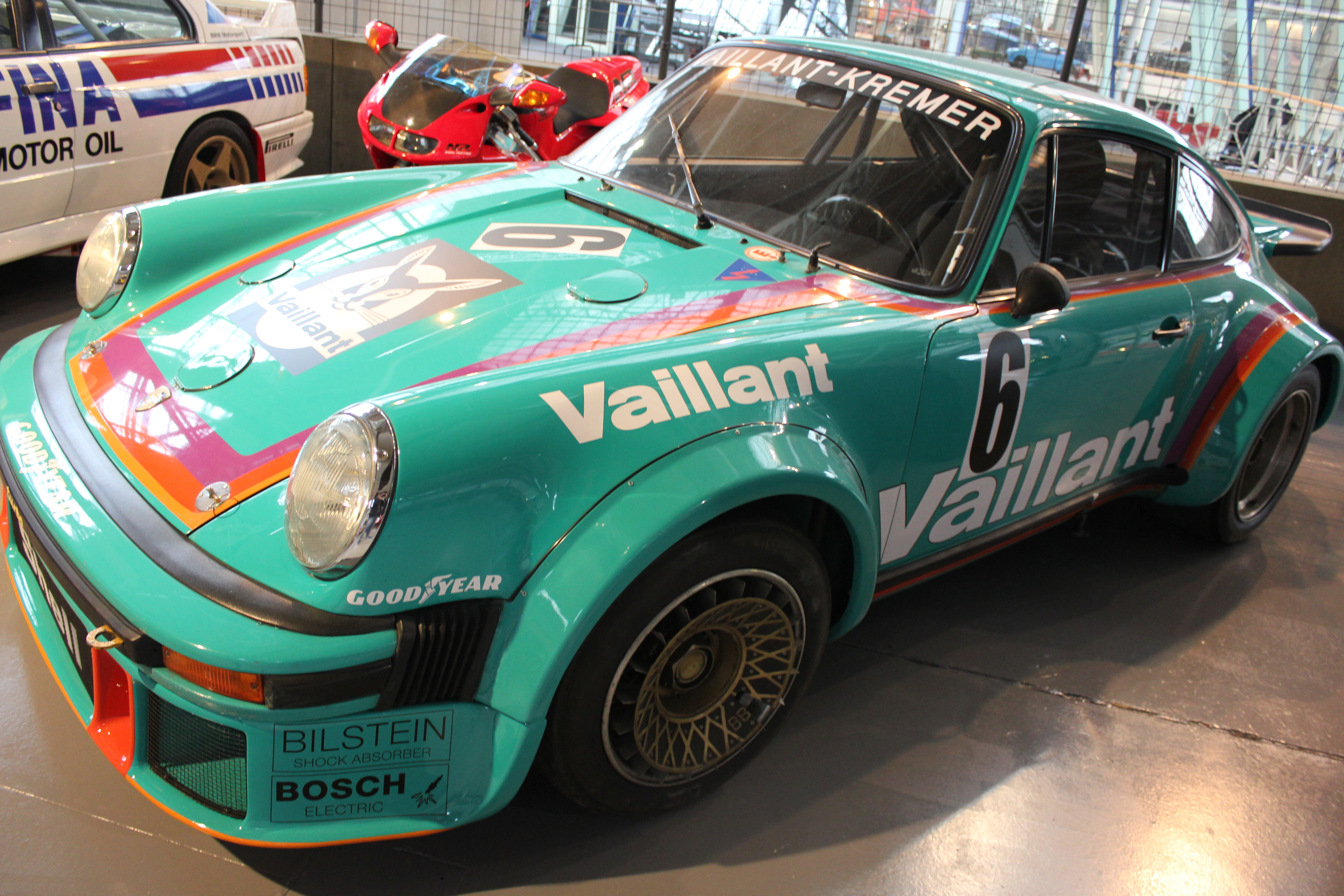

### Porsche 911 de police
Quelques pays ont intégré la Porsche 911 dans leur flotte de véhicules de police pour une utilisation essentiellement sur autoroute afin de lutter contre la délinquance routière :
- Allemagne : en 1996, une Porsche 993 Carrera est offerte par la firme à la police d'autoroute de Baden-Wüttenberg dans le cadre de la célébration de la millionième voiture produite par Porsche. Une 997 Carrera S modifiée par TechArt est également utilisée par les forces de l'ordre ;

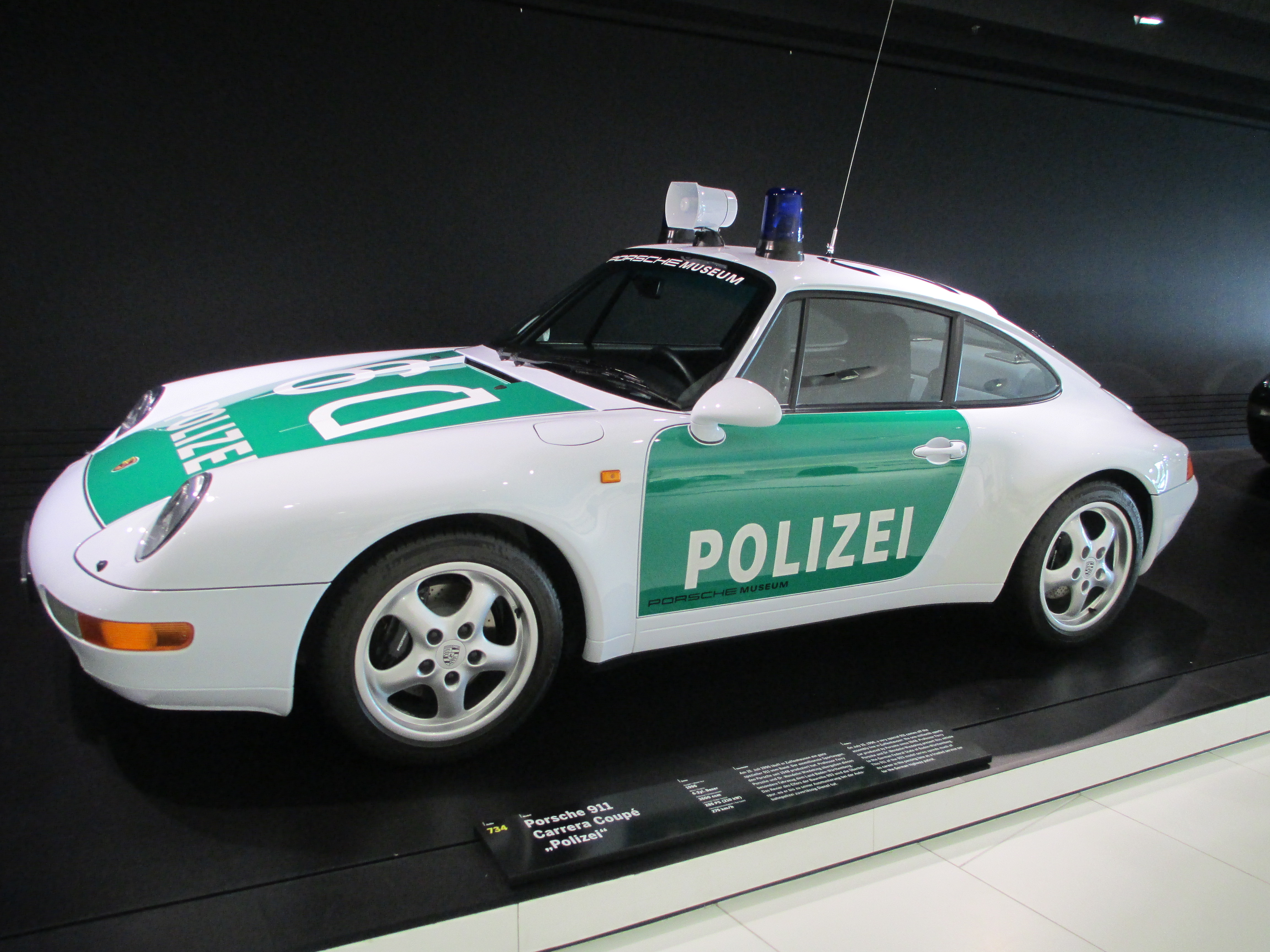
Porsche 993 Carrera Polizei exposée au Porsche Museum.

- Autriche : en 2006, la police autrichienne teste une 997 Carrera. En 2007, une 991 Carrera est utilisée par la police qui l'immatricule BP 911 (Bundespolizei 911) ;
- Belgique : en 1976, la police utilise 20 Porsche 911 Carrera Targa 2,7 L qui succèdent aux 911E Coupé ;
- Grèce : dans les années 1990, la police utilise une Porsche 911 Targa ;
- Japon : en 1967, la police utilise quatre Porsche 912 de couleur noire et blanche pour assurer des missions de patrouille sur les autoroutes ;
- Pays-Bas : en 1989, la police utilise une 911 Carrera 3,2 L Targa puis une 911 type 964.

## Séries limitées
Versions en série limitée de la 911 produites par l'usine Porsche, à l'exclusion de tout préparateur, pour célébrer un évènement (dates- anniversaires de la 911, hommages à des personnalités du monde de l'automobile telles que les pilotes ayant couru au volant de la 911, partenariats).

### Porsche 911 R (1967)

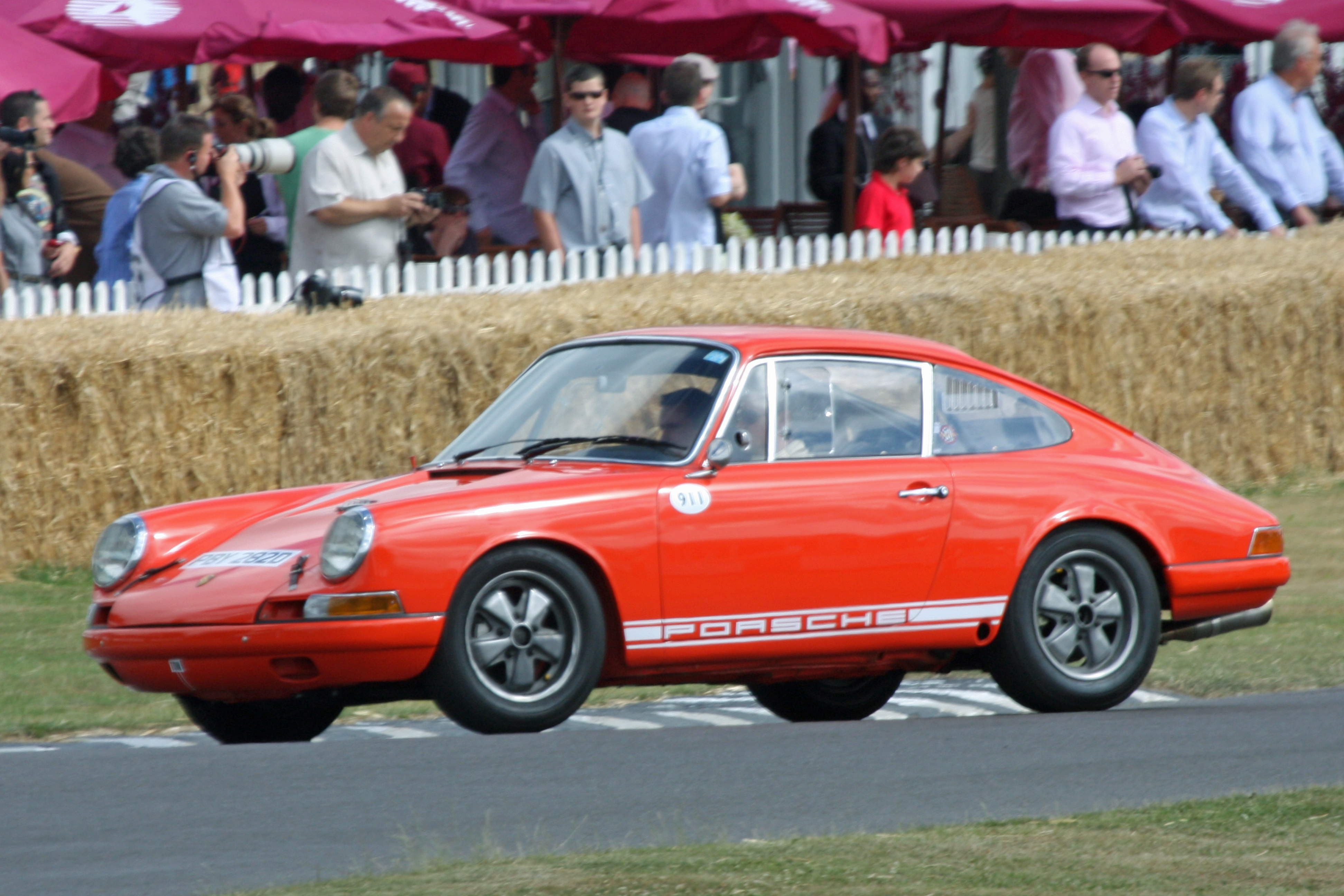

Modèle produit en 23 exemplaires seulement. Le pilote Gérard Larrousse remporte le Tour de France automobile et le Tour de Corse en 1969 à son volant. En 2016, une version 911 (991) R est commercialisée, en hommage à cette voiture.

### Porsche 911 ST (1970)

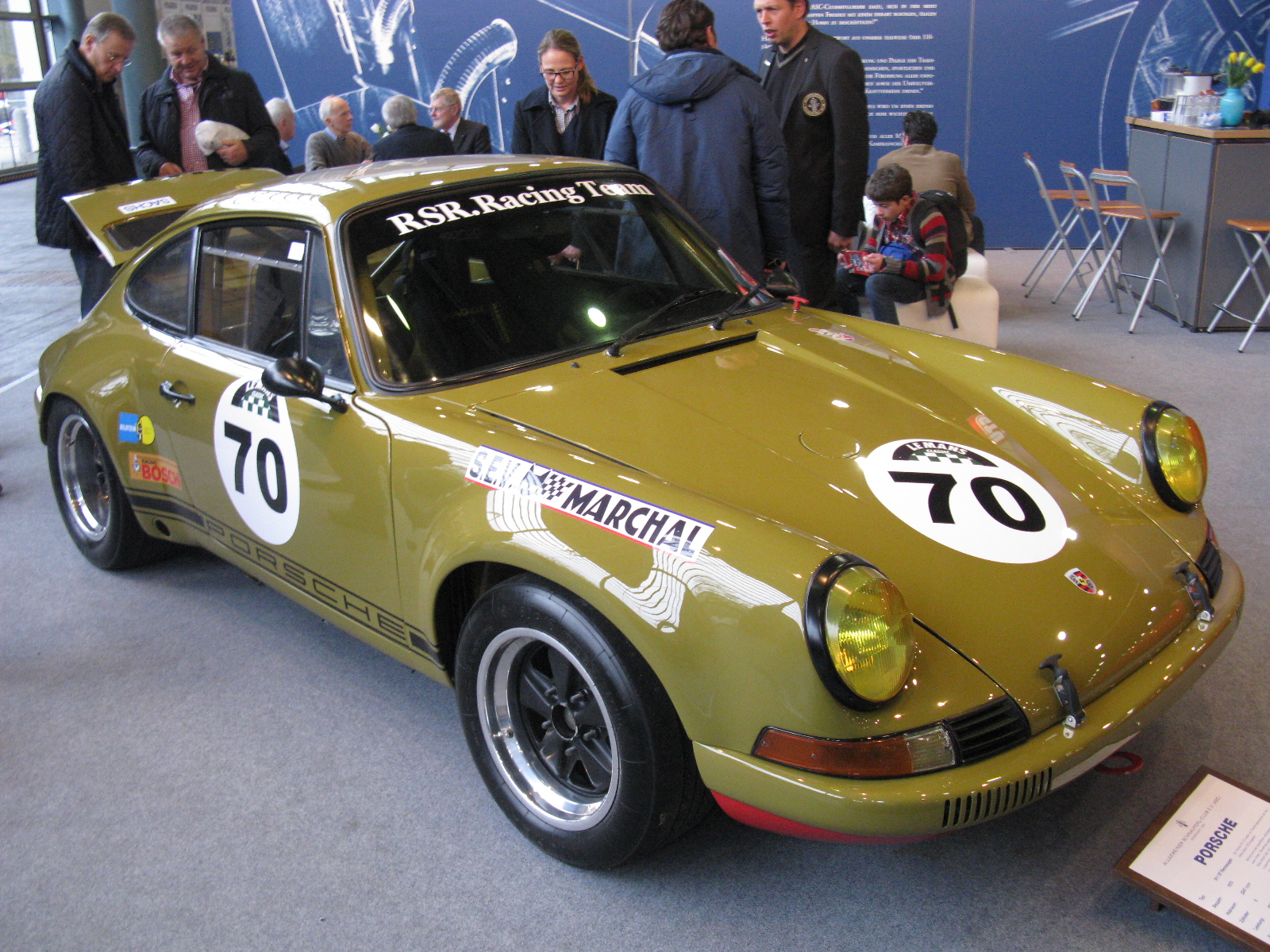

Voiture de course fabriquée en 24 exemplaires. Elle se caractérise par son poids-plume en raison notamment de son habitacle dépouillé, et ses ailes élargies.
Moteur de 2.3 L de cylindrée à injection mécanique, dérivé du 2.0 R.
Les feux arrière sont différents de ceux du modèle original. Ils sont au nombre de trois, ronds, au globe pointu, posés en saillie en lieu et place de l'origine.

### Porsche 930 RS von Karajan (1974)
Modèle conçu par le département Porsche Exclusive Manufaktur à la demande du chef d'orchestre autrichien Herbert Von Karajan, sur une base de Porsche 911 Turbo 3,0 L avec une carrosserie de 911 Carrera RS et un châssis de RSR. Le monogramme von Karajan est inscrit sur la capot arrière de cette 911 unique.

### Porsche 911 Carrera 3.0 Turbo-Look Targa (1977)

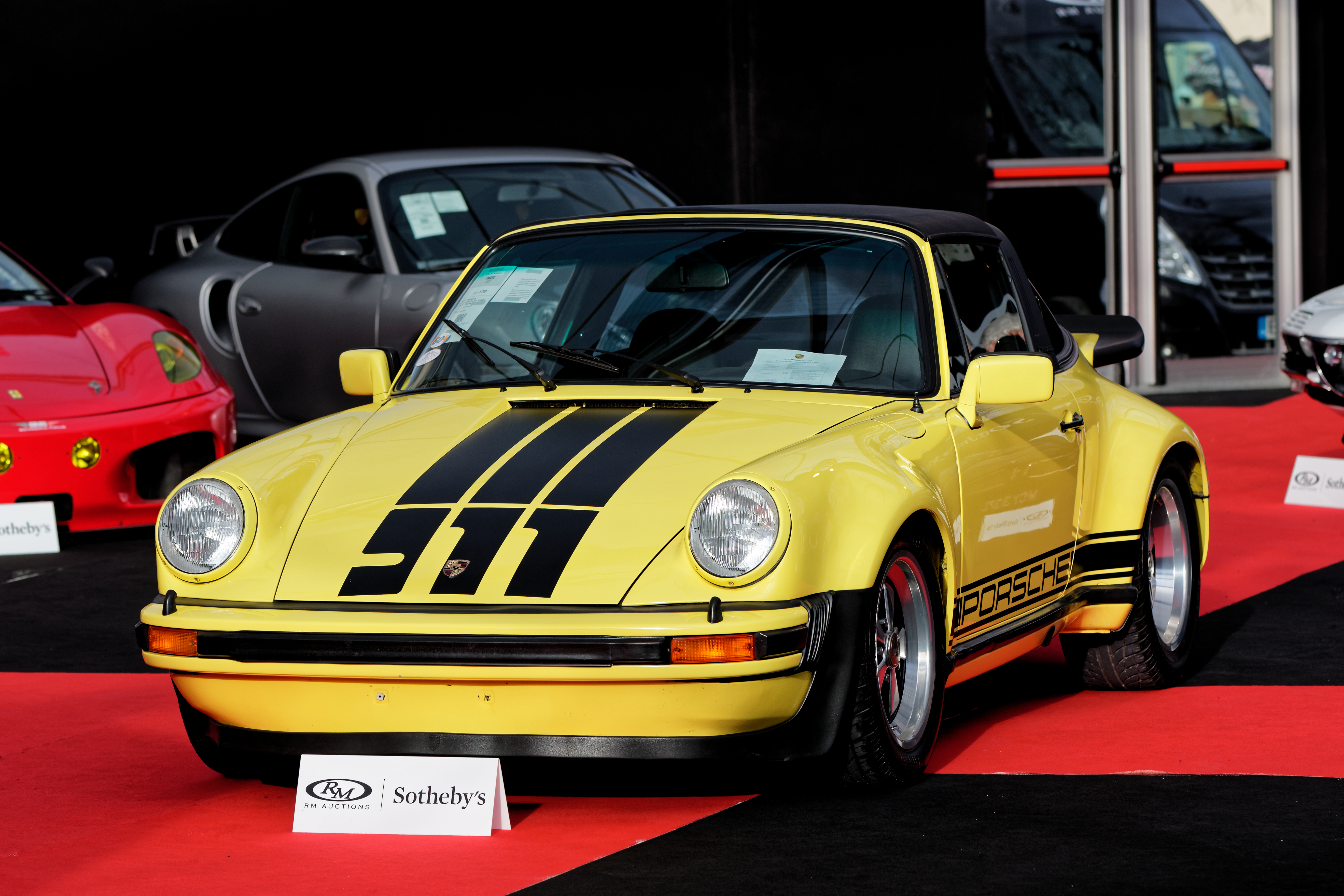
Porsche 911 Carrera 3.0 Turbo-Look Targa de 1977.

Une Porsche 911 Carrera 3.0 Turbo-Look Targa, modèle unique, a été construite par Porsche en 1977. Elle préfigure le concept Turbo- Look qui sera adopté dans les années 1980 sur certains modèles .

### Porsche 911 SC Weissach (1980)
Série limitée à 408 exemplaires destinés exclusivement au marché américain.

### Porsche 911 SC Jubilé ouFerry Porsche Edition(1982)
Modèle produit à 200 exemplaires pour fêter les 50 ans de Porsche.

### Porsche 935Street(1983)
Version homologuée pour la route de la voiture de course type 935.

### Porsche 911 SC RS (1984)

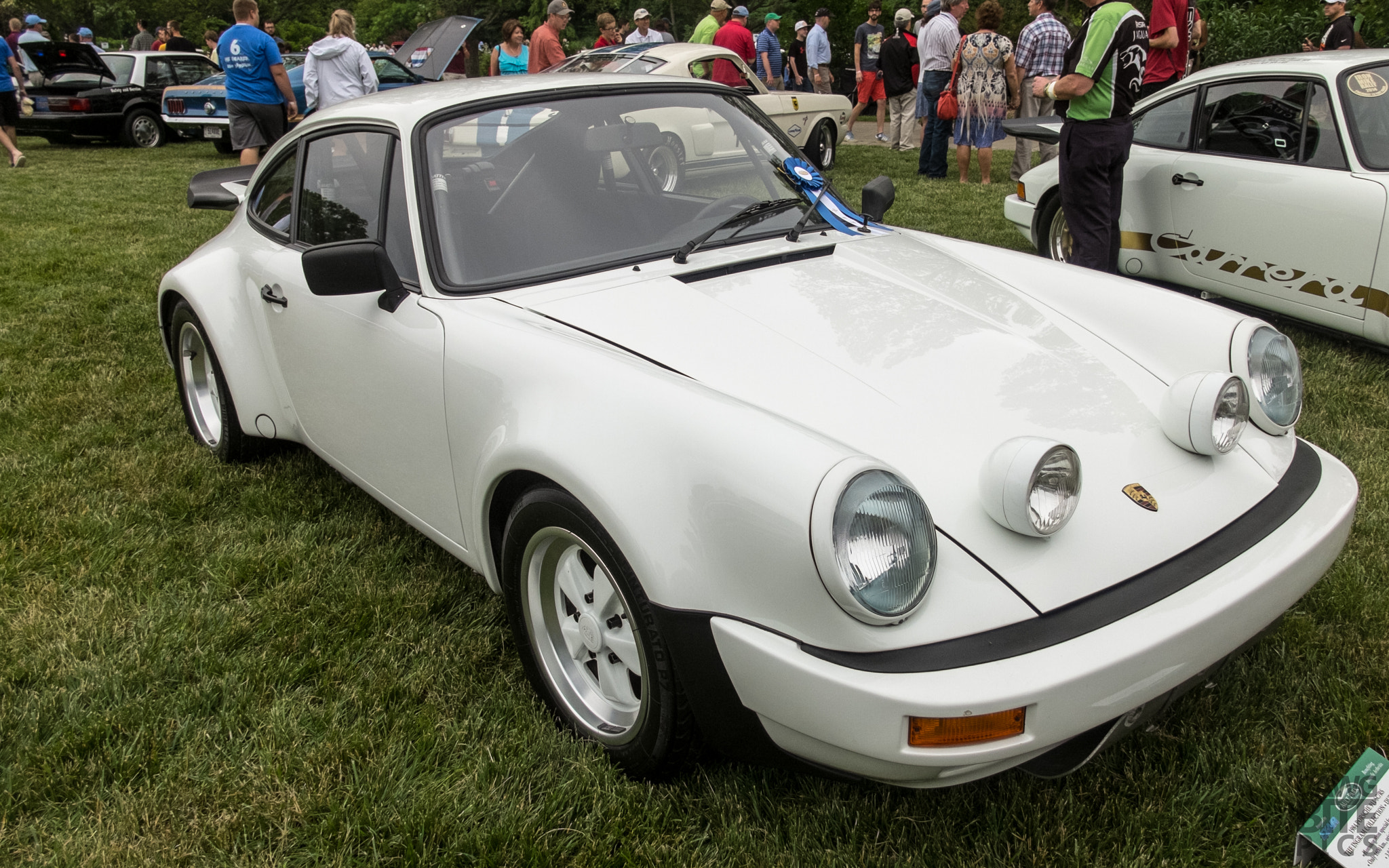

Modèle conçu pour les rallyes avec les ailes avant en aluminium, il est fabriqué en seulement 20 exemplaires pour l'homologation en groupe B. Voiture pilotée notamment par Henri Toivonen.

### Porsche 911 3.2 L ST (1984)

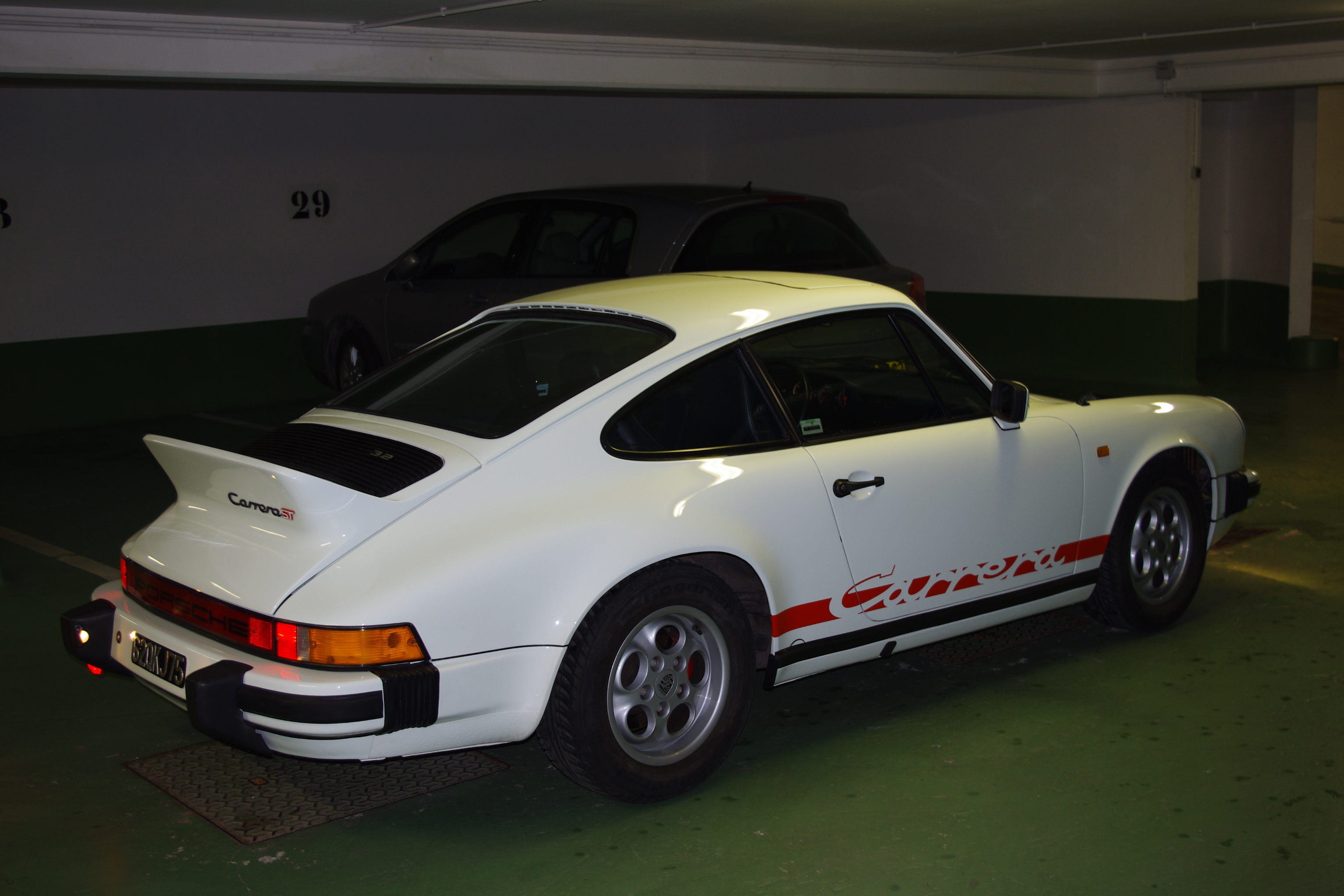

Production locale (ITA) en très petite série (10 exemplaires) par l'importateur italien Porsche, cette Carrera ST (Senza Turbo en italien) affiche 255 ch avec une décoration personnalisée.

### Porsche 911 TurboSlant Nose ou Flat Nose(1988)

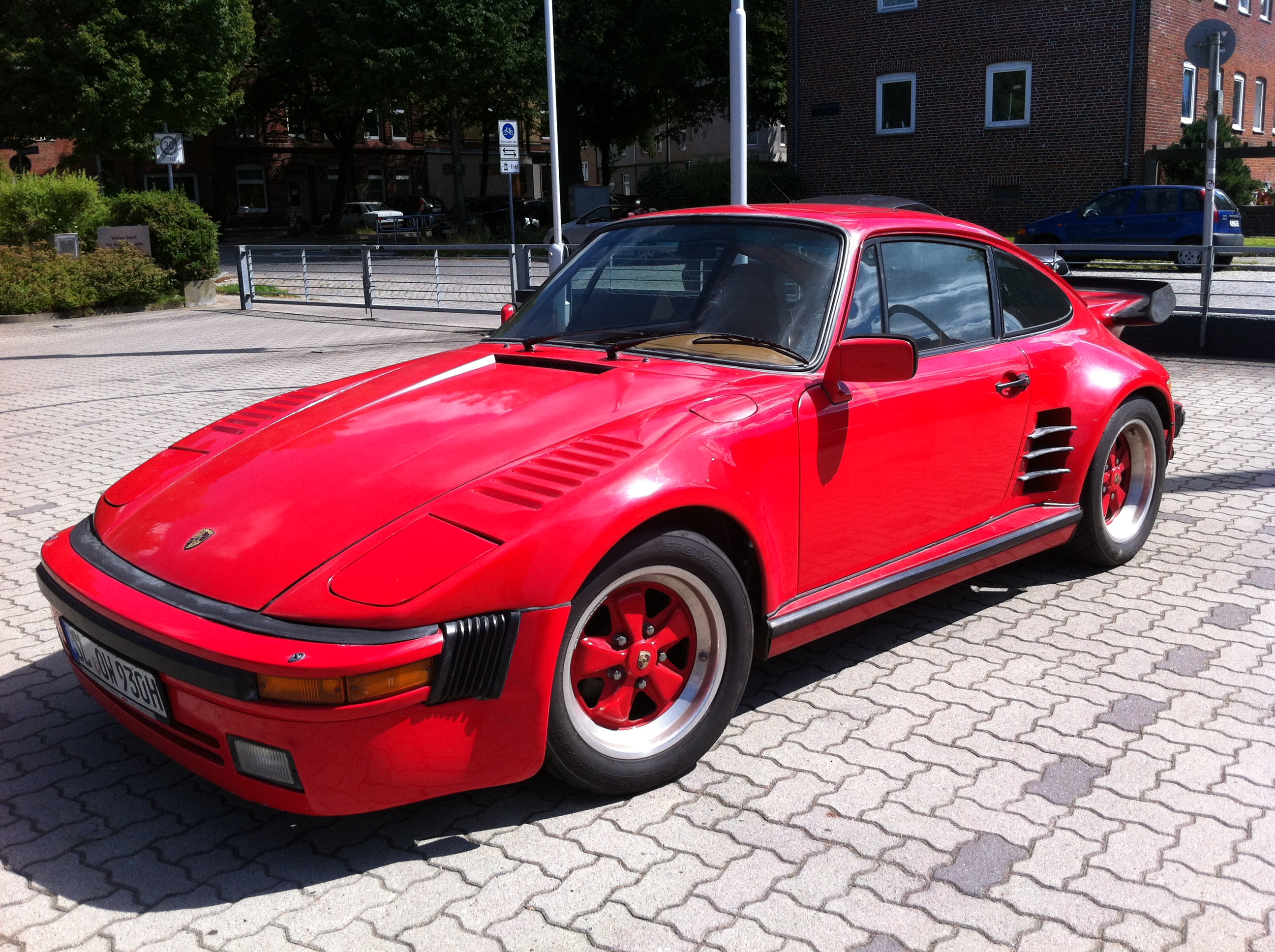

Modèle sur une base 911 Turbo, disponible aussi en cabriolet, produit à 948 exemplaires dont 160 importés aux États-Unis, Slant Nose étant la désignation aux États-Unis.
Phares avant ronds et rétractables et grilles d'entrée d'air pour les freins sur le bas des ailes arrière.

### Porsche 911«série G»Speedster caisse étroite (1989)
Modèle produit en 171 exemplaires en « caisse étroite », un concept qui la différencie ainsi du modèle Turbo-Look à la carrosserie élargie.

### Porsche 911«série G»Speedster Turbo Look (1989)

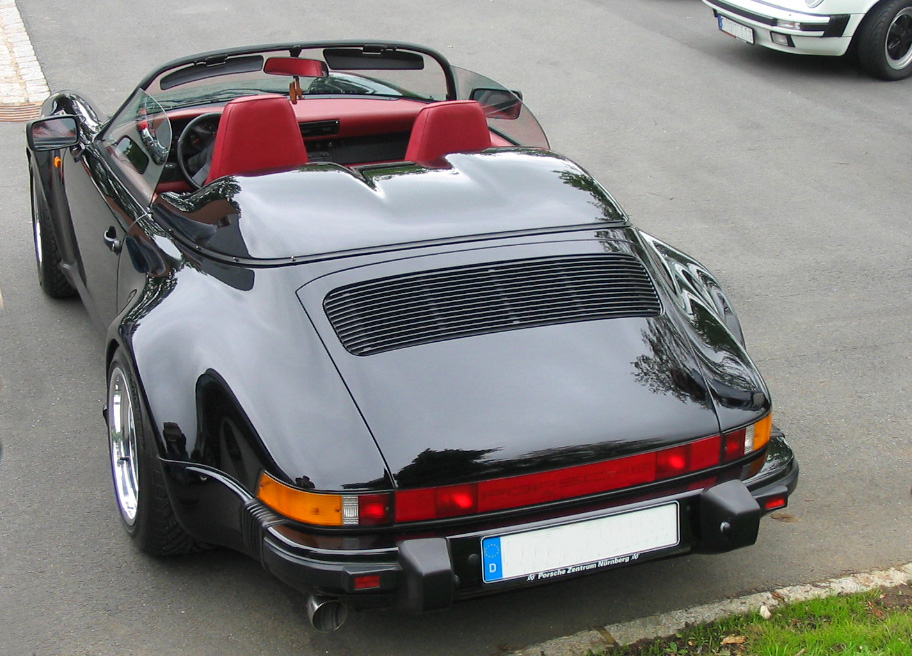

Modèle produit en 2100 exemplaires environ, il est équipé d'un moteur de 3,2 L de cylindrée.

### Porsche 930 Turbo S (1989)
Produite en seulement 10 exemplaires (2 pour la France, huit pour l'Allemagne), la Porsche 911 Turbo type 930 S a été commercialisée afin d'accélérer la vente des dernières 911 Turbo série G avant l'avènement de la nouvelle 964.

### Porsche 930 Turbo Targa (1989)
Produite en 1989 à 26 exemplaires, d'une puissance de 300 ch, la Porsche 911 Turbo Targa est équipée d'une boîte de vitesses G50 à cinq rapports. Un modèle avec boîte de vitesses à quatre rapports a été vendu en 11 exemplaires en France, 297 dans le monde. Une version Flachbau sera également produite en 3,3 L de 1987 à 1989 avec une puissance de 330 ch, un avant plat de Porsche 935 et des prises d'air dans les ailes arrière, le tout en version Coupé, cabriolet ou Targa (cf. photo Porsche 911 Turbo Flat Nose).

### Porsche 911 Carrera 4 Lightweight (1991)
Produite à seulement 22 exemplaires en 1991, c'est une version dépouillée de la 964 Carrera 4, les ouvrants sont en aluminium, les vitrages en plexiglas. Elle est dotée d'un aileron arrière fixe et d'une trappe à huile sur l'aile arrière. L'intérieur est minimaliste avec deux sièges baquets et un arceau cage.

### Porsche 911 Turbo S Leichtbau (1992)

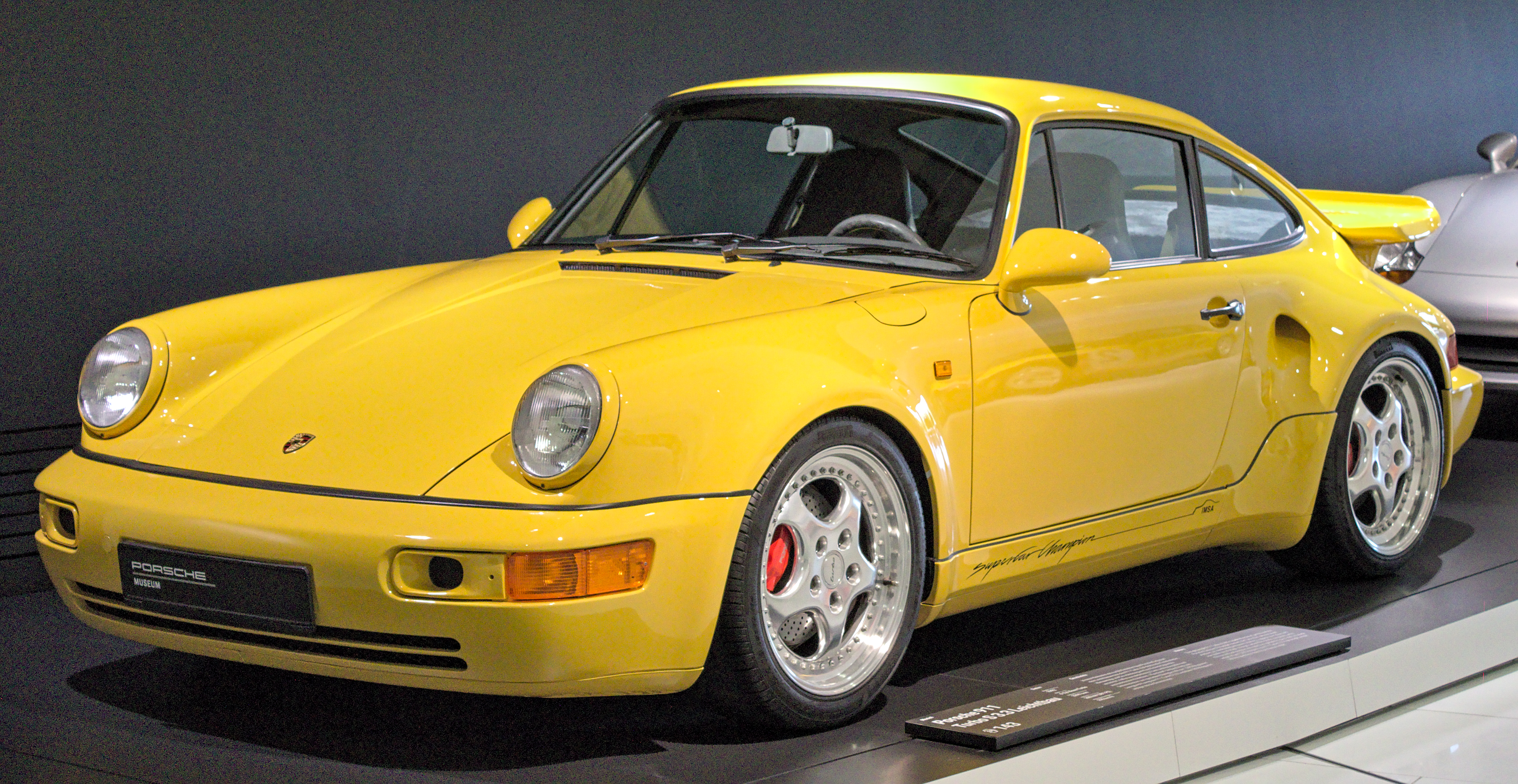

Produite en 1992 en 88 exemplaires, la 911 Turbo S « Leichtbau », de type 964, à la structure légère, est le modèle phare de la gamme à cette époque.

### Porsche 911 RSAmerica(1992-1993)

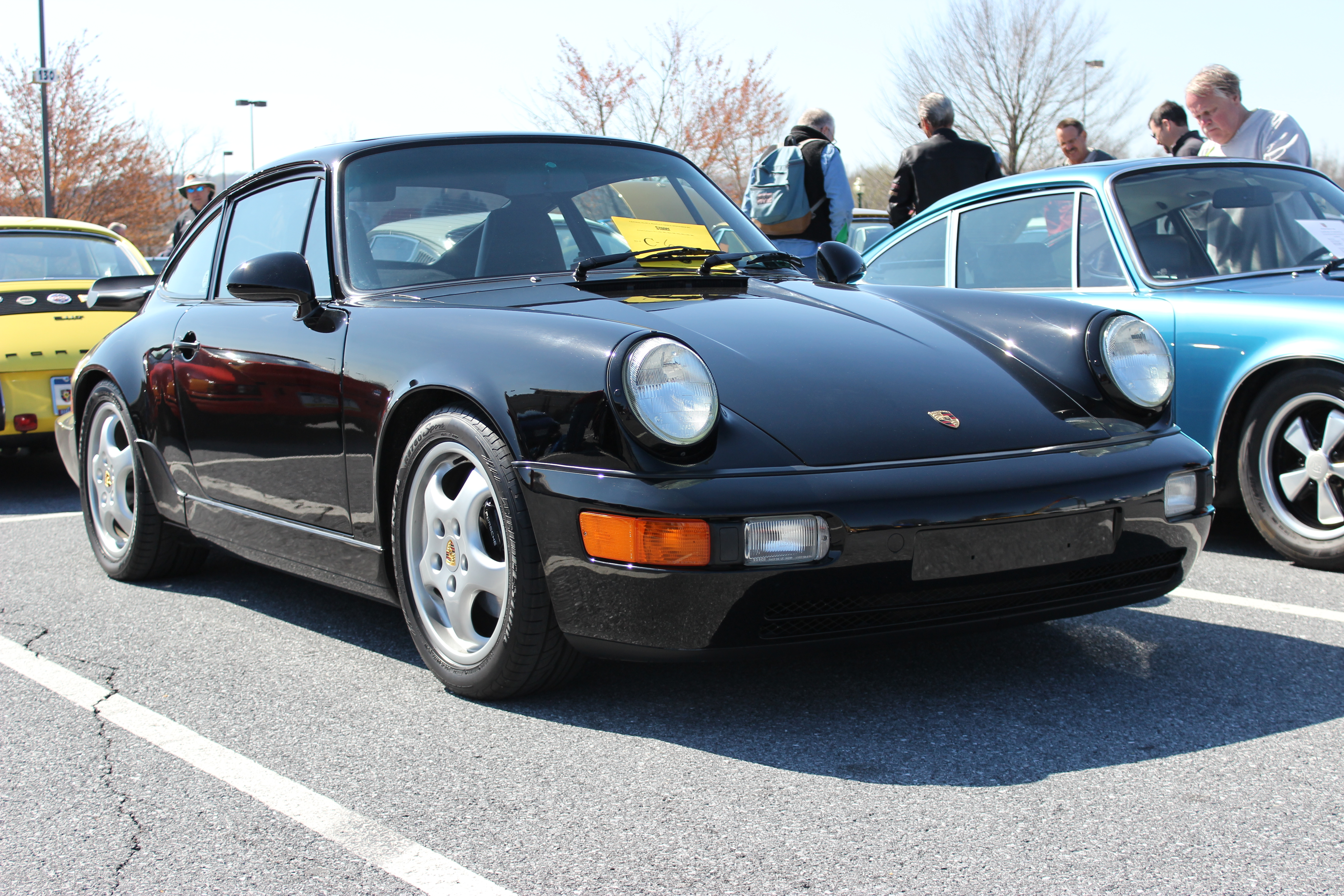
Porsche 911 type 964 RS America

Modèle produit en 701 exemplaires, sur une base 964, pour le marché américain afin de fêter les 20 ans de la 911 Carrera RS 2,7 L.

### Porsche 911 Carrera 2 Speedster Turbo Look (1993)
Produite en 15 exemplaires en 1993 sur une base 964, dotée du Turbo Look, cette voiture a été réalisée par Porsche à la demande d'un client. La version caisse étroite a été produite en 930 exemplaires.

### Porsche 91130 Jahre(1993)

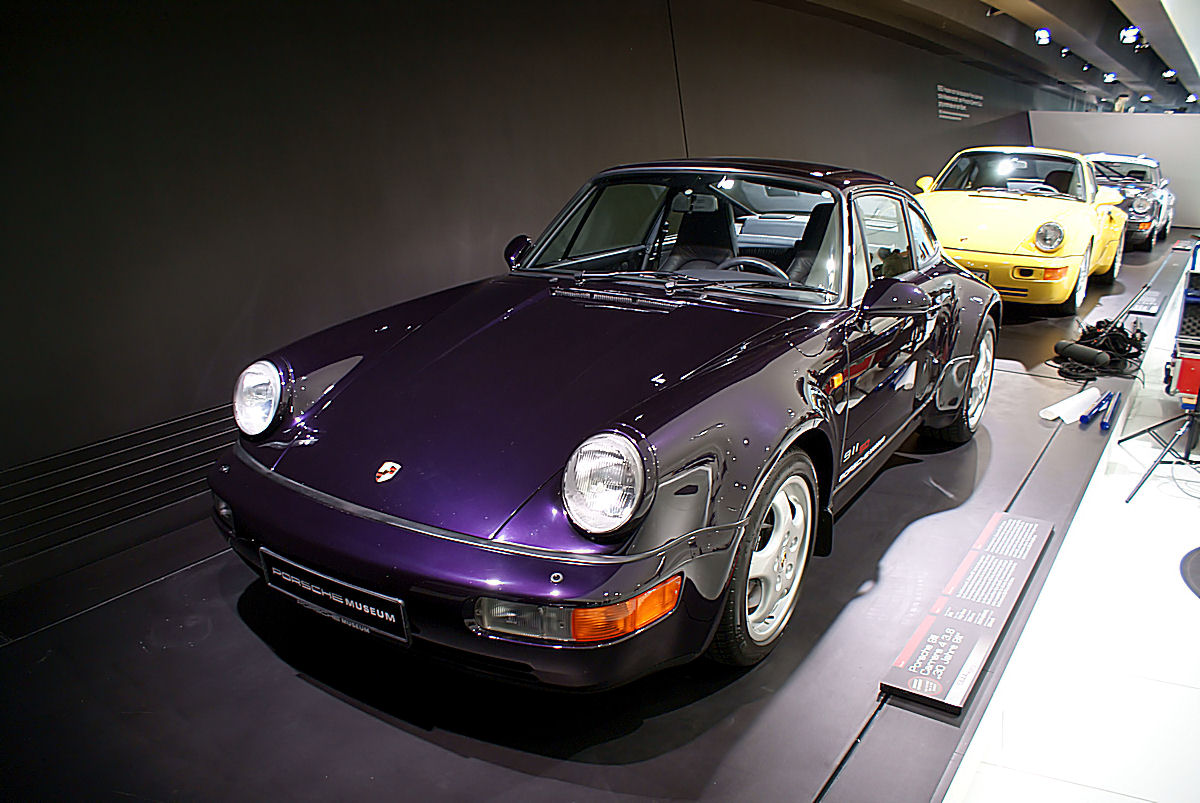

Modèle produit à 911 exemplaires sur une base 964, également connu sous la dénomination « 911 Jubilé », destiné à célébrer les 30 ans de la 911.

### Porsche 911 TurboFlat Nose(1993)
Produites en 76 exemplaires, cette 911 de type 964 est équipée d'un moteur turbo.

### Porsche 911 Turbo Cabriolet (1995)

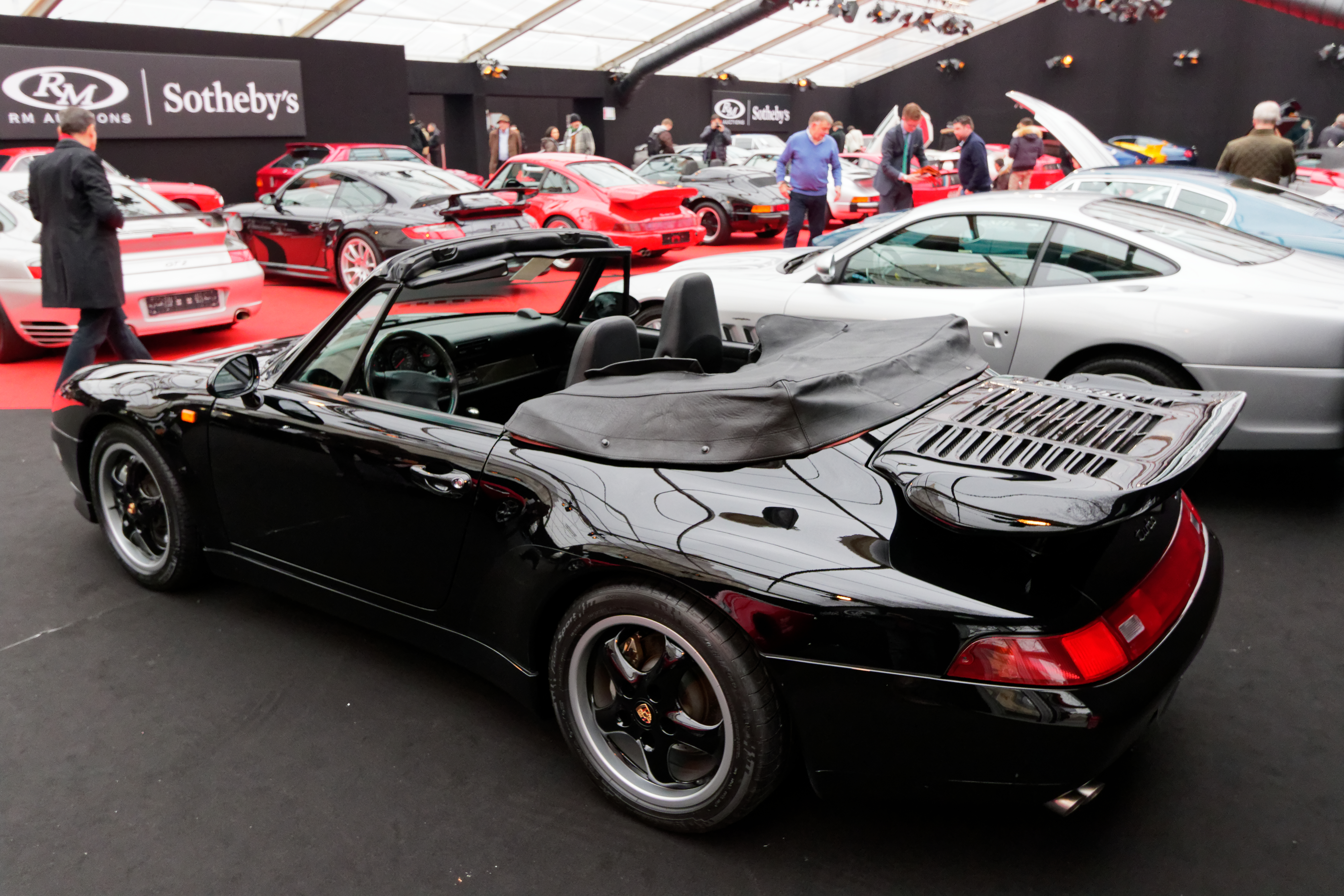

En 1995, Porsche Exclusive produit à quatorze exemplaires une déclinaison cabriolet de la 993 Turbo. Techniquement plus proche d'une 964 Turbo en vérité que d'une 993 Turbo, il s'agit dans les faits d'une 993 Carrera Cabriolet à deux roues motrices, ailes étroites, équipée d'un moteur de 964 Turbo 3.6 de 360 ch.

### Porsche 911 Carrera Speedster (1995 et 2000)

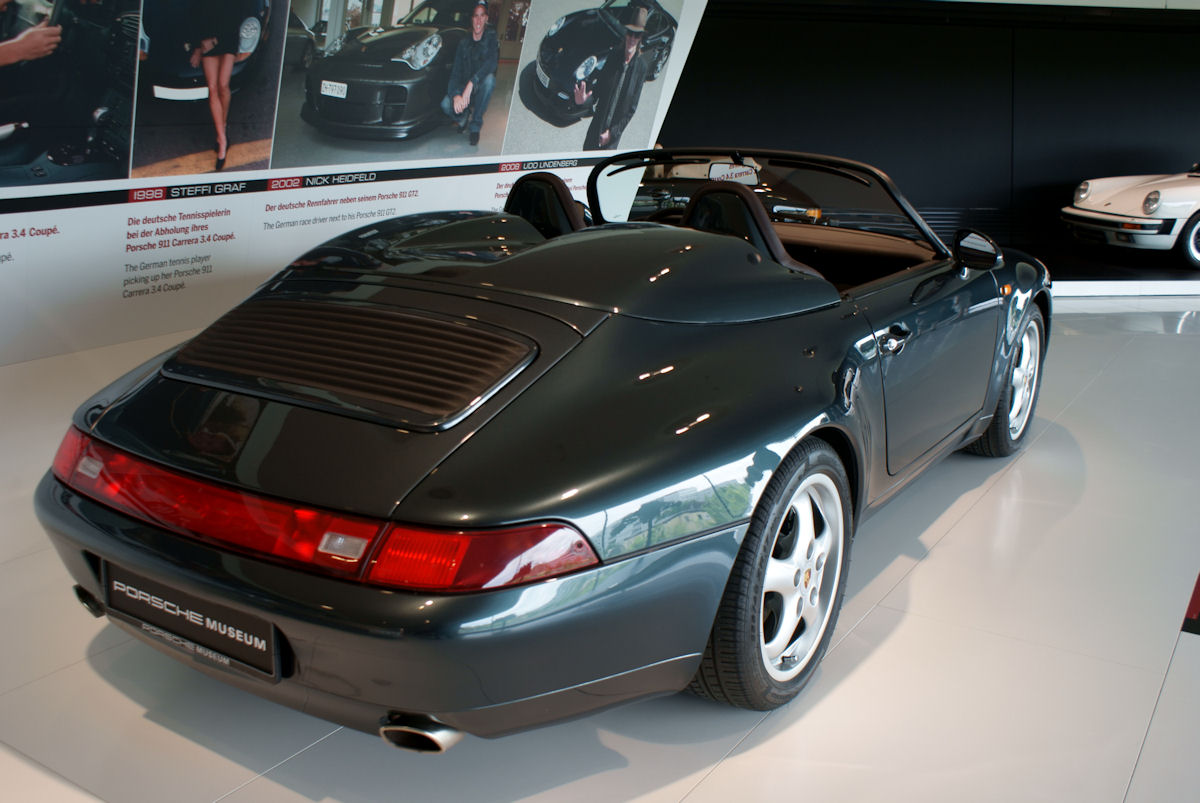

Construit en 2 exemplaires seulement en 1995 et en 2000, ce modèle, de type 993, fait partie des Porsche les plus rares jamais construites. S'il ne fait pas partie de la production officielle du constructeur, l'un d'entre eux est néanmoins exposé au musée Porsche.

### Porsche 911 GT1Strassenversion(1996)

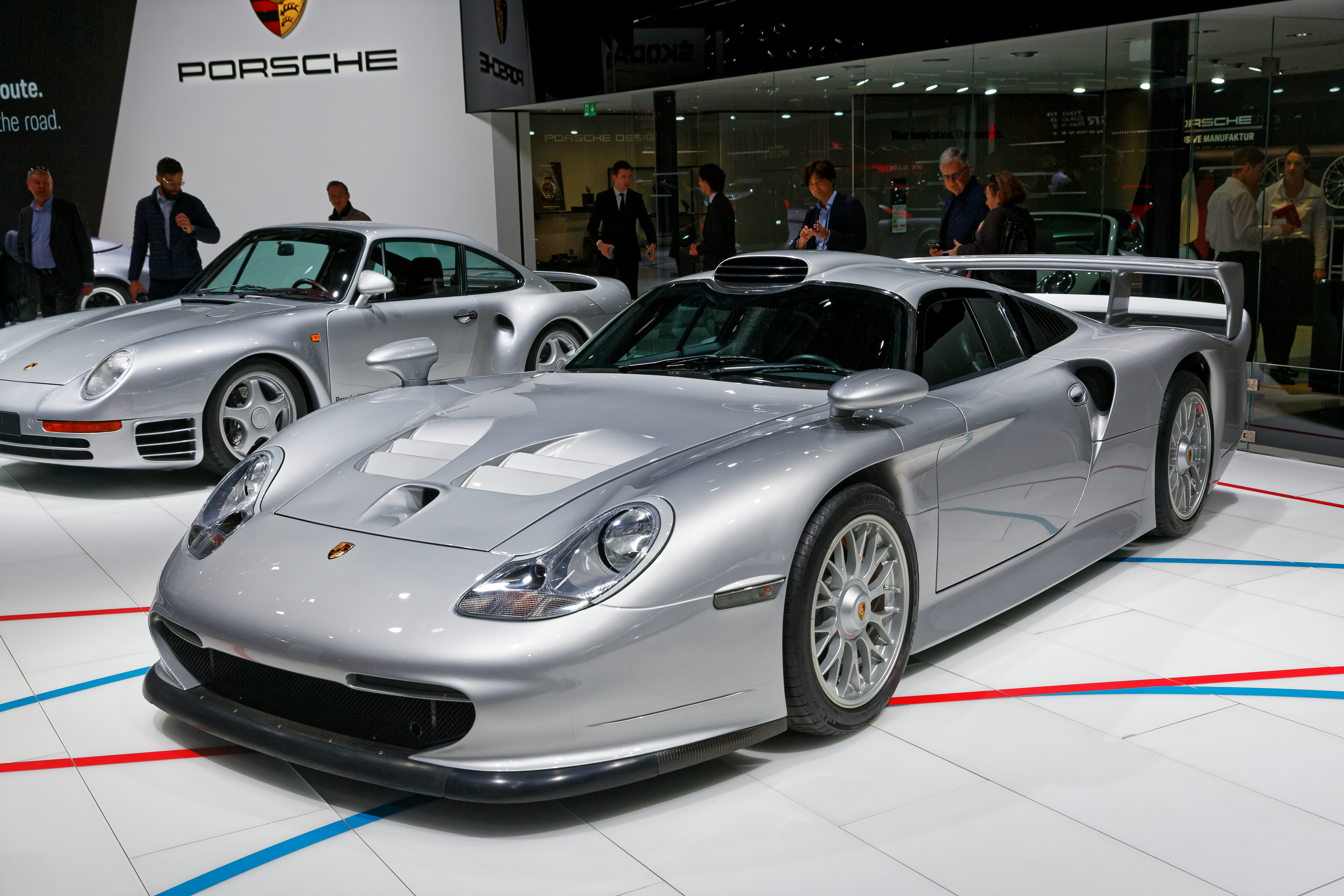

Porsche 911 produite en très petite série (une vingtaine d'unités), la GT1 Strassenversion (version de route) a été développée afin d'être homologuée en catégorie GT1 (endurance). C'est la version course qui a remporté les 24 Heure du Mans en 1998.

### Porsche 911 CabrioletRoadsterTiptronic S (1996)
Plus option que véritable série limitée, cette 911 de type 993, très rare en France, proposait sur le marché américain un cabriolet sans sièges arrière remplacés par un caisson à bagages.

### Porsche 911 Turbo SExclusive(1997-1998)
Produites en 345 exemplaires de 1997 à 1998, de type 993, elle est à l'époque la seule Porsche de série à atteindre les 300 km/h.

### Porsche 911 Classic Club Coupé (1999)
Produite en un seul exemplaire sur une base de 996, ce modèle présente la particularité d'être équipé, notamment, d'un toit bosselé.

### Porsche 911Millennium Edition(2000)
Pour le passage au nouveau millénaire en 2000, Porsche a commercialisé une série spéciale en édition limitée de 911 exemplaires numérotés avec des équipements spécifiques. La Porsche de type 996 Carrera 4 Millennium Edition développe 300 ch. Elle s'identifie par une peinture violette spéciale, des jantes turbolook chromées en 18 pouces, des sorties d'échappement chromées et un logo 911 sur le capot moteur. L'intérieur est également spécifique labellisé Porsche Exclusive.

### Porsche 91140 Jahre(2003)

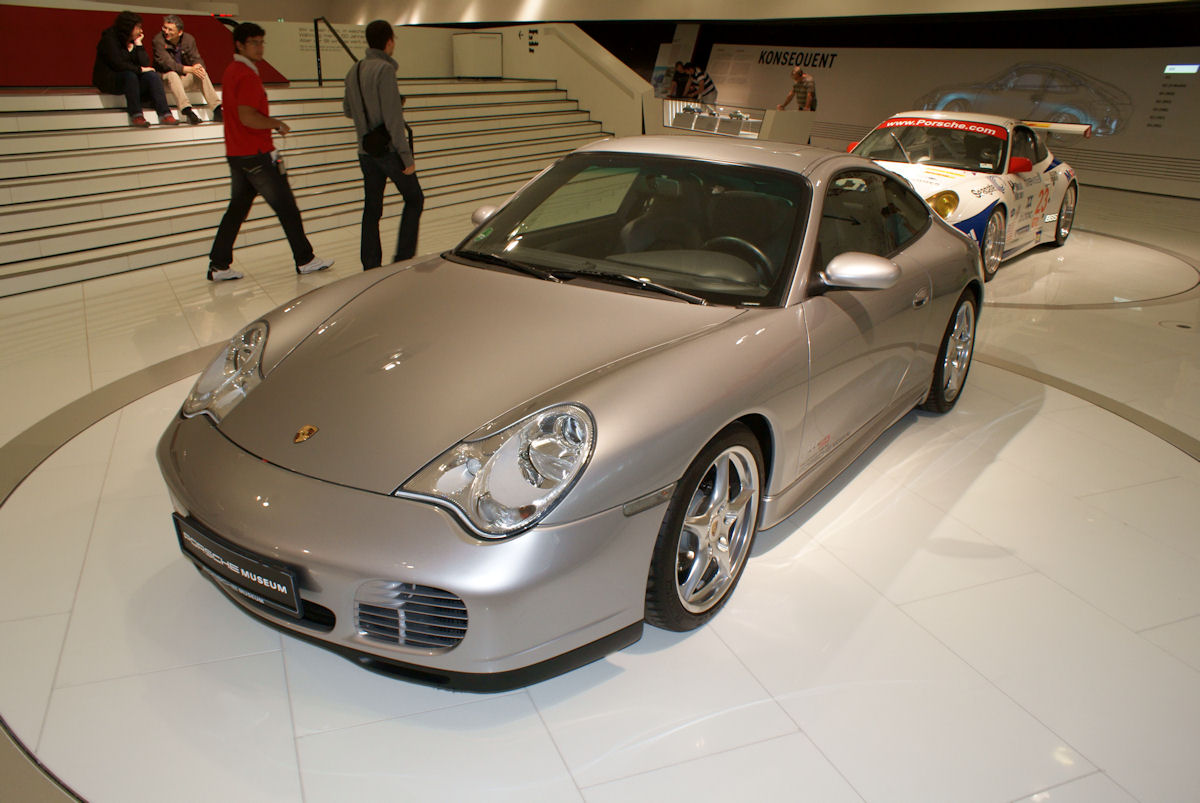

Dévoilée en août 2003, cette Porsche de type 996, produite à 1 963 exemplaires et connue sous les noms de « 40 Jahre » ou « Anniversaire », célèbre les 40 ans de la 911, sortie en 1963. Sur une base de la Porsche 996 Carrera Phase 2, elle s'en distingue par un bouclier avant repris à la 996 Carrera 4S, des bas de caisse de la 996 GT3, des jantes à 5 branches fines et un logo 911 spécifique ainsi que des sorties d'échappement chromées.

### Porsche 911 Club Coupé (2005)
Modèle produit en 13 exemplaires sur une base de 997 et destiné à célébrer les 60 ans des clubs de la marque.

### Porsche 911 Sport Classic (2009-2010)

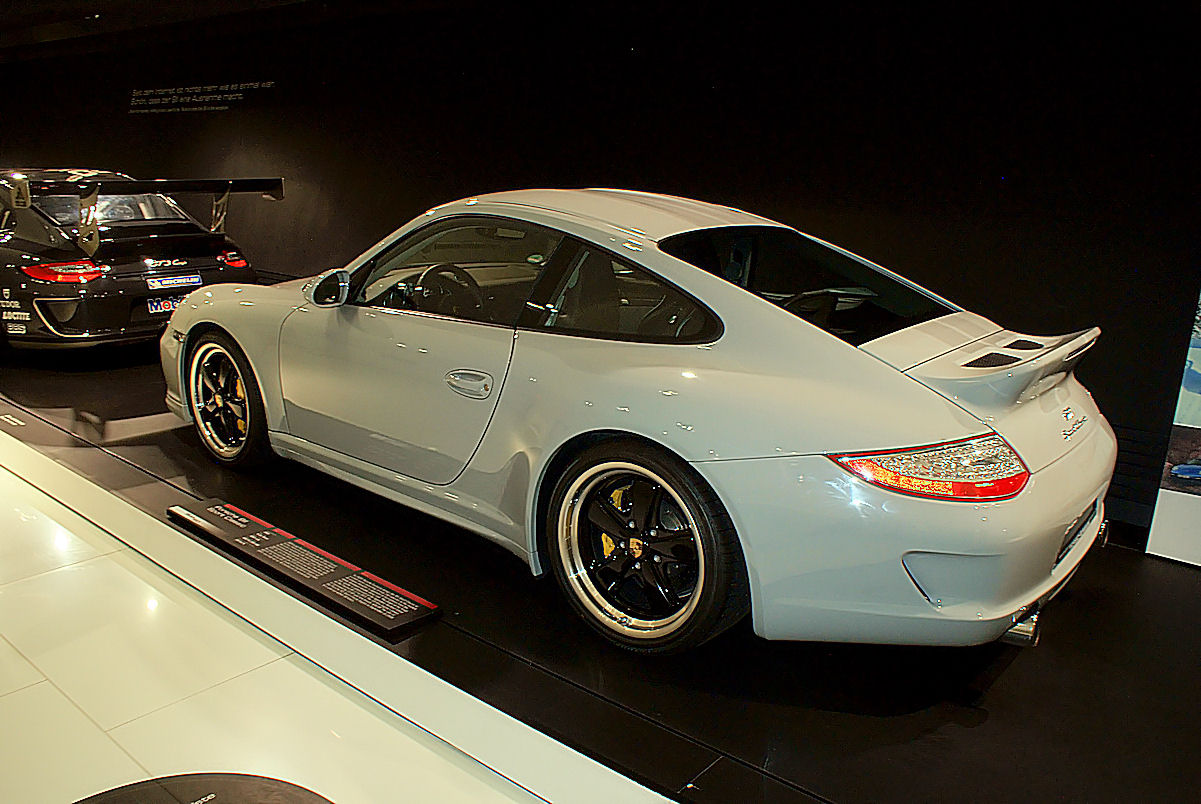

Produit en 250 exemplaires entre 2009 et 2010, sur une base 997, ce modèle comporte un toit à deux bossages, un aileron en « queue de canard » et des jantes Sport Classic de 19 pouces.

### Porsche 911 Speedster (2011)

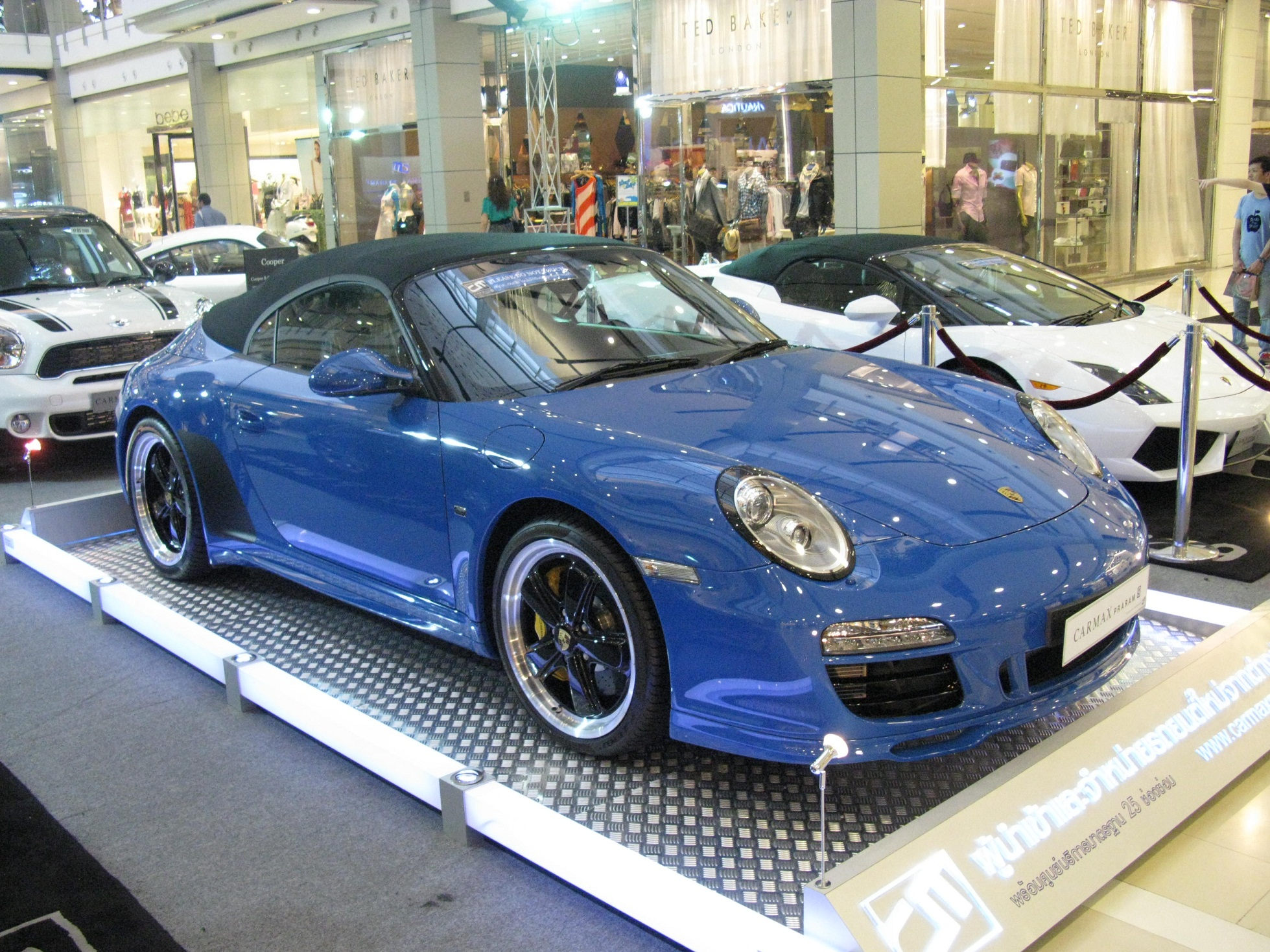

Produite en 356 exemplaires en 2011 sur une base de 997, en référence à la Porsche 356, elle comporte un pare-brise raccourci et des sorties d'air latérales, notamment,.

### Porsche 911Black Edition(2011)

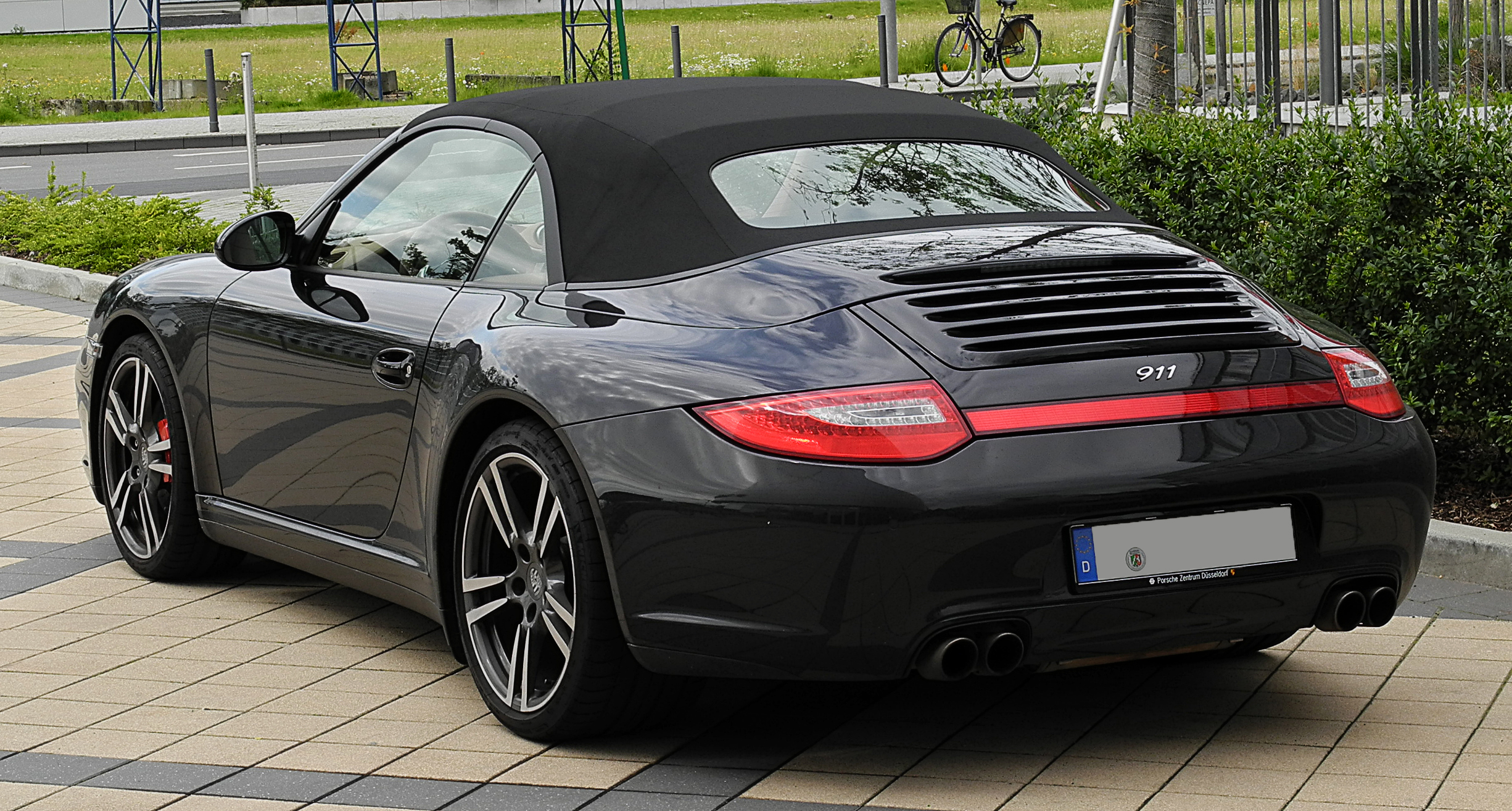

Modèle produit à 1 911 exemplaires en version coupé ou cabriolet, cette 997 est disponible en une seule teinte, le noir, uni ou Basalte métallique.

### Porsche 997 Turbo S Édition 918 Spyder (2011)

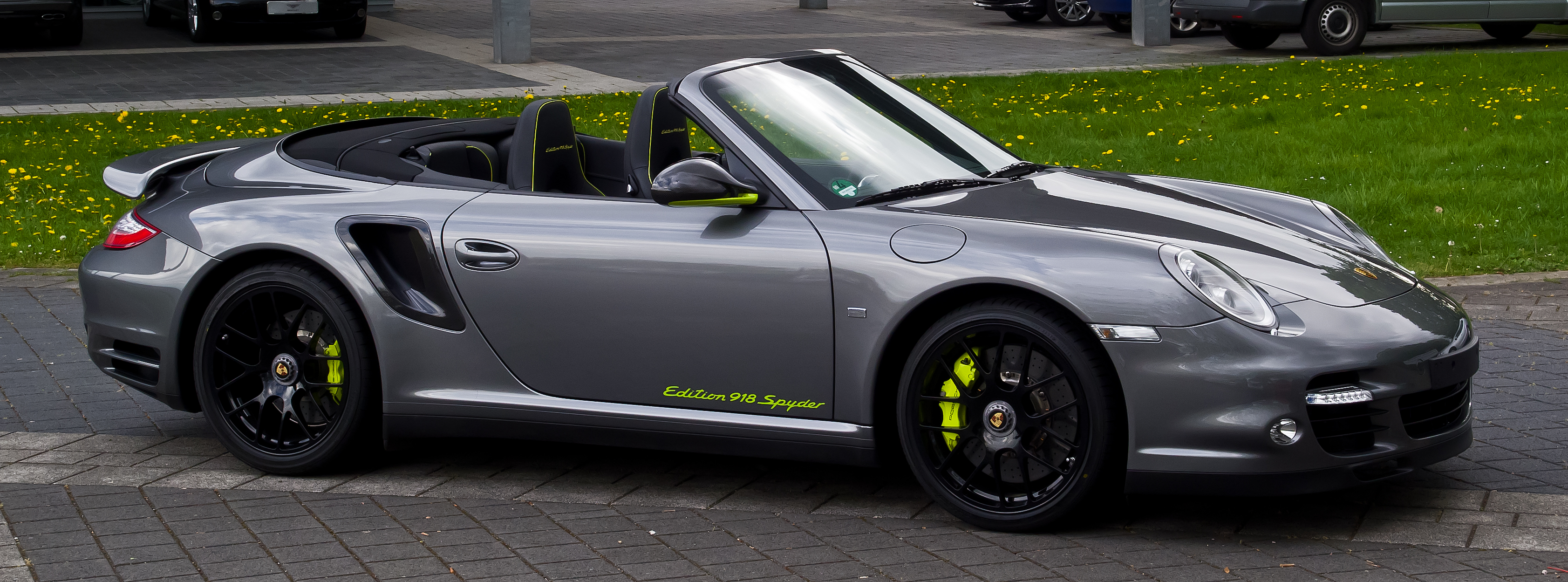
Porsche 997 Turbo S Édition 918 Spyder.

En 2011, la Porsche 997 Édition 918 Spyder est commercialisée pour faire patienter la clientèle désireuse d'acquérir la Supercar Porsche 918 Spyder. Disponible en version Coupé ou cabriolet, elle est vendue en 149 exemplaires.

### Porsche 91150(2013)

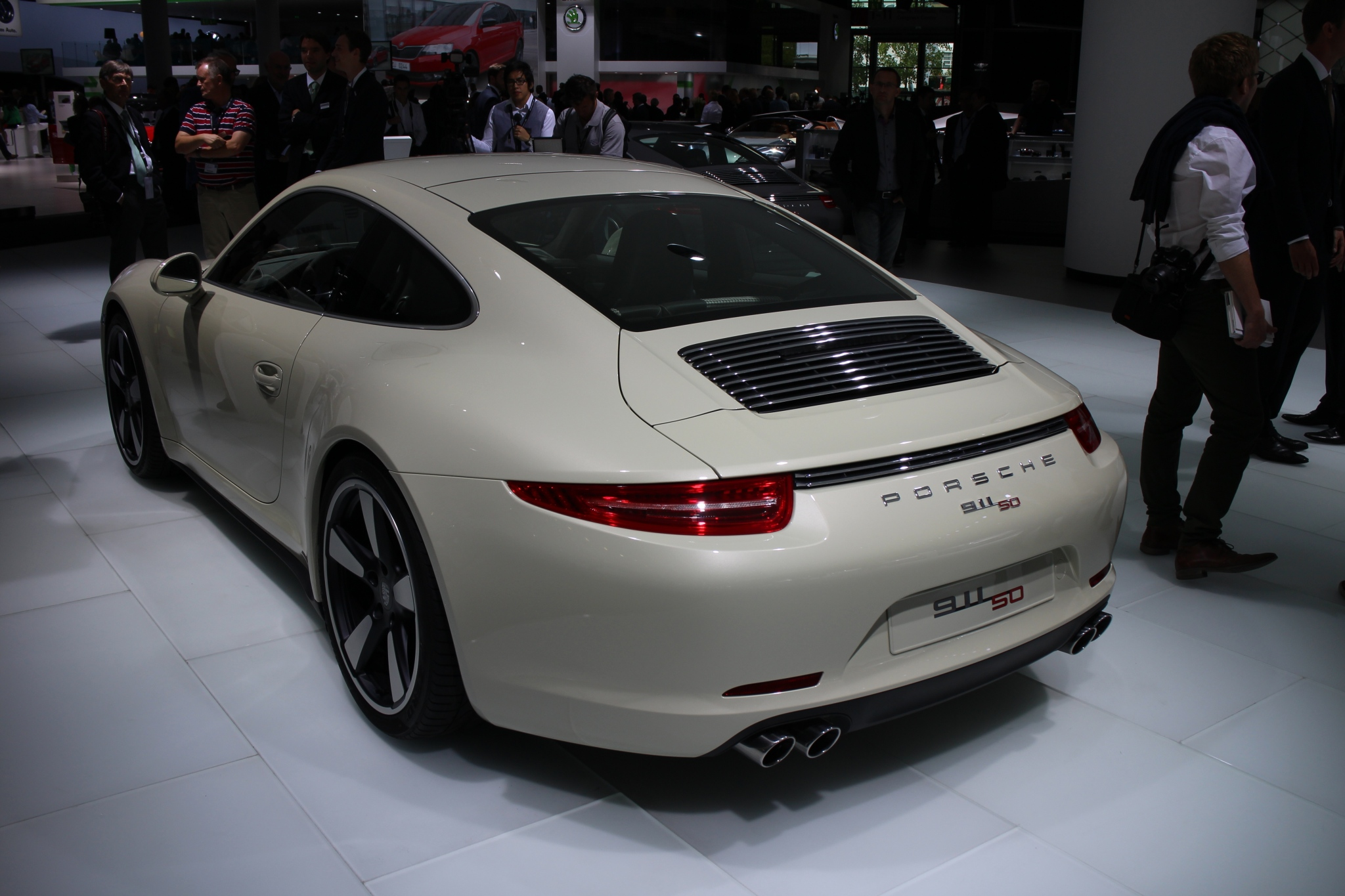

Porsche fête les 50 ans de la 911 au Salon de l'automobile de Francfort en présentant un nouveau modèle exclusif développé sur la base de la 911 Carrera S. Limitée à 1 963 exemplaires, la Porsche 911 50 se distingue, notamment, par un châssis et un échappement sport, une voie arrière élargie, des jantes exclusives de 20 pouces, des phares Bi-Xénon.Ce modèle qui développe 400 ch est disponible en deux coloris exclusifs, en gris Graphite et Geyser ou en noir uni, au choix. L'intérieur est spécifique, avec des équipements issus du programme Porsche.

### Porsche 935(2013)

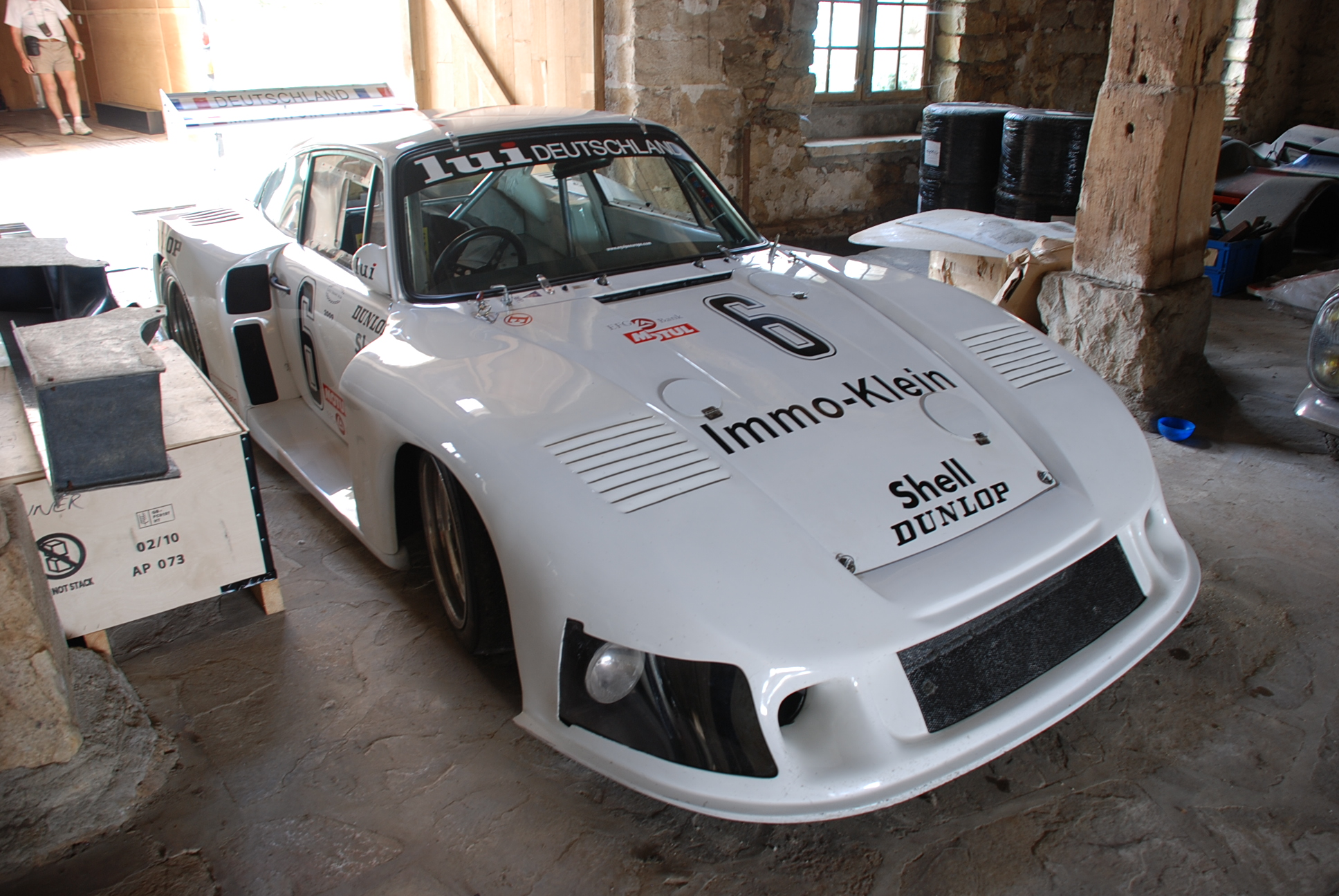

Modèle produit en 77 exemplaires. Construite sur une base de 991 GT2 RS mais rallongée de 30 cm, elle développe 700 ch.

### Porsche 911Martini Racing Edition(2014)

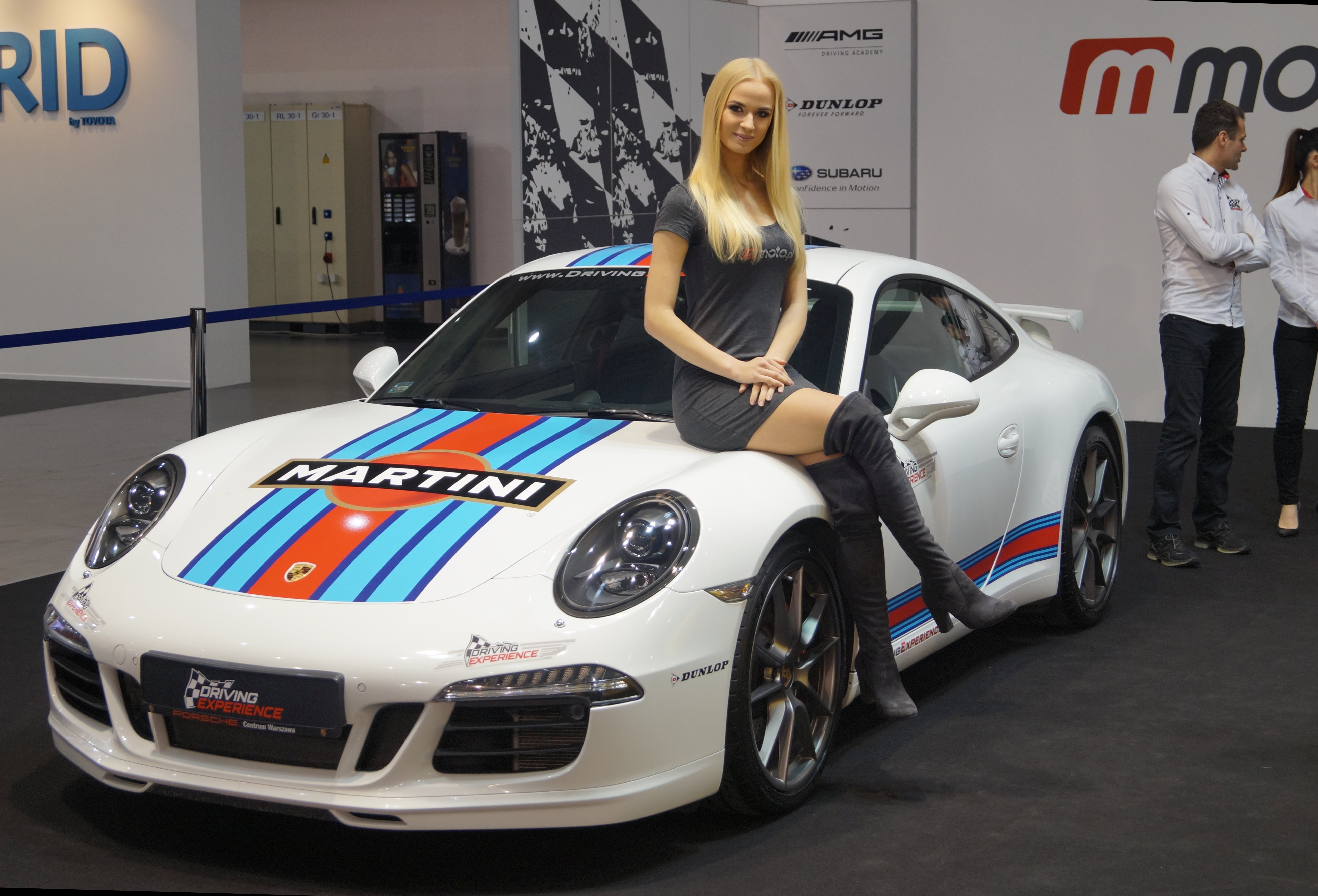

Modèle basé sur la Carrera S, limité à 80 exemplaires et qui reprend la livrée Martini des Porsche de compétition.

### Porsche 911 Carrera 4SExclusive Swiss Edition(2014)
Édition spéciale réservée à la Suisse, cette 911, sur une base 991, est produite en 14 exemplaires dans une livrée gris-noir uni.

### Porsche 911 Black Edition (2015)
En août 2015, une nouvelle série limitée nommée Black Edition arrive en concession. Dérivée de la 911 Carrera (350 ch), cette 991 se démarque par un intérieur noir, des jantes spécifiques et un équipement de série enrichi.

### Porsche 911 Carrera GTS Club Coupé (2015)
Modèle produit en 60 exemplaires pour célébrer l'anniversaire du plus grand club automobile du monde (60 ans du Porsche Club of America).

### Porsche 911 Carrera GT3 RS«4S»(2016)
Modèle exclusif de type 991 ayant l'aspect extérieur d'une « banale » Carrera 4S mais renfermant un moteur de GT3 RS de 500 ch. Elle a été produite en deux exemplaires, une version Coupé et une version cabriolet.

### Porsche 911 Carrera SEndurance Racing Edition(2016)
Modèle produit à 235 exemplaires sur une base de 911 Carrera S et motorisé par un Flat 6 3.0 litres turbo de 420 ch.

### Porsche 911 R(2016)

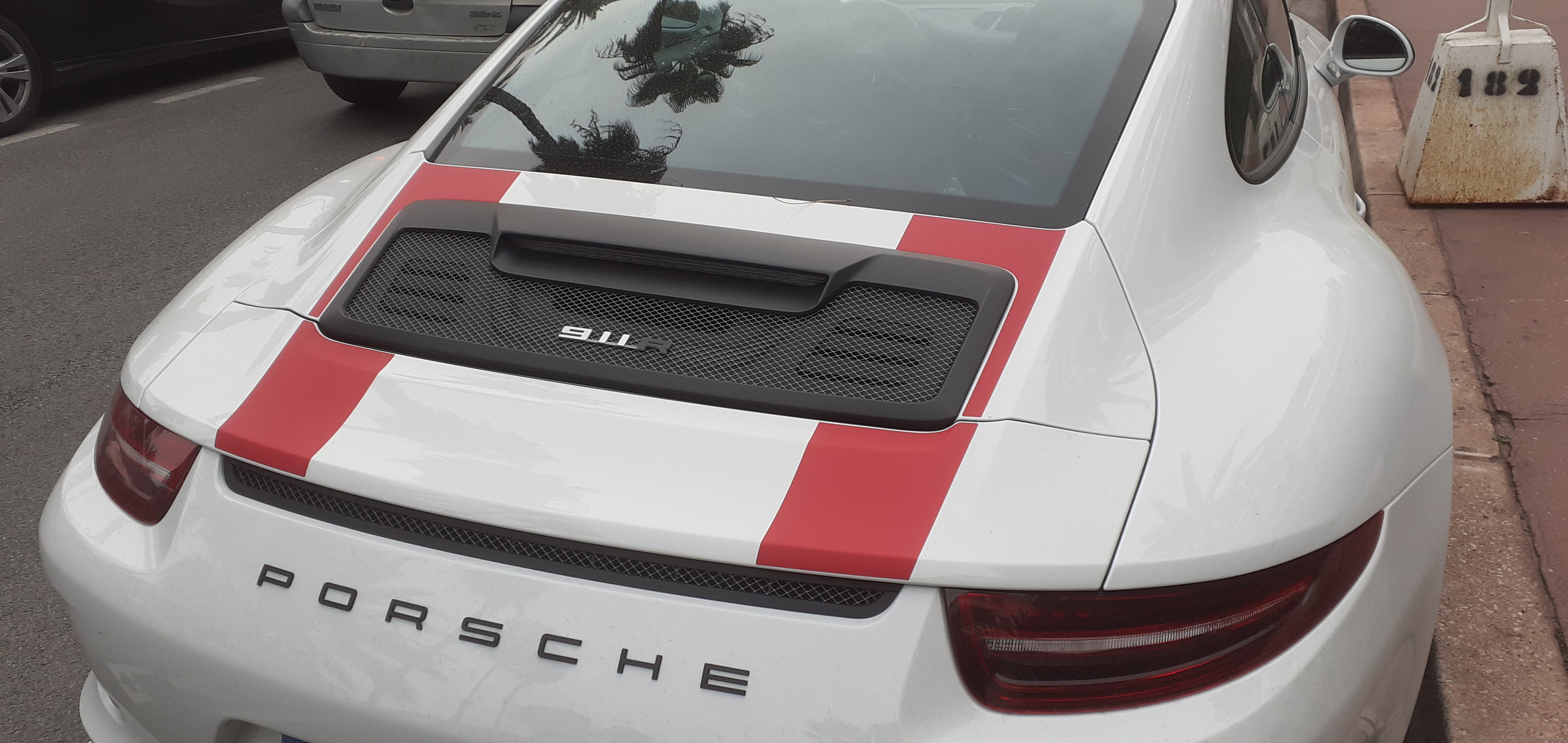

Modèle limité à 991 exemplaires (référence au type 991), c'est, en 2016, la voiture la plus légère de la gamme 911.

### Porsche 911 Targa 4SExclusive Design Edition(2016)
Modèle produit à 100 exemplaires sur une base de 991 Targa 4S Phase 2, à la couleur « Bleu Etna » inspirée de la 356B.

### Porsche 911One Millionth(2017)

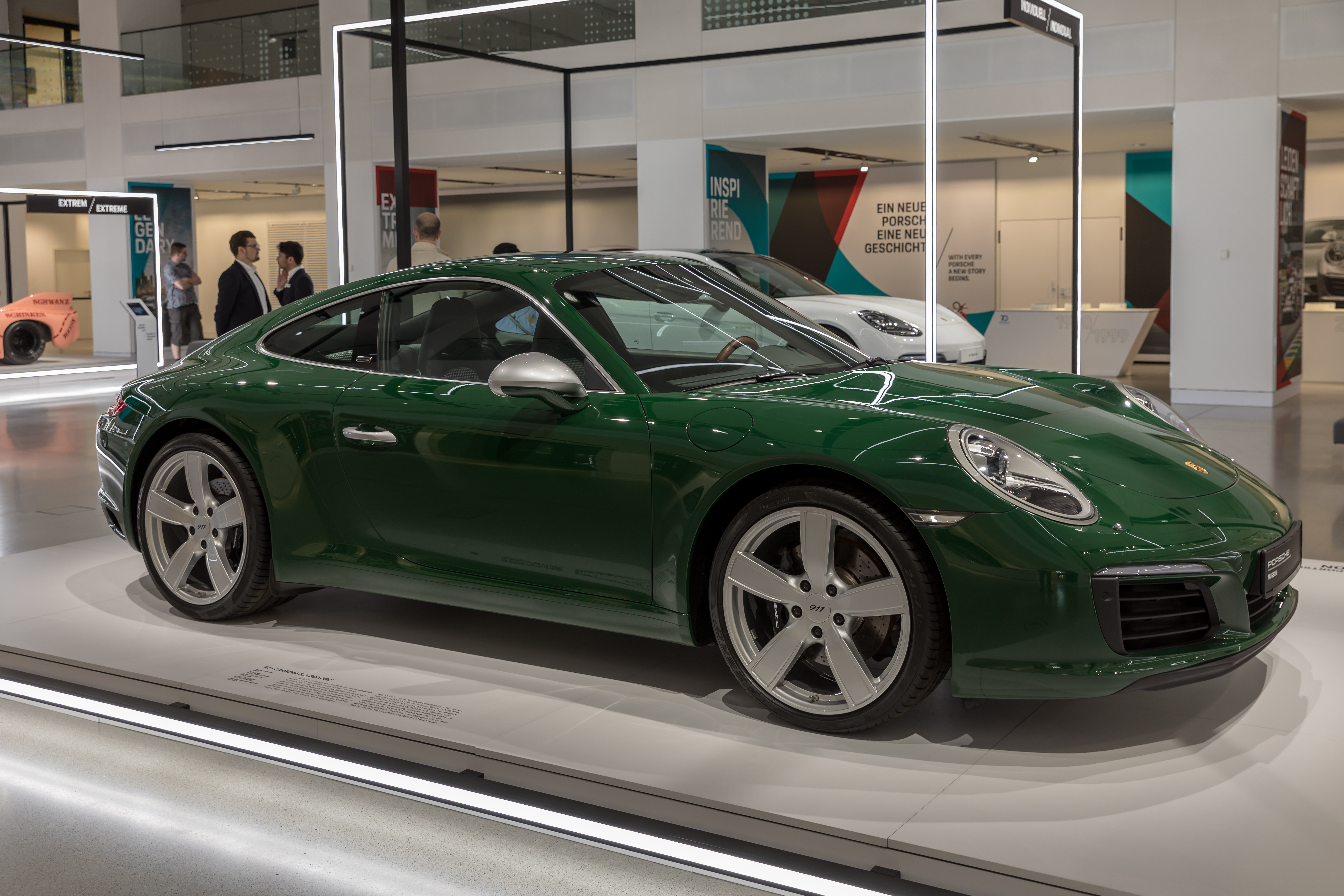

Modèle produit en un seul exemplaire pour célébrer la millionième Porsche 911 vendue par l'usine.

### Porsche 911Turbo S Exclusive Series(2017)

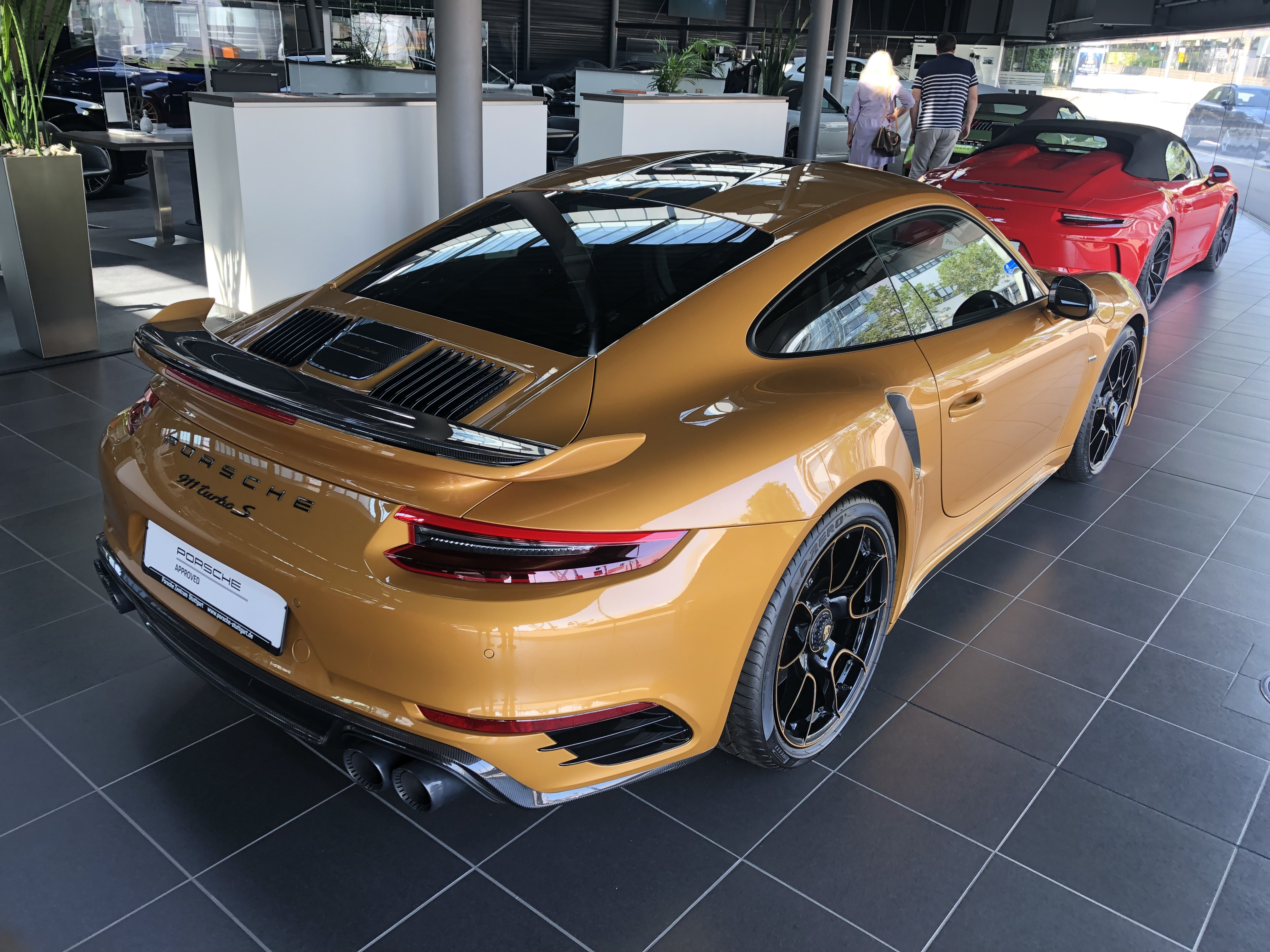

Modèle réalisé en 500 exemplaires avec un moteur de 607 ch qui fait de cette 911 la plus puissante 991 Turbo jamais produite.

### Porsche 911 Carrera T«Tribute to Monte-Carlo 1968»(2017)
Voiture produite en un seul exemplaire pour célébrer les 50 ans de la double victoire de deux Porsche 911 T au Rallye de Monte-Carlo de 1968. De couleur rouge, elle est dotée, notamment, de phares longue portée additionnels sur le pare-chocs avant et de bavettes noires derrière les roues arrière.

### Porsche 935 (2018)

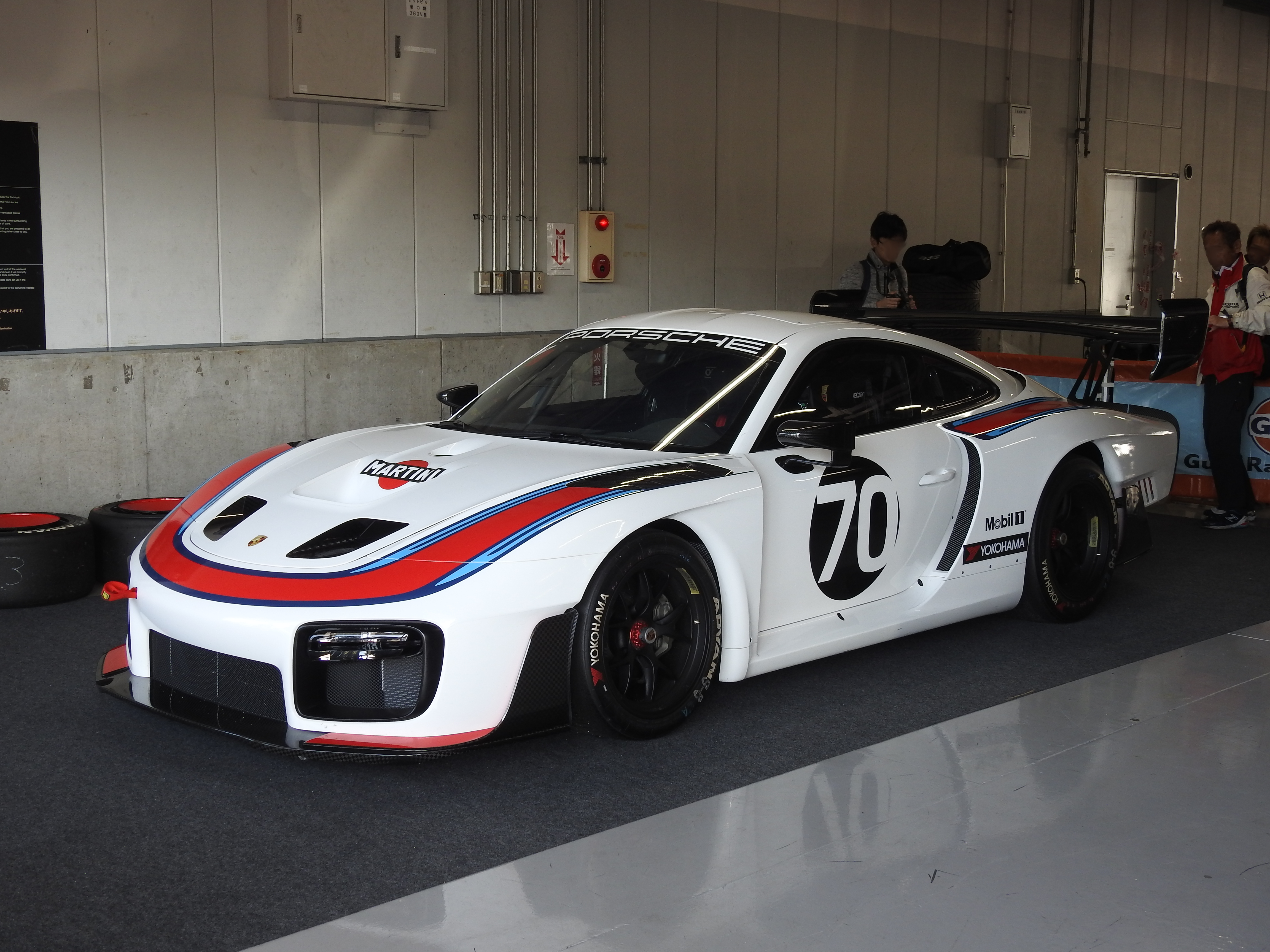

En septembre 2018, à l'occasion du 70e anniversaire de la marque, Porsche lance une série limitée de 77 exemplaires de la Porsche 935 produite en 2019 sur la base de la 911 GT2 RS type 991.

### Porsche 9115M Porsche Fans(2018)
Modèle résultant d'une configuration en ligne destinée à créer un exemplaire unique.

### Porsche 911Project Gold(2018)
Modèle unique dans sa livrée or jaune, sur une base 993 développant 450 ch.

### Porsche 911 Carrera T (2018)

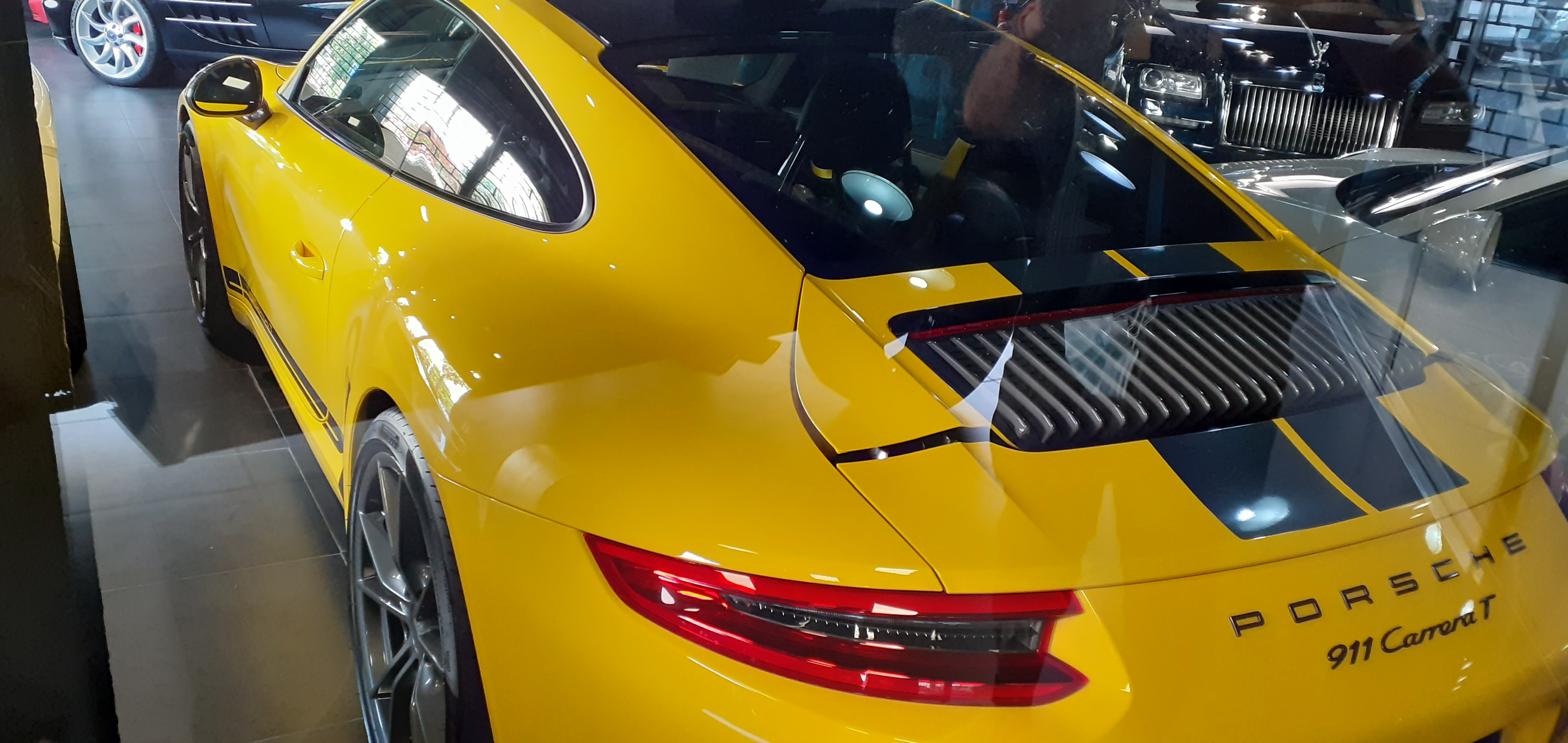

La Porsche 911 Carrera T (pour Touring), sur une base 991, est un modèle apparu en concession début 2018 à l'occasion des 50 ans de la 911 Touring née en 1968.

### Porsche 911Speedster(2019)

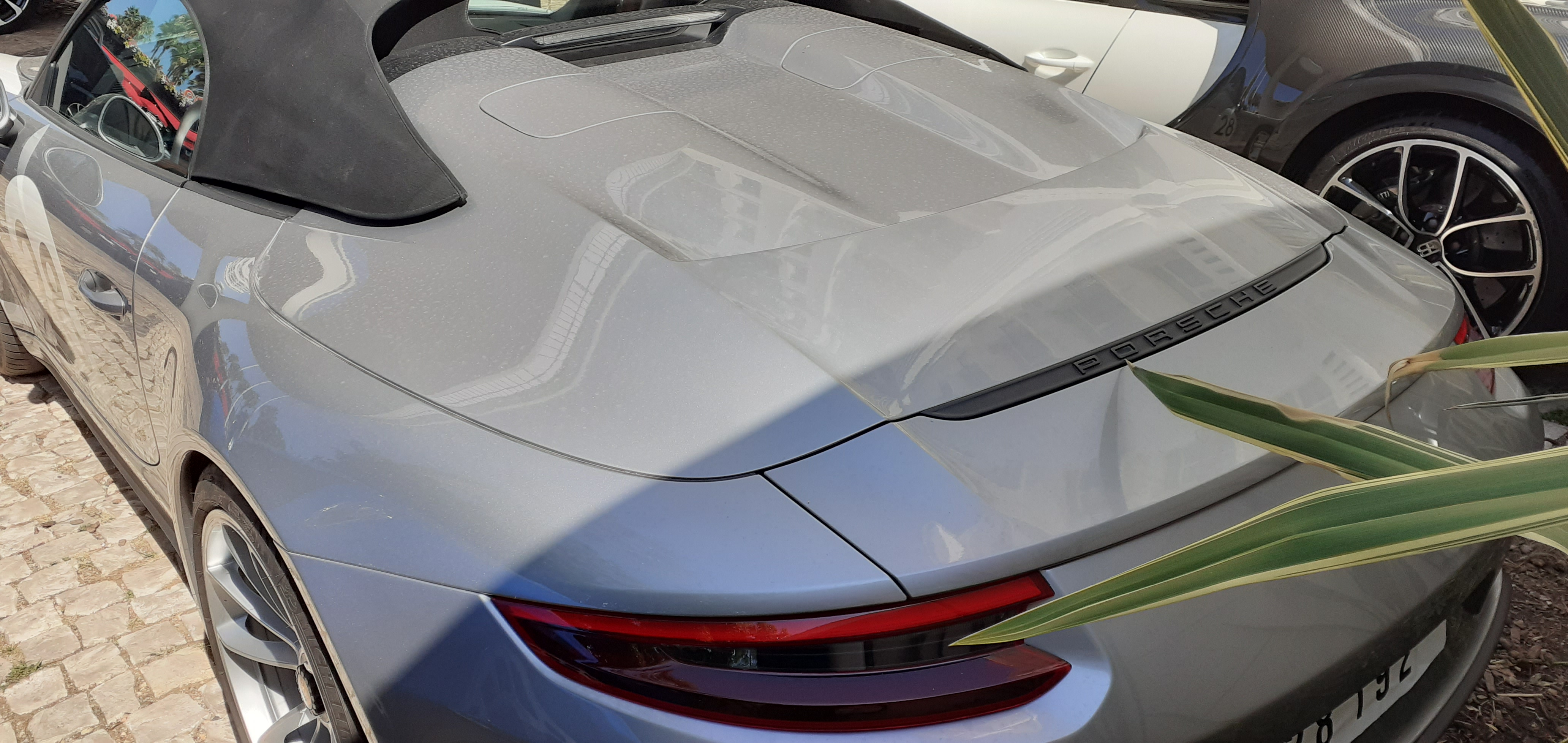

Modèle produit à 1 948 exemplaires sur une base 991, en hommage à l'année de commercialisation de son aînée, la 356 roadster,

### Porsche 911 GT2 RS Clubsport (2019)

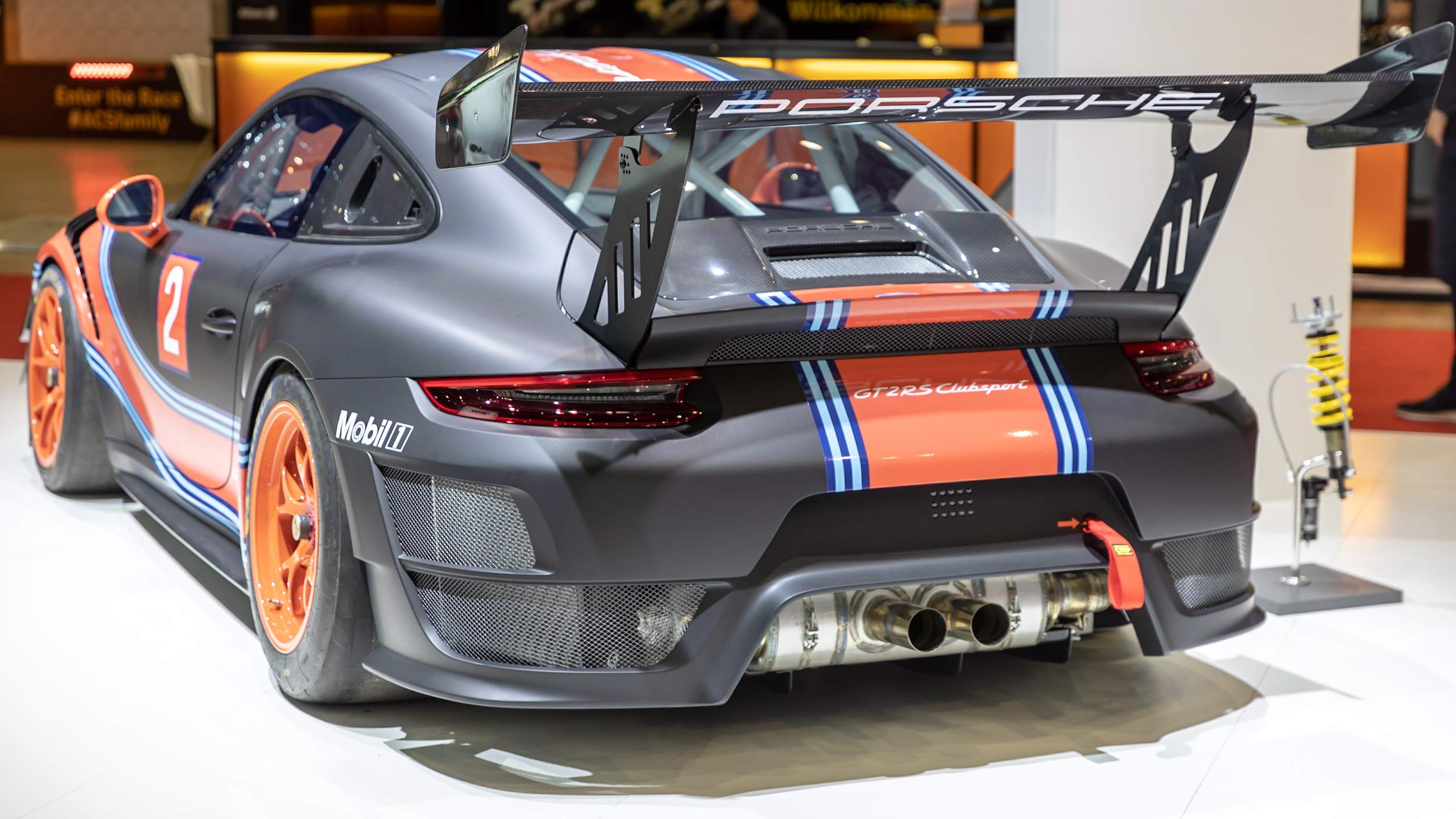

Modèle produit dans une édition limitée exclusive de 200 exemplaires dans le monde, non homologué pour la route.

### Porsche 911 Targa 4SHeritage Design Edition(2020)

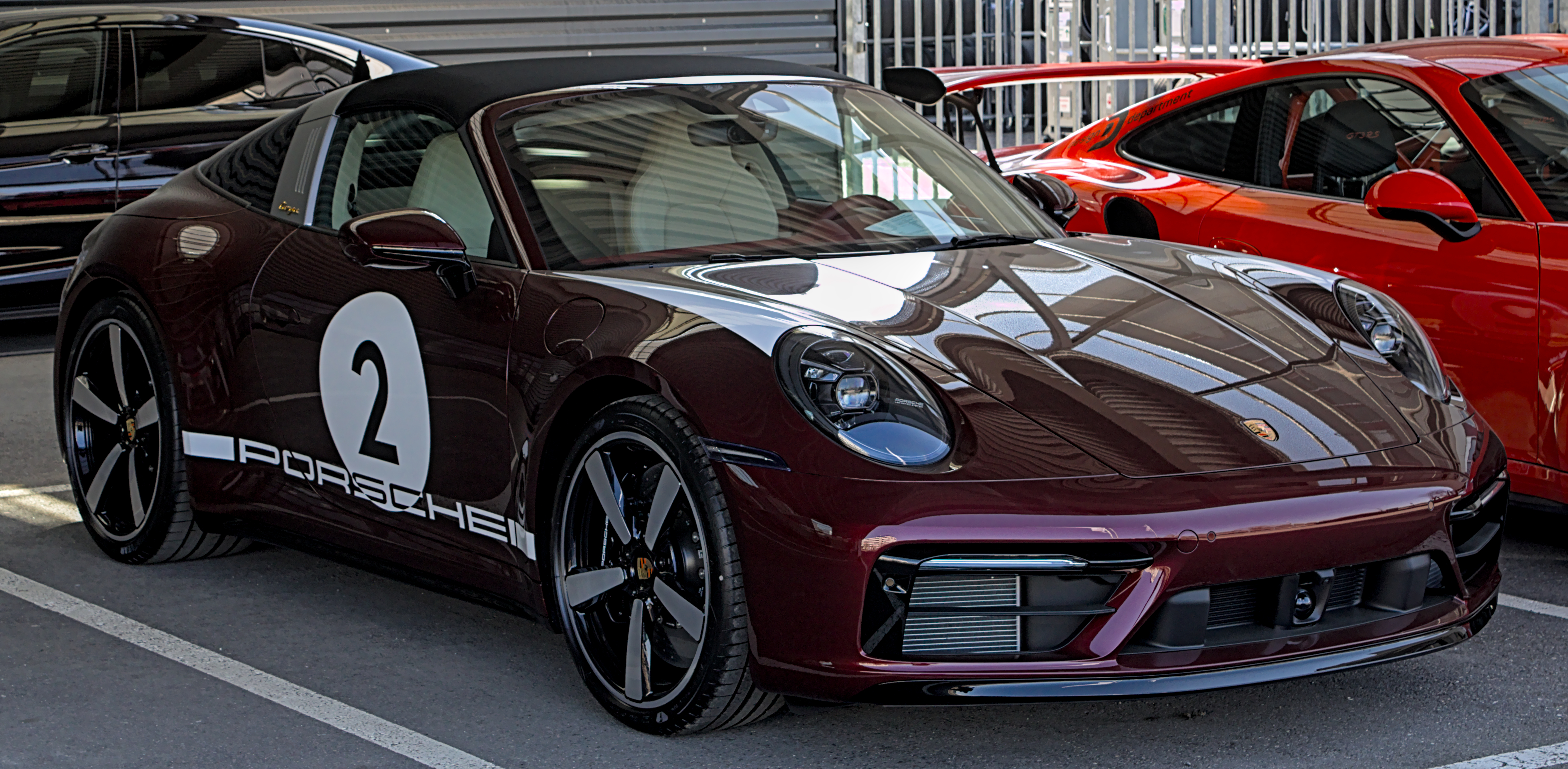

Modèle produit à 992 exemplaires, il se distingue par un style inspiré des années 1950 tant par le design extérieur que par celui de l'habitacle. Il est basé sur la 911 Targa type 992.

### Porsche 911 Carrera 4SBelgian Legend Edition(2020)

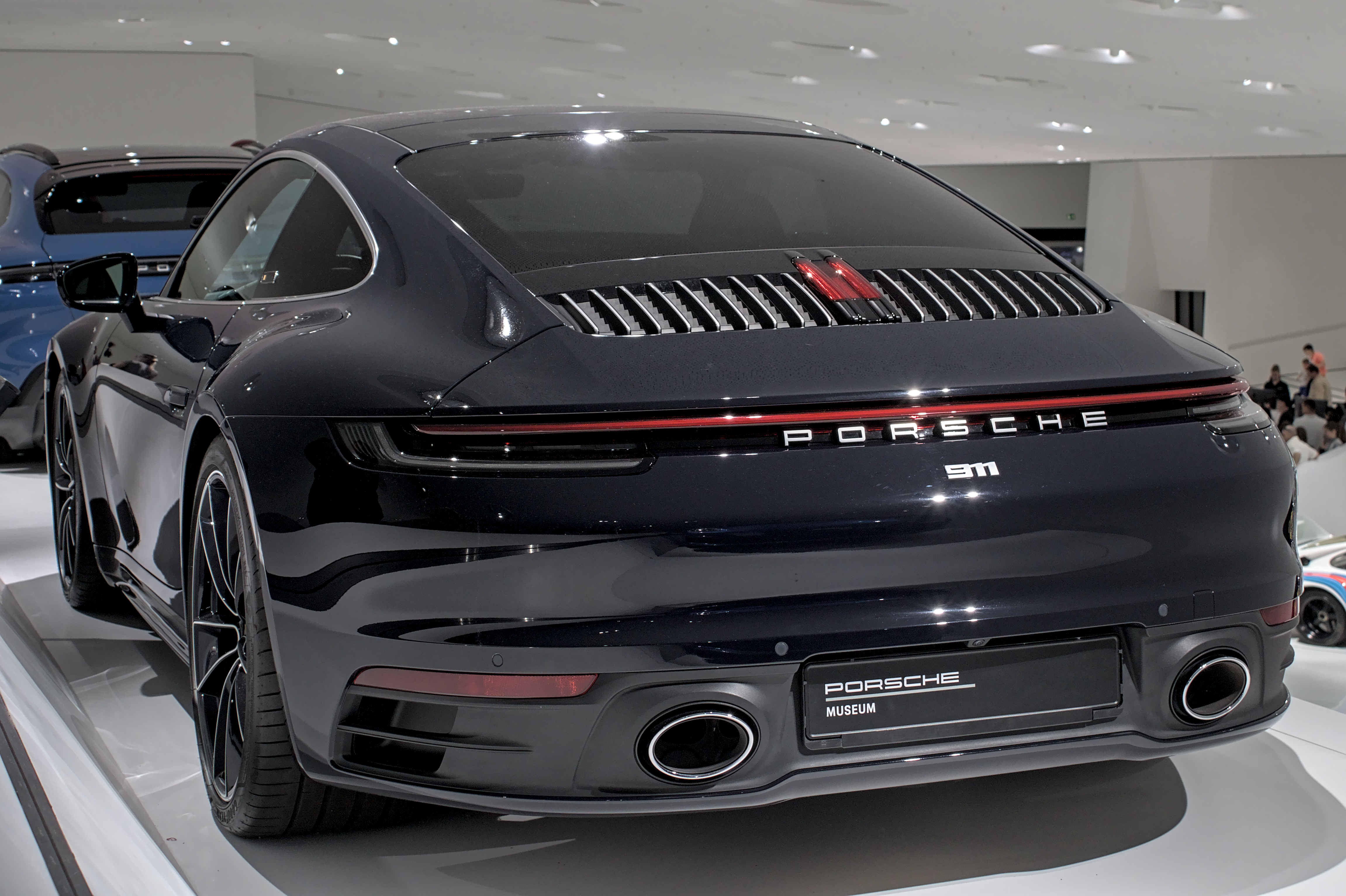

Modèle produit à 75 exemplaires, sur une base 992, pour célébrer le 75e anniversaire du pilote Jacky Ickx en 2020.

### Porsche 911 Turbo SEmbraer(2020)
Modèle produit en dix exemplaires sur une base de 911 type 992, à la suite d'un partenariat entre Porsche et le constructeur aéronautique Embraer Group.

### Porsche 911 GT2 RS Clubsport 25 (2021)
La 991 GT2 RS Clubsport 25 est une édition limitée à 30 exemplaires et non homologuée pour la route. Elle célèbre les 25 ans du préparateur Manthey Racing, partenaire officiel de Porsche.

### Porsche 911 Turbo S Pedro Rodríguez (2021)
Pour célébrer le 50e anniversaire de la disparition de Pedro Rodriguez, l'emblématique pilote automobile du Mexique et personnage important dans l'histoire des courses de Porsche, la firme a créé une voiture unique pour honorer sa mémoire.

### Porsche 911 GT3 70 Years Porsche Australia Edition (2021)
Une série limitée sur la base d'une Porsche 911 GT3 Touring a été produite pour célébrer les 70 ans de présence de Porsche en Australie.

### Porsche 911 Edition 50 ansPorsche Design(2022)
Sur une base de 992 Targa en édition limitée à 750 exemplaires pour célébrer les 50 ans de la filière conception de Porsche, ce modèle se caractérise par une carrosserie noire, une sellerie noire et blanche, des bandes latérales couleur platine portant l'inscription « Porsche Design ».

### Porsche 911 S 2.4 Targa Edition 50 ansPorsche Design(2022)
Également conçu pour célébrer les 50 ans de la filière conception de la marque, restauré et modifié par la branche officielle Porsche Classic, ce modèle, unique, sur une base de Porsche historique, présente la même finition que la 992 commémorative, à l'intérieur comme à l'extérieur.

### Porsche 911 Sport Classic (2022)

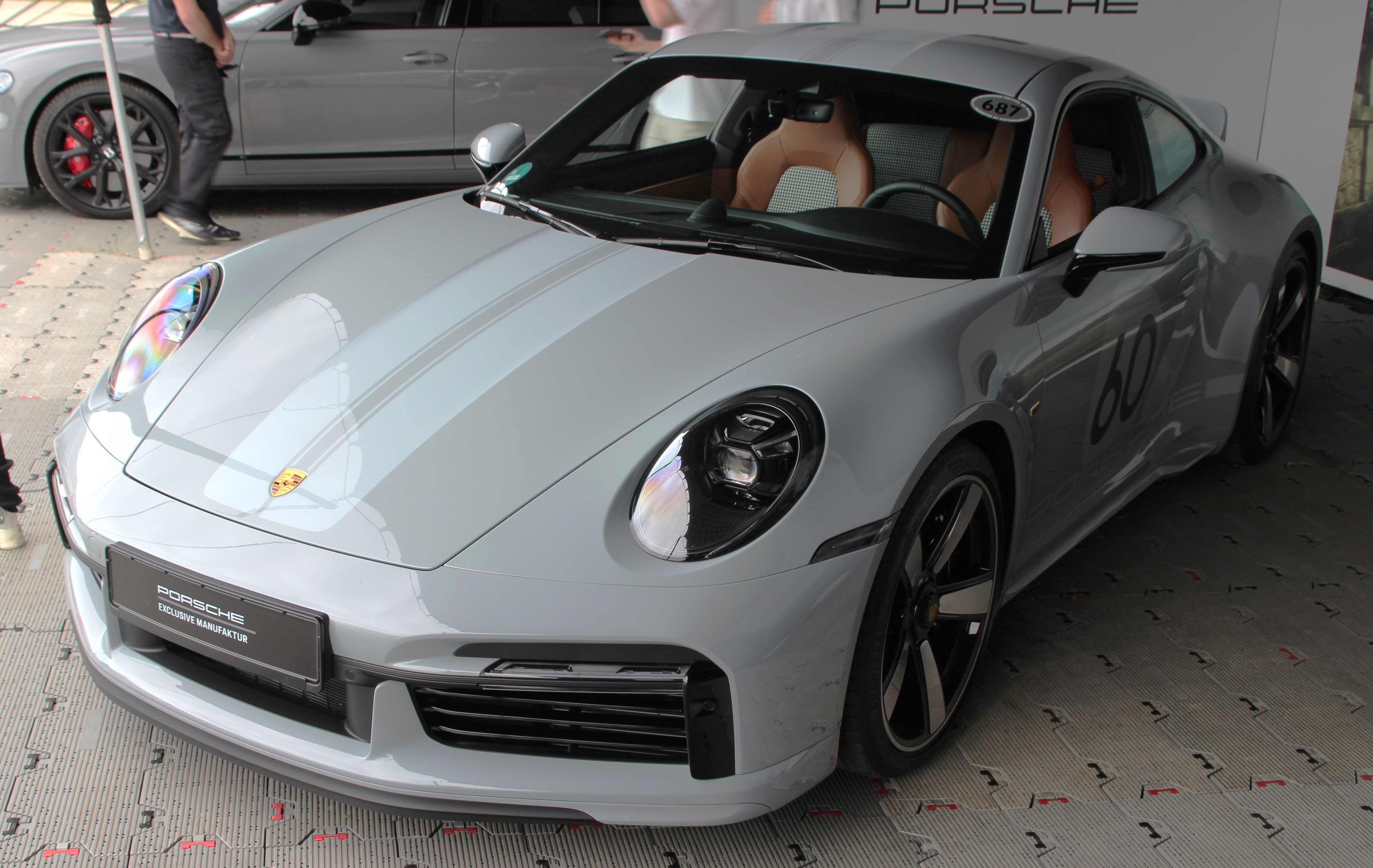

Produite à seulement 1 250 exemplaires, cette 992 Turbo est dotée d'une ligne d'échappement et de suspensions Sport, de roues arrière directrices et d'un aileron en queue de canard, notamment,.

### Porsche 911 Sally Special (2022)
Modèle unique construit par Porsche en collaboration avec la société d'animation Pixar.

### Porsche 911 GTS«50 Years in Taïwan»(2022)
Modèle unique basée sur une 911 GTS créé pour célébrer les 50 ans de la présence de Porsche à Taïwan.

### Porsche 911 GT3«30 Years Porsche Supercup»(2022)
Modèle unique destiné à célébrer les 30 ans de la course Porsche Supercup, cette voiture est une GT3 de route conçue sur la base d'une 911 GT3 Cup. Elle est exposée au Porsche Museum.

### Porsche 911 Carrera Panamericana (2022)
Modèle produit en un seul exemplaire basé sur la Carrera S en version cabriolet, il est destiné à la vente aux enchères (œuvre caritative). Il célèbre la première participation de la Porsche 356 à la course « Carrera Panamericana » en 1952.

### Porsche 911 Carrera GTS édition America (2022)
Version de la Carrera GTS disponible fin 2022 en série très limitée aux États-Unis et au Canada, sur une base de 992 et en cabriolet seulement.

### Porsche 911 Dakar (2022)

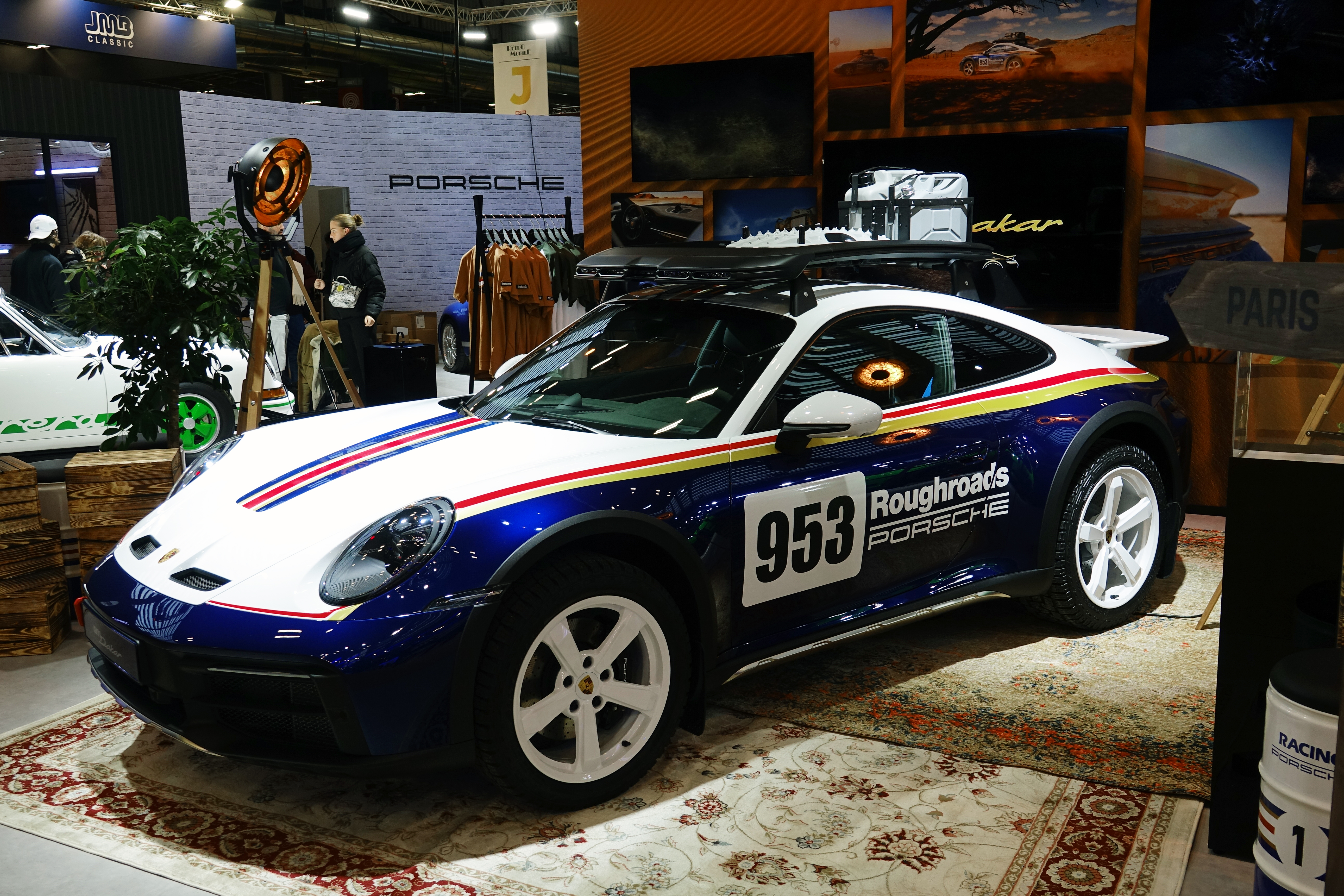
Porsche 911 Dakar.

Pour célébrer le 40e anniversaire de la victoire de la 911 en rallye-raid sur le Paris-Dakar, Porsche présente officiellement en novembre 2022 au salon de l'automobile de Los Angeles la 911 Dakar, une version tout-terrain commercialisée au printemps 2023 en 2500 exemplaires.

### Porsche 911 GT3 RS «Tribute to Carrera RS» (2023)
Afin de célébrer les 50 ans de la Porsche  Carrera 2.7 RS de 1972, une version de la RS sur base de Porsche 992 sera produite en série limitée réservée à la clientèle américaine. Un modèle qui préfigure cette édition limitée (show car) a été présenté lors de la Monterey Car Week 2022 (États-Unis).

### Porsche 911 GTS«30 Years Thailand Edition»(2023)
Pour célébrer les 30 ans de la présence de la marque en Thaïlande, Porsche commercialise une série limitée sur la base de la 911 GTS. Disponible en sept couleurs, chaque couleur correspondant à un jour de la semaine en Thaïlande, cette 911 arbore une plaque « 30 ans Porsche Thailand Edition » pour se distinguer des autres GTS.

### Porsche 911 GT3 Cup Anniversaire (2023)
En novembre 2022, la 5 000e Porsche 911 Cup est sortie des chaînes de montage Porsche. Pour célébrer l'évènement, un modèle anniversaire avec une livrée spéciale, d'une puissance de 510 ch, participera à la Porsche Mobil 1 Supercup saison 2023.

### Porsche 911 Carrera GTS Le Mans Centenaire Edition (2023)
Pour célébrer le centenaire des 24 Heure du Mans, Porsche a commercialisé une série limitée à la France de 71 exemplaires +1 au Porsche Muséum sur une base de 911 Carrera GTS. Elle se distingue, notamment, par son habitacle bleu graphite, le logo des 24 Heures du Mans sur les appuie-têtes, des ceintures rouges, des seuils de porte avec le monogramme du modèle, etc..

### Porsche 911 S/T (2023)

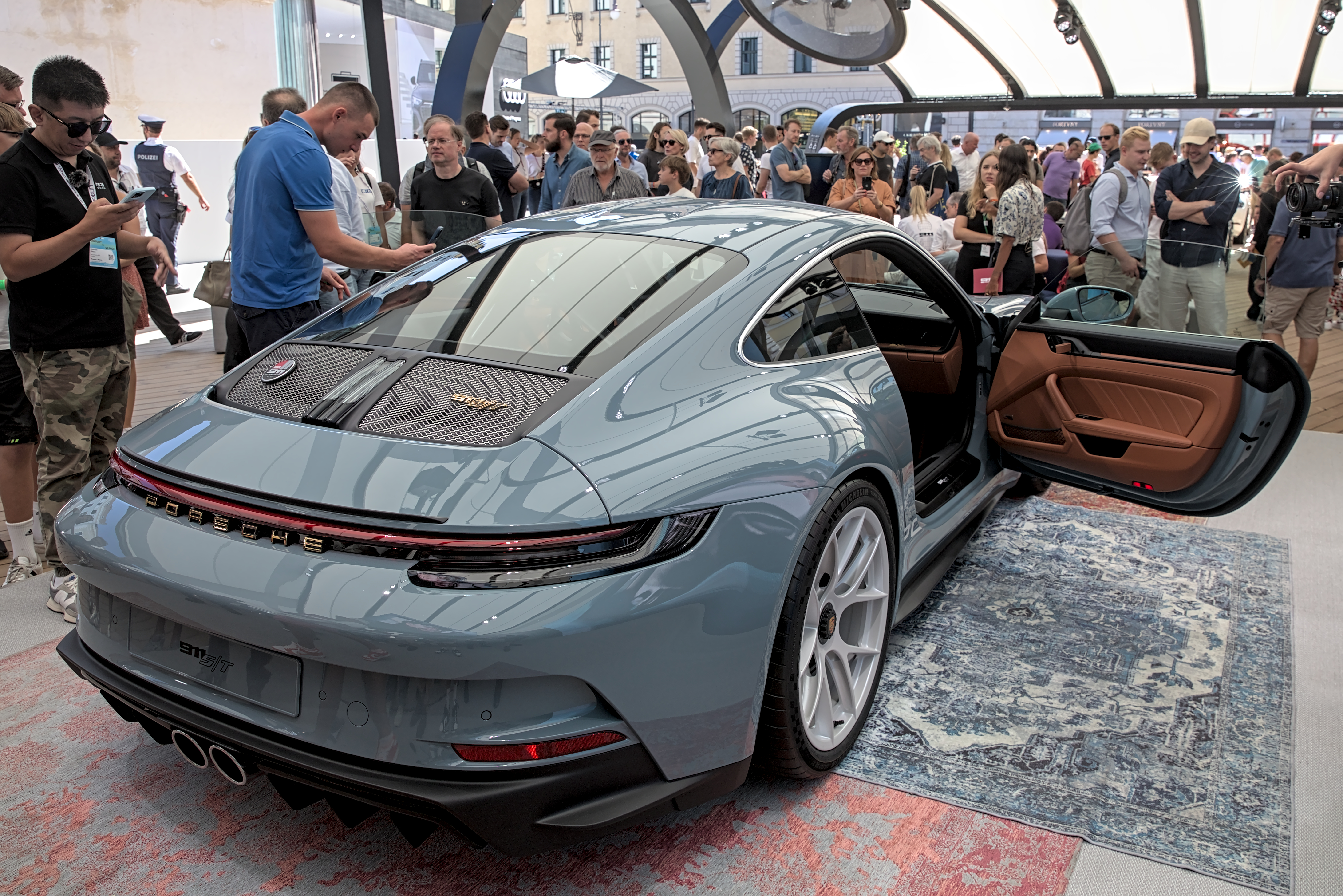
Porsche 911 S/T.

À l'occasion des 60 ans de la 911, Porsche a dévoilé en août 2023 une série spéciale de la 911 limitée à 1963 exemplaires (en référence à l'année de présentation de la 911). Appelée S/T, elle rend hommage au modèle de 1969 .

### Porsche 911 GT3 Rrennsport(2023)
D'une puissance de 620 ch, la Porsche 992 GT3 R rennsport, monoplace, est commercialisée en série limitée à 77 exemplaires. Elle est destinée à un usage exclusif sur circuit.

## Concept-Cars et prototypes
Modèles officiels conçus par l'usine Porsche, peu médiatisés, voire très confidentiels.

### Porsche 911 (4 portes) (années 1960)
À cette époque, l'idée d'étendre la gamme est déjà dans les esprits, avec un concept qui évoque la future Panamera.

### Porsche 911 Targa prototype (1965)
Modèle présenté au salon international de l’automobile de Francfort en septembre 1965. La Targa n’est ni un cabriolet ni un coupé, ni un toit rigide ni une berline, mais quelque chose de complètement nouveau : le premier cabriolet de sécurité au monde avec un arceau fixe (roll bar). Il marque le début du concept Targa au type totalement différent avec une nouvelle expérience de conduite.

### Porsche 911 Roadster (1966)
Dessiné, conçu et fabriqué par Bertone, ce modèle est unique. Malgré son long capot avant, le moteur est toujours placé à l'arrière puisqu'il s'agit d'une base de 911.

### Porsche 911 HLS (1966)
Ce modèle est doté d'un toit pliant.

### Porsche 911 B17 Pininfarina (1969)

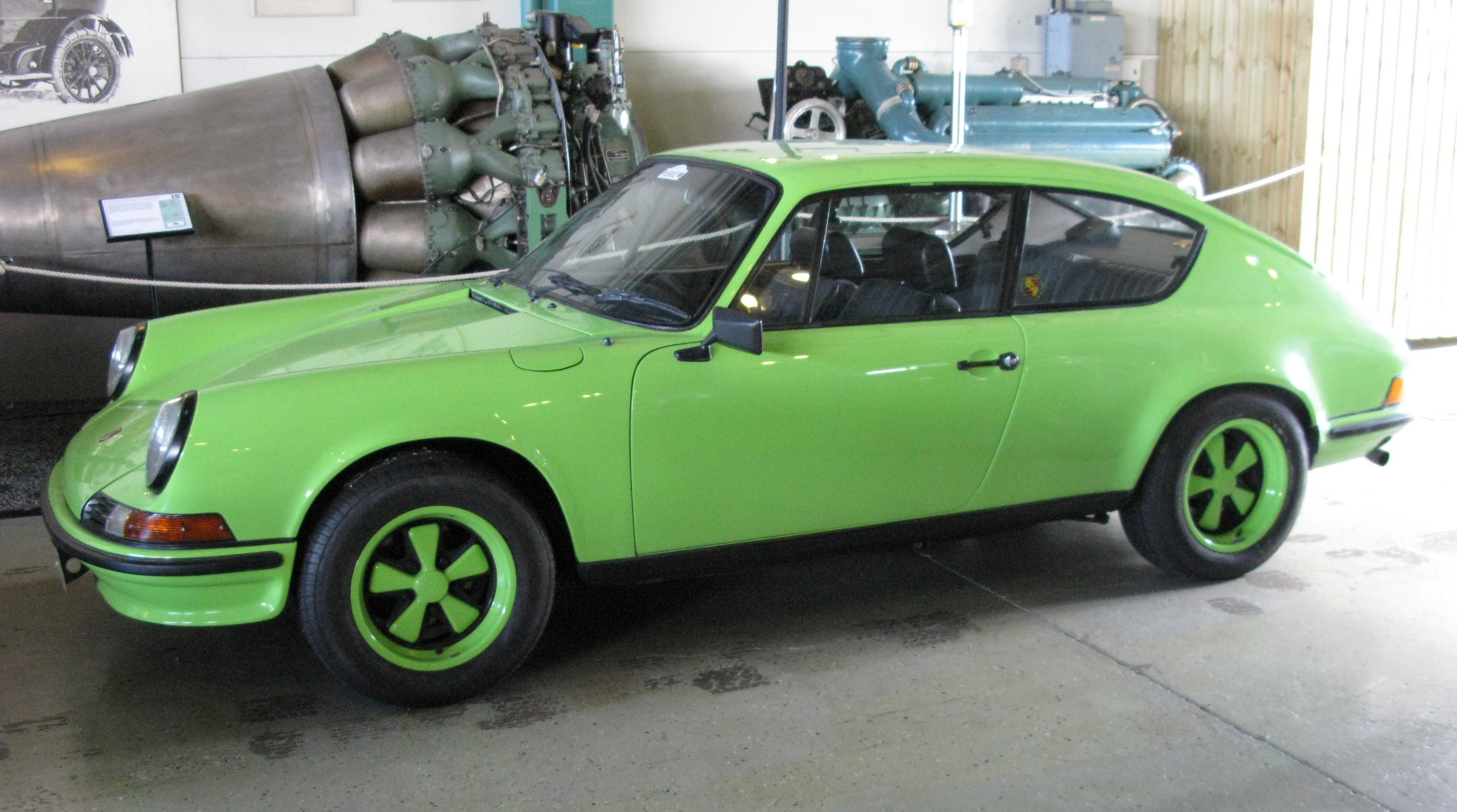
Porsche 911 B17 Pininfarina.

Porsche 911 conçue par Pininfarina à la demande de Porsche qui souhaitait inclure dans sa gamme un nouveau modèle de 911 à quatre places. Le modèle proposé ne correspondant pas au cahier des charges, la 911 B17 est restée à l'état de projet avec un seul exemplaire mis au point par l'entreprise de carrosserie automobile.

### Porsche 911 S 2,7 L (1972)
Prototype qui a servi à tester un moteur 2,7 litres destiné à une version Carrera RS 2 7 L.

### Porsche 911Gruppe B(1983)
La Porsche 911 Gruppe B est un concept-car conçu pour être homologué pour les courses du Groupe B. Elle préfigure la première supercar à 4 roues motrices basée sur la 911, la Porsche 959.

### Porsche 911 Carrera 3.2 L Speedster Clubsport (1987)

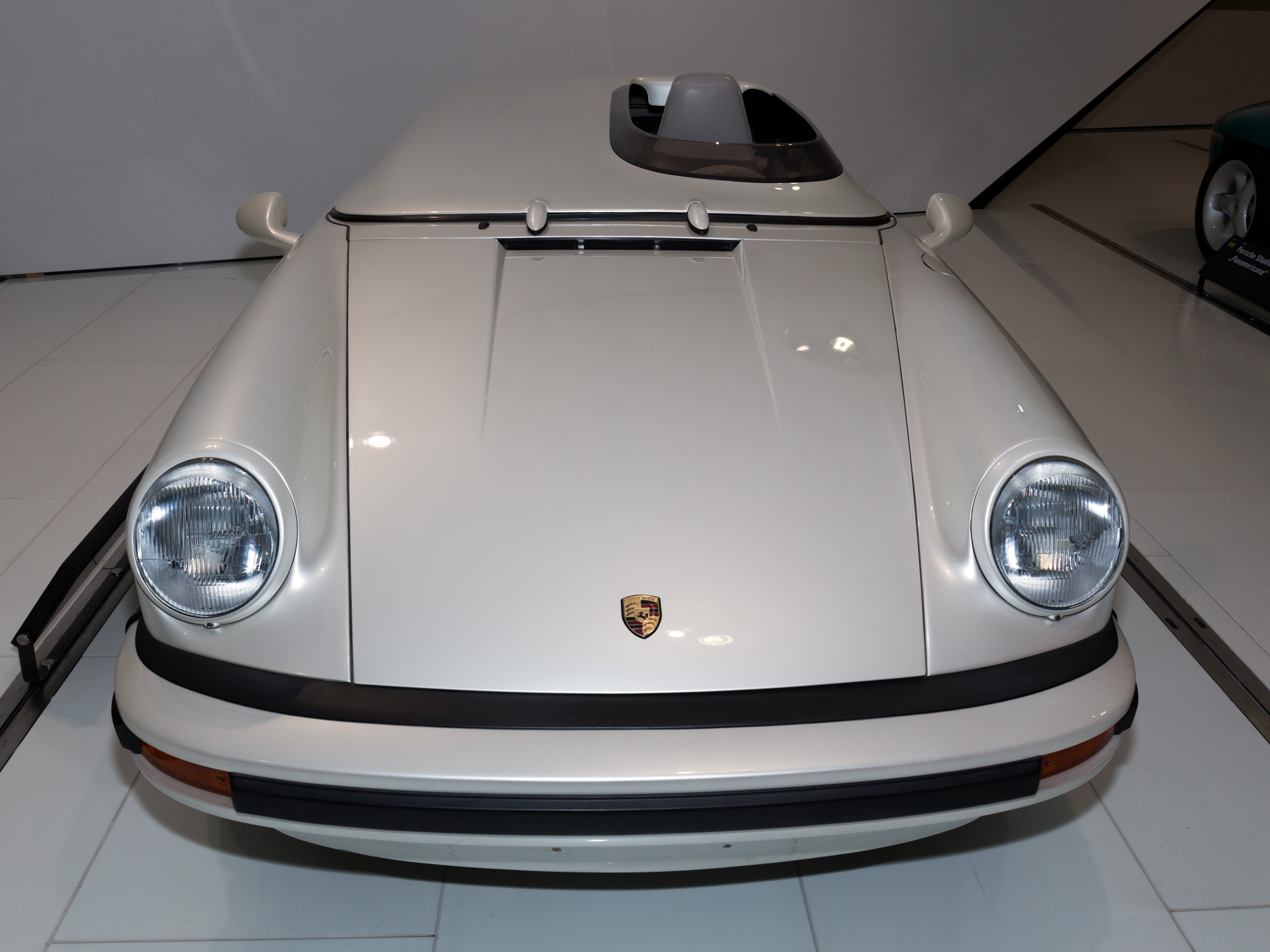

Absence de pare-brise, monoplace sont les caractéristiques de ce modèle qui rappelle la Porsche 550.

### Porsche Panamericana (1989)

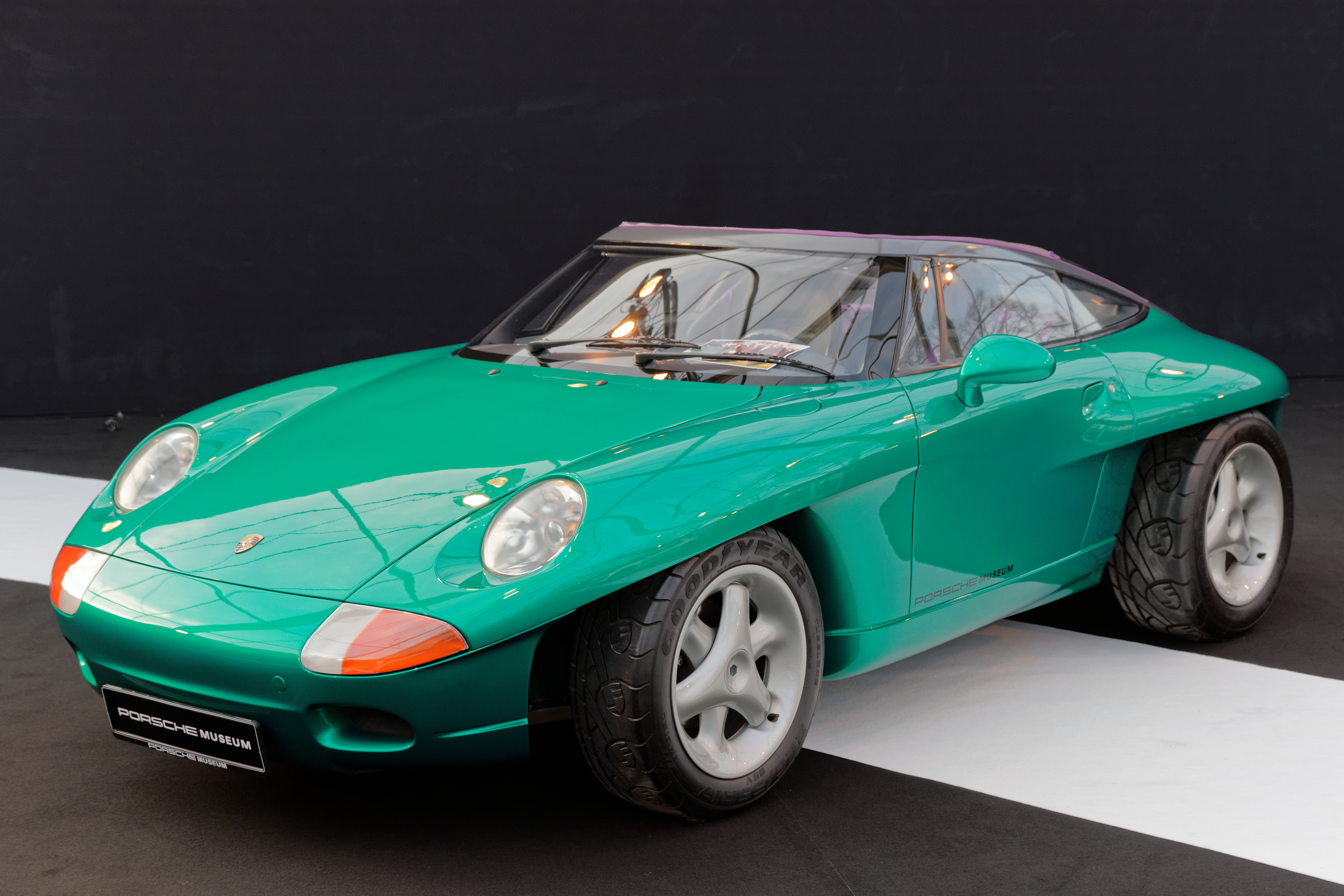
Porsche Panamericana

Article détaillé : Porsche Panamericana
Développée sur la base d'une Porsche 911 type 964 Carrera 4, la Porsche Panamericana est un concept-car élaboré pour le 80e anniversaire de Ferry Porsche.

### Porsche 911 GT1Strassenversion(1996-1998)

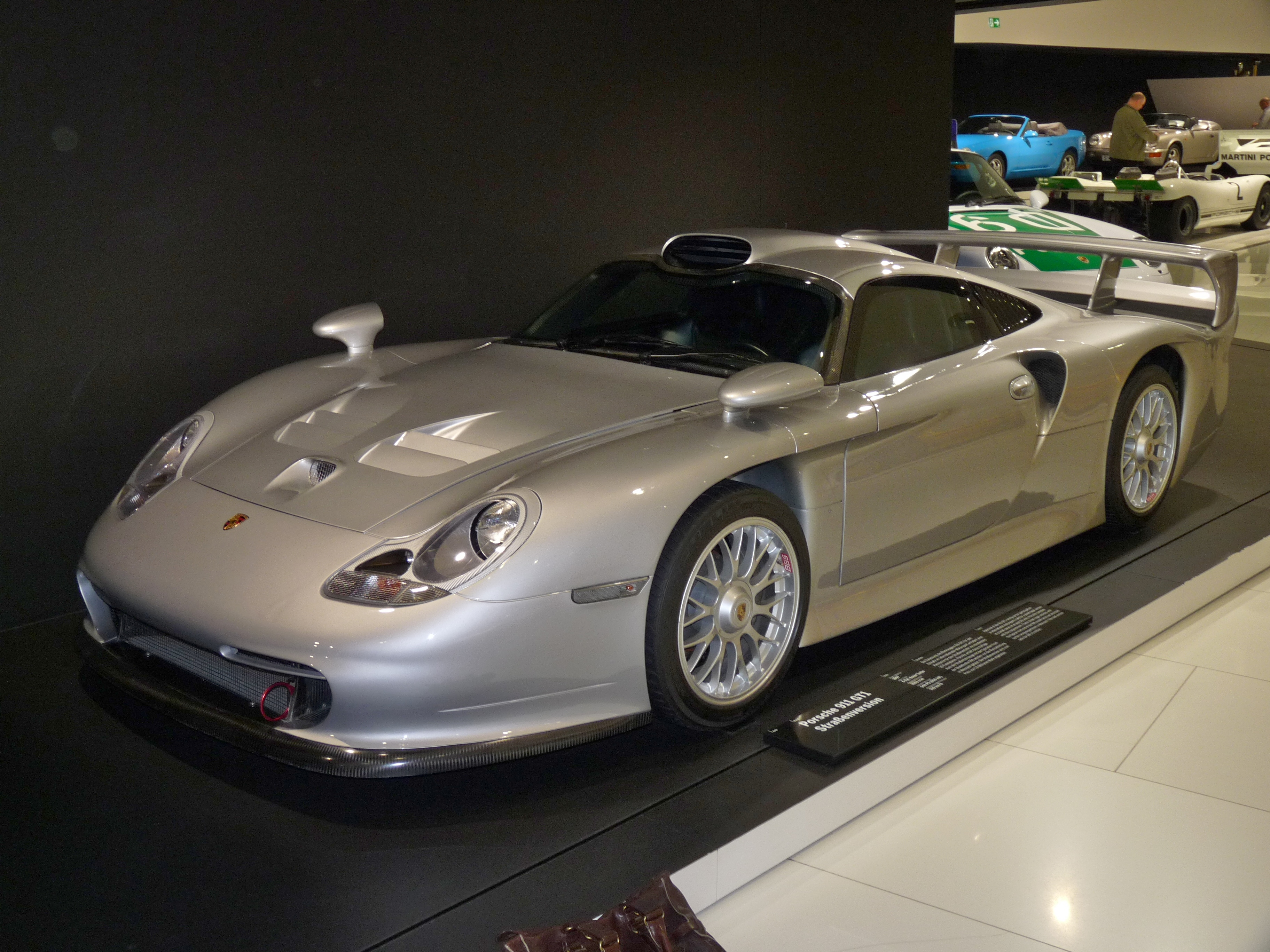
Porsche 911 GT1 Straßenversion (homologuée pour la route).

Modèle produit en 24 exemplaires pour homologuer la Porsche 911 en catégorie GT1 des courses d'endurance.

### Porsche 997 GT3 R Hybride (2010-2011)

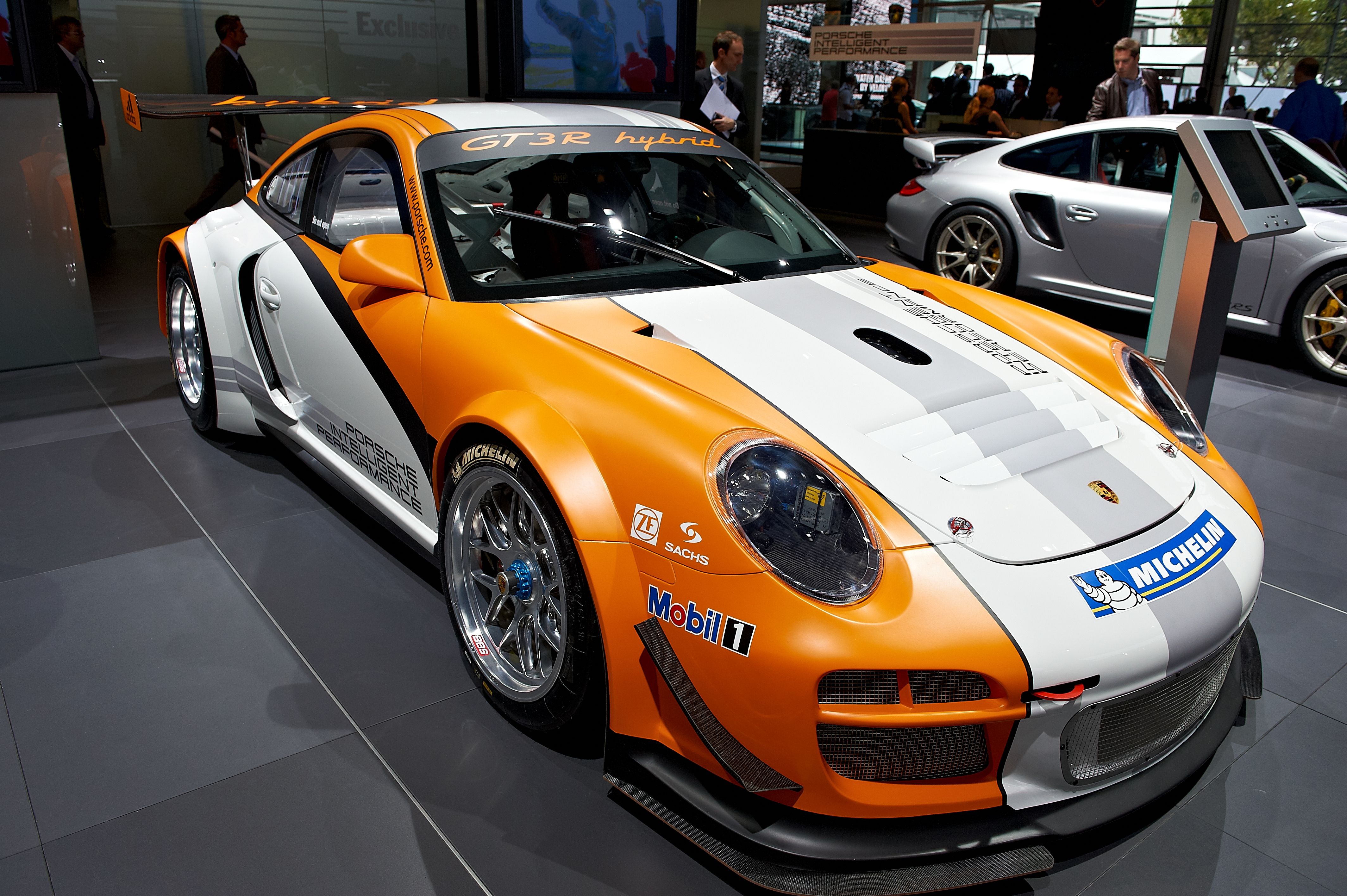
Porsche 911 GT3 R Hybrid

Une Porsche 997 GT3 R Hybride est expérimentée en compétition en 2010 et 2011. Dotée d'un 6-cylindres atmosphérique de 4 l, elle est équipée de deux moteurs électriques reliés aux roues avant.

### Porsche 911 Speedster Concept 1 (2018)
Porsche dévoile en juin 2018 un concept-car cabriolet nommé 911 Speedster Concept « 1 », célébrant les 70 ans de la première 356.

### Porsche 911 Speedster Concept 2 (2018)

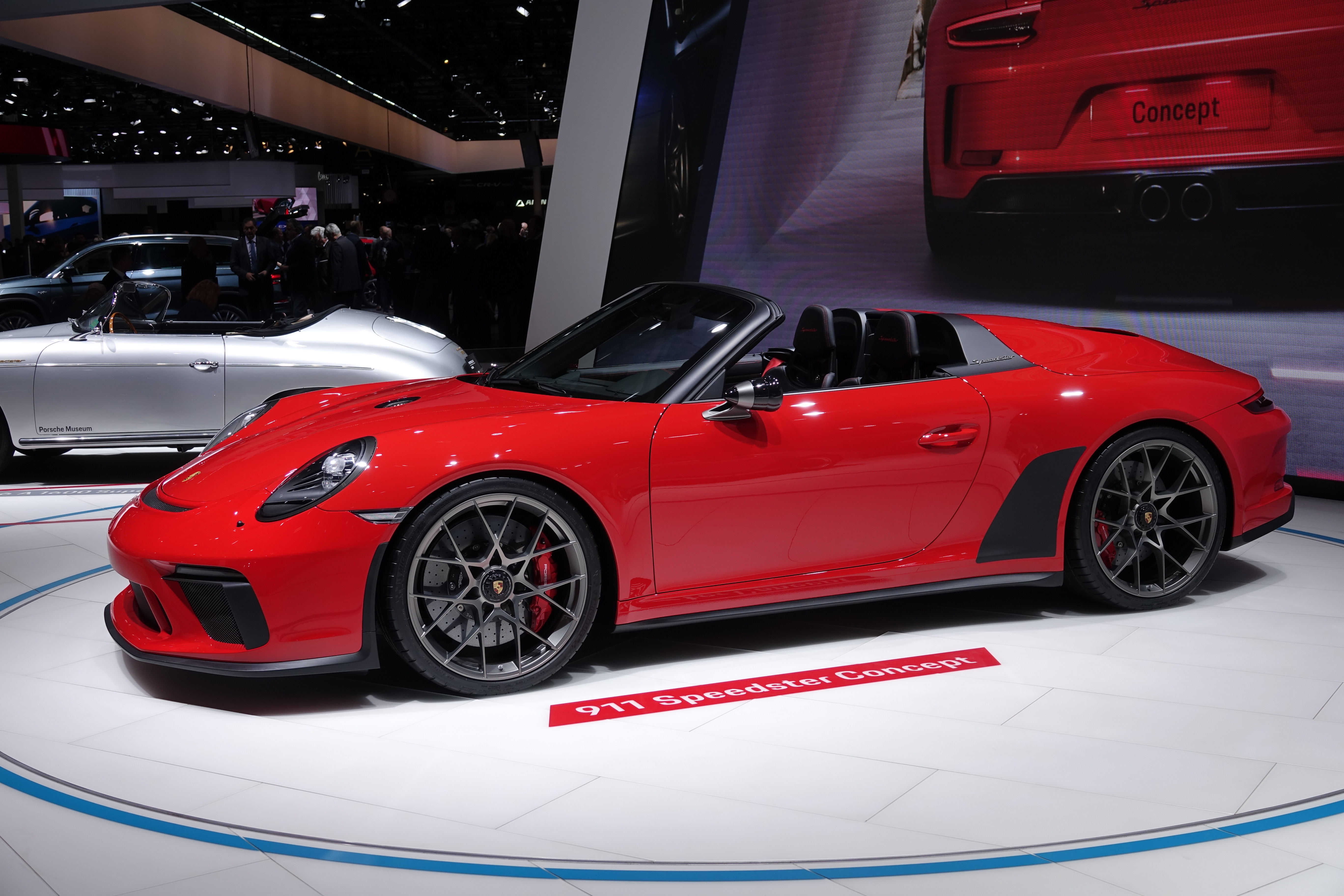

Au Mondial Paris Motor Show 2018, Porsche dévoile un second concept-car cabriolet nommé 911 Speedster Concept « 2 » dans une livrée rouge.

### Porsche 911 Vision Safari (2020)
La Porsche 911 Vision Safari est un prototype roulant créé en hommage à la 911 SC Safari de 1978.

## La 911 et le rallye-raid
Le rallye-raid, une autre passion du constructeur pour la course dans des contrées parfois exotiques, moins connue du grand public.
- 1978 : Porsche 911 SC Safari

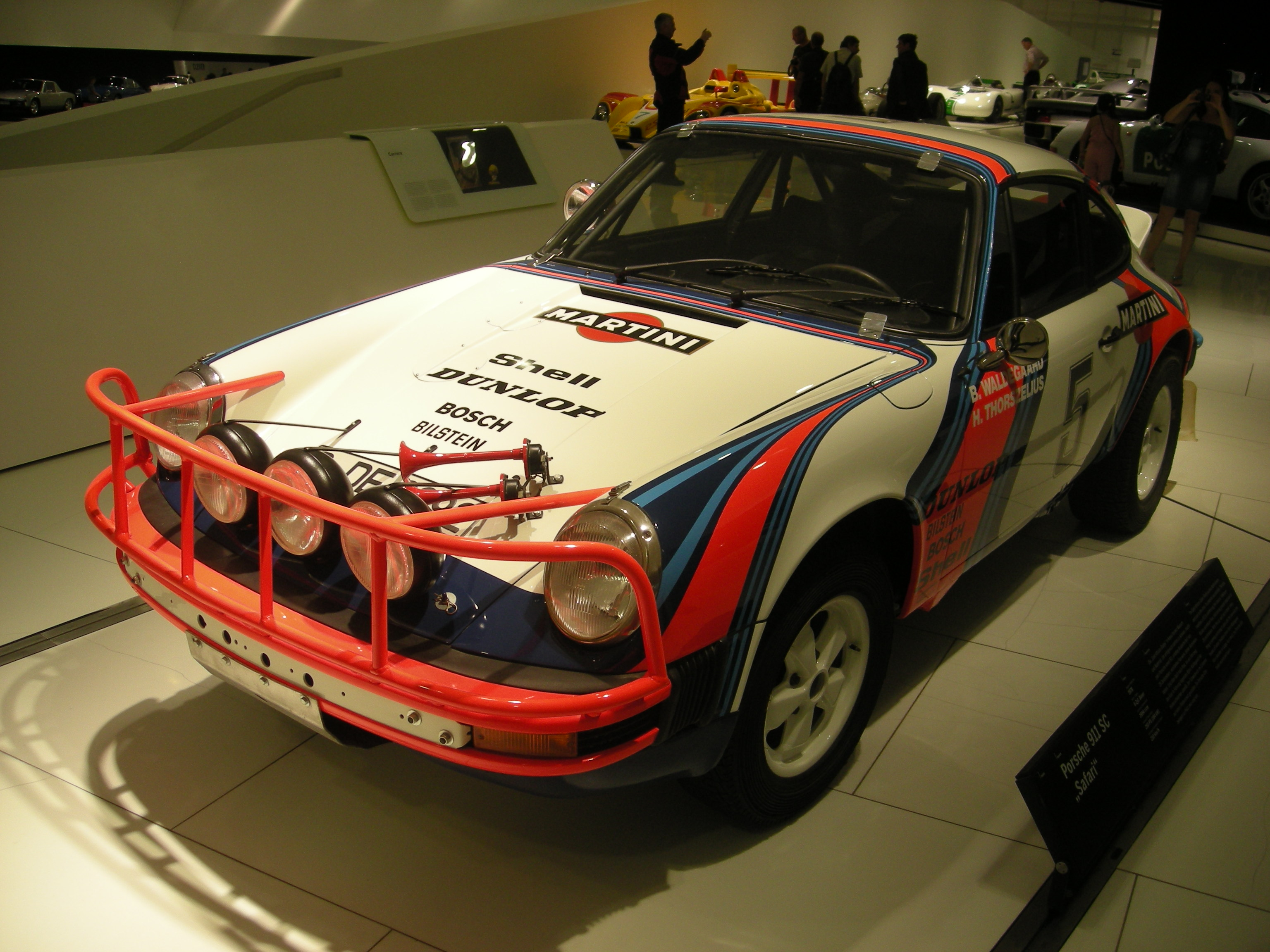
Porsche 911 SC Safari.

Doté de suspensions surélevées, de gros pneus et d'un large pare-buffle, ce modèle s'est illustré, notamment, lors du East African Safari Rally en 1978.
- 1984 : Porsche 911 Carrera 3.2 4x4 type 953[136], engagée au Paris-Dakar

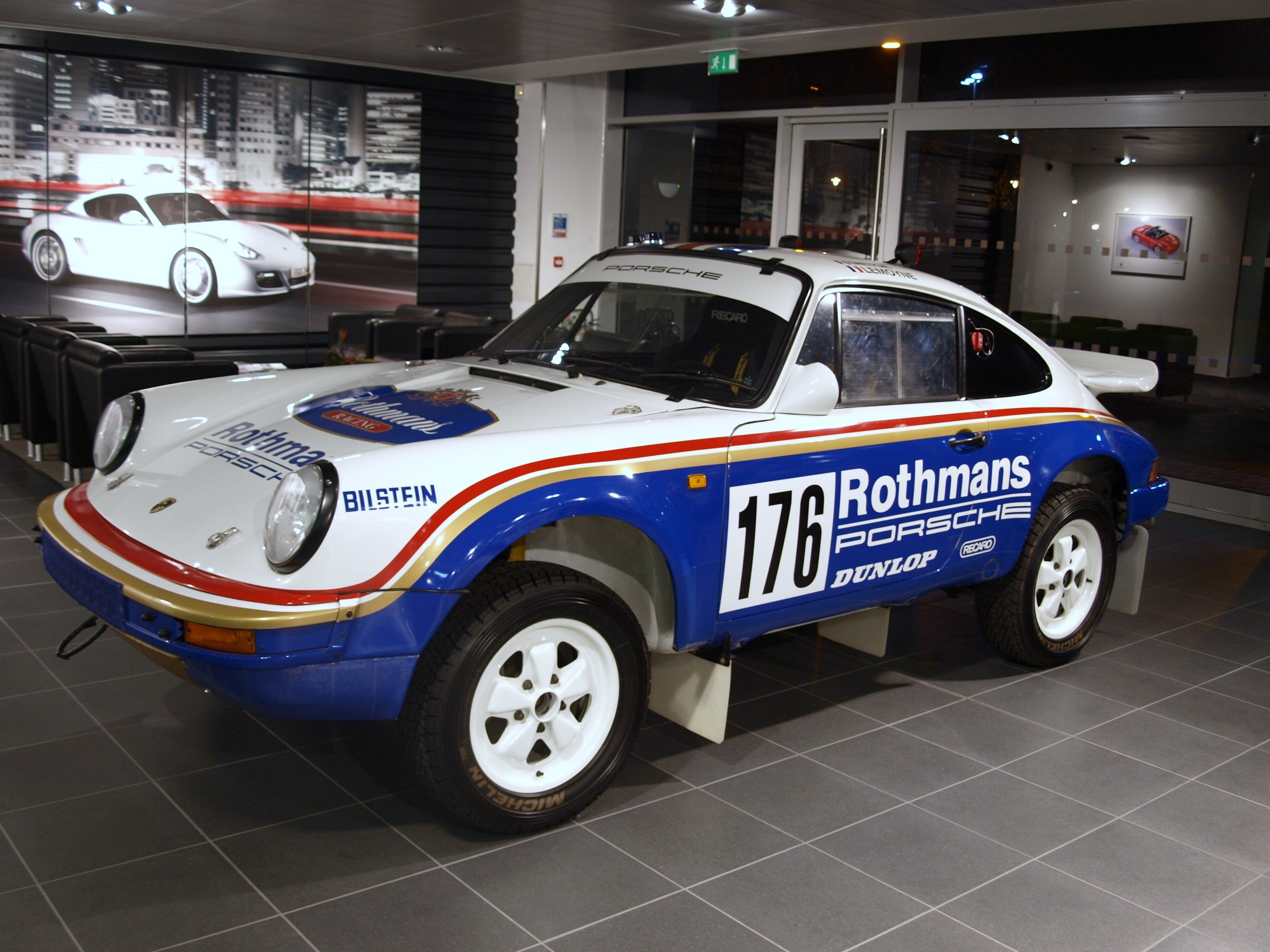
Porsche 911 4x4 type 953.

- 1986 : Porsche 959 engagée au Paris-Dakar[137]

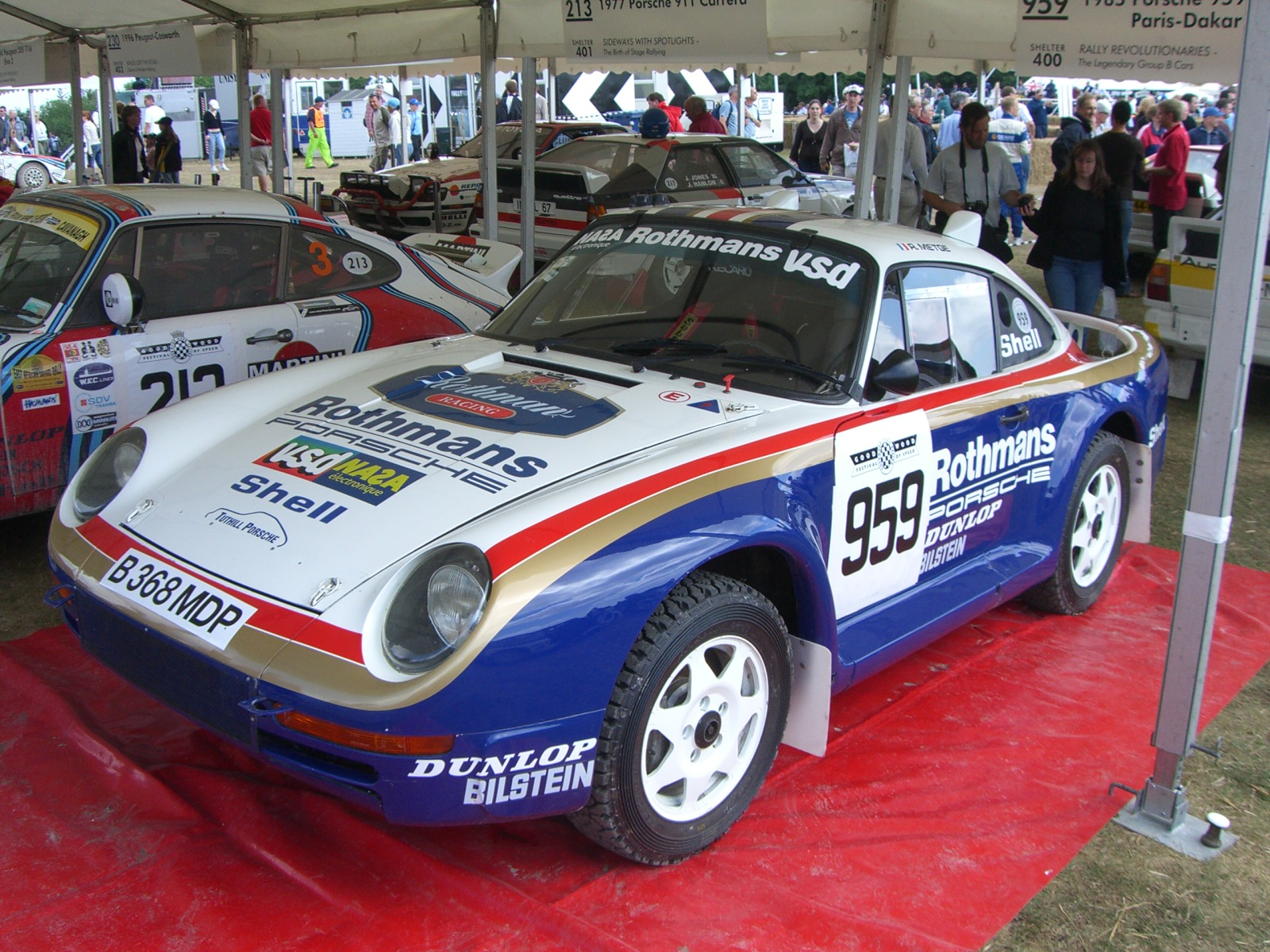
Porsche 959 Paris-Dakar.

- 2022 : Porsche 911 Vision Safari (prototype fonctionnel)[138]

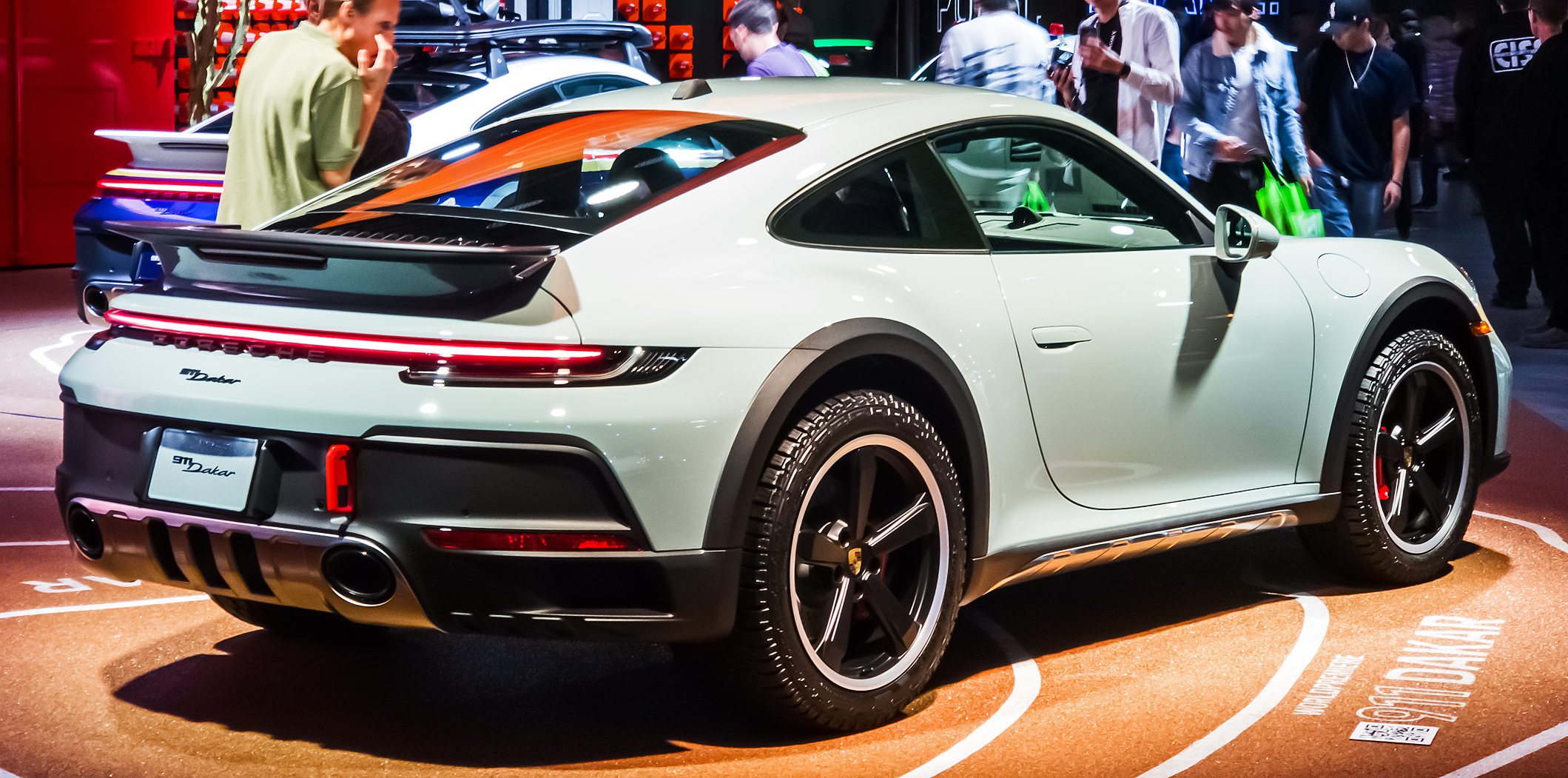
Porsche 911 Dakar.

- 2022 : Porsche 911 Dakar[139].

## Préparateurs Porsche 911
Certains préparateurs et/ou constructeurs ont été inspirés de longue date par la Porsche 911 et ont produit des déclinaisons qui marquent l'histoire de cette voiture. Quelques-uns entretiennent une relation étroite avec la marque mais des contentieux ont également opposé la marque à certains préparateurs afin de protéger certains modèles de modifications jugées extravagantes.
- Kremer Racing avec les frères Erwin et Manfred Kremer (évolution de la Porsche 935)[141]
- Manthey Racing (992 GT3[142], GT2 RS[143])
- Porsche Alméras[144] avec les frères Jacques et  Jean-Marie Alméras (911 G SC 3 L, 911 RSR 3 L[145], 911 RS Rallye 3 L[146], 911 Silhouette[147])
- Techart (992 GT Street R[148])
- Gemballa (GTR 8XX Evo-R[149])
- Ruf Automobile (Ruf BTR, Ruf BTR2, Ruf CTR, Ruf CTR2, Ruf CTR3, Ruf Turbo R Limited[150], Ruf Bergmeister[151], 911 Tribute[152])
- Freisinger Motorsport (993 GT2[153])
- Gunther Werks[154] (993 Speedster[155], 993 GT2 RS[156], 400R Sport Touring[157])
- Singer[158] (911 Turbo Study[159], 911 DLS[160])
- 9ff (GTurbo 1200[161], GT9-R[162])
- RWB[163] (993[164])

## Palmarès
Rallyes

### Titres
- Championnat international des marques : 1970 (3e en 1971 et 1972)
- Championnat d'Europe des rallyes (5) : 1966 Günter Klass, (Gr.3), 1967 Sobieslaw Zasada (Gr.1), et Vic Elford (Gr.3), 1968 Pauli Toivonen et 1980 Antonio Zanini
- Championnat d'Espagne des rallyes : 1969 (José María Palomo), 1970 (Alberto Ruiz Giménez) et 1980 (Antonio Zanini)
- Championnat d'Allemagne des rallyes : 1973 (Gerd Behret), 1975 (Reiner Altenheimer), 1976 (Heinz-Walter Schewe) et 1977 (Ludwig Kühn)
- Championnat de France de la montagne : 1973 911 2.8L RSR (Jacques Alméras)
- Championnat de France des rallyes : 1974 (Guy Chasseuil (Gr.3)), 1975 (Jean-François Mas sur Porsche 911 2.8L RSR (Gr.3)), 1979 (Bernard Béguin) et 2011 (Gilles Nantet) (type 996 Cup)
- Championnat de Suisse des rallyes : 1975 (Jean-Marie Carron), 1976 (André Savary), 1977 (Éric Chapuis), 1978 (Philippe Carron), 1979 (Claude Haldi), 1980 (Jean-Pierre Balmer), 1981 (Jean-Marie Carron) et 1983 (Éric Ferreux)
- Championnat de Grèce des rallyes : 1976 (Alexandre Maniatopoulos)
- Championnat d'Autriche des rallyes : 1979 et 1980 (Franz Wittmann)
- Championnat de Belgique des rallyes : 1982 (Marc Duez) (Groupe 4), 1983 (Patrick Snijers) (Gr.4) et 1984 (Patrick Snijers) (Groupe B)
- Championnat de France des rallyes 2ème division : 1983 (Michel Teilhol)
- Championnat du Liban des rallyes : 1986 (Nabil Karam)

### Victoires notables
(5 victoires en CIM et WRC)
- Rallye automobile Monte-Carlo (CIM et WRC) : 1968 (Vic Elford), 1969 et 1970 (Björn Waldegård) et 1978 (Jean-Pierre Nicolas)
- Tour de Corse (ERC) : 1969 (Gérard Larrousse) et 1980 en WRC (Jean-Luc Thérier)(Gr.4)
- Rallye de Suède (CIM) : 1968, 1969 et 1970 (Björn Waldegård)
- Rallye autrichien des Alpes (CIM) : 1970 (Björn Waldegård)
- Rallye de Pologne (ERC) : 1967, 1969 (Sobieslaw Zasada), 1974 (Klaus Russling) et 1980 (Antonio Zanini)
- Rallye Gulf de Londres : 1967 et 1968 (Åke Andersson)
- Rallye Lyon-Charbonnières (ERC, Stuttgart-Solitude) : 1967 (Vic Elford)
- Rallye des Tulipes (ERC) : 1967 (Vic Elford)
- Rallye de Genève (ERC) : 1967 (Vic Elford) et 1968 (Pauli Toivonen)
- Liège-Rome-Liège (ERC) : 1967 (Edgar Herrmann, Jochen Neerpasch et Vic Elford) et 1968 (Herbert Linge, Dieter Glemser et Willi Kauhsen)
- Premier rallycross officiellement organisé sur le Lydden Circuit (en) : 1967 (Vic Elford)
- Rallye Pneumant (DDR) : 1968 (Pauli Toivonen) et 1972 (Sobieslaw Zasada)
- Rallye d'Allemagne (ERC) : 1968 (Pauli Toivonen)
- Rallye RACE d'Espagne (ERC) : 1968 (Pauli Toivonen) et 1980 (Antoni Zanini)
- Rallye Sanremo (ERC) : 1968 (Pauli Toivonen)
- Rallye du Danube (ERC) : 1968 (Pauli Toivonen)
- Rallye Arctique : 1969 et 1971 (Antti Aarnio-Wihuri), puis 1972 et 1979 (Leo Kinnunen)
- Tour de France automobile : 1969 (Gérard Larrousse) et 1976 (Jacques Henry)
- Rallye de l'Acropole (ERC) : 1969 (Pauli Toivonen)
- Rallye de Bulgarie : 1972 (Sobieslaw Zasada)
- Rallye de Catalogne : 1974 (Marc Etchebers) et 1980 (Antonio Zanini)
- Rallye de la Costa Brave (ERC) : 1974 (Claude Haldi) et 1980 (Antonio Zanini)
- Rallye de Lugano (ERC) : 1975 (Claude Haldi)
- Rallye Press on Regardless : 1975 (Sobieslaw Zasada) et 1976 (Bob Hourihan)
- Rali Vinho da Madeira / Rallye des Vins de Madère (ERC) : 1984 (Henri Toivonen) (Gr. B)
- 24 Heures d'Ypres (ERC) : 1979 (Bernard Béguin) (Gr.4), 1982 (Marc Duez) (Gr.4) et 1984 (Henri Toivonen) (Gr. B)
- Rally Costa Smeralda (ERC) : 1984 (Henri Toivonen) (Gr.B)
- Bianchi Rallye (ERC) : 1981 et 1982 (Marc Duez) (Gr.4), 1984 (Robert Droogmans) (Gr.B)
- Rallye du Condroz (Bel): 1980 (Jean-Louis Dumont) (Gr.4), 1981 et 1982 (Marc Duez) (Gr.4), 1983 (Patrick Snijers) (Gr.4), et 1984 en ERC (Robert Droogmans) (Gr.B)
- Haspengouw Rally (ERC) : 1984 (Robert Droogmans) (Gr.B)
- East Belgian Rally (Bel) : 2013 (Patrick Snijers) (type 997 GT3)
- Finale de la Coupe de France des Rallyes : 2004 à Epernay (Gilles Nantet) (Gr. F.)
- RGT Cup 2015 : Monte-Carlo (WRC) : (François Delecour) (997 GT3), Ypres Rally (ERC) (Patrick Snijers) (997 GT3), Deutschland Rally (WRC) (Romain Dumas) (997 GT3)

### Podiums en WRC
- 2e du Rallye Safari 1974, avec Björn Waldegård
- 2e du Rallye Safari 1978, avec Vic Preston Jr (sa seule apparition sur 911)
- 3e du Rallye de Finlande 1973, avec Leo Kinnunen

### Autres victoires

#### Courses de côte
- Championnat d'Europe de la montagne (Grand Tourisme, Touring, Série) (17) : 1966 (Eberhard Mahle), 1967 (Anton Fischhaber), 1968 (Holger Zarges), 1969 (Sepp Greger), 1970 (Claude Haldi), 1972 (Jean-Claude Béring), 1976 (Willi Bartels), 1977 (Anton Fischhaber), 1978 (Jacques et Jean-Marie Alméras), 1979 (Jacques et Jean-Marie Alméras), 1980 (Roland Biancone, Jacques et Jean-Marie Alméras), 1981 (Karl-Heinz Linnig), 1982 (Jacques Guillot)
- Championnat de France de la montagne : 1974 (Gr.3 et Gr.4) et 1975 (Gr.3 et Gr.4) (Jacques et Jean-Marie Alméras), 1978 (toutes catégories : Jean-Marie Alméras)

#### Tourisme
- Championnat d'Europe FIA des voitures de tourisme : 1967 (Karl von Wendt, et titre constructeurs) (Div.3)

#### Grand Tourisme
- Trans-Am Series pilotes : 1973 et 1974 (Peter Gregg), 1976 (George Follmer Cat.2 version 934), 1977 (Ludwig Heimrath Cat.2, version 934), 1979 (John Paul Sr., Cat.2 version 935), et 1980 (John Bauer)

#### Endurance (essentiellement TS, GTS, GTO, GT, Sport)

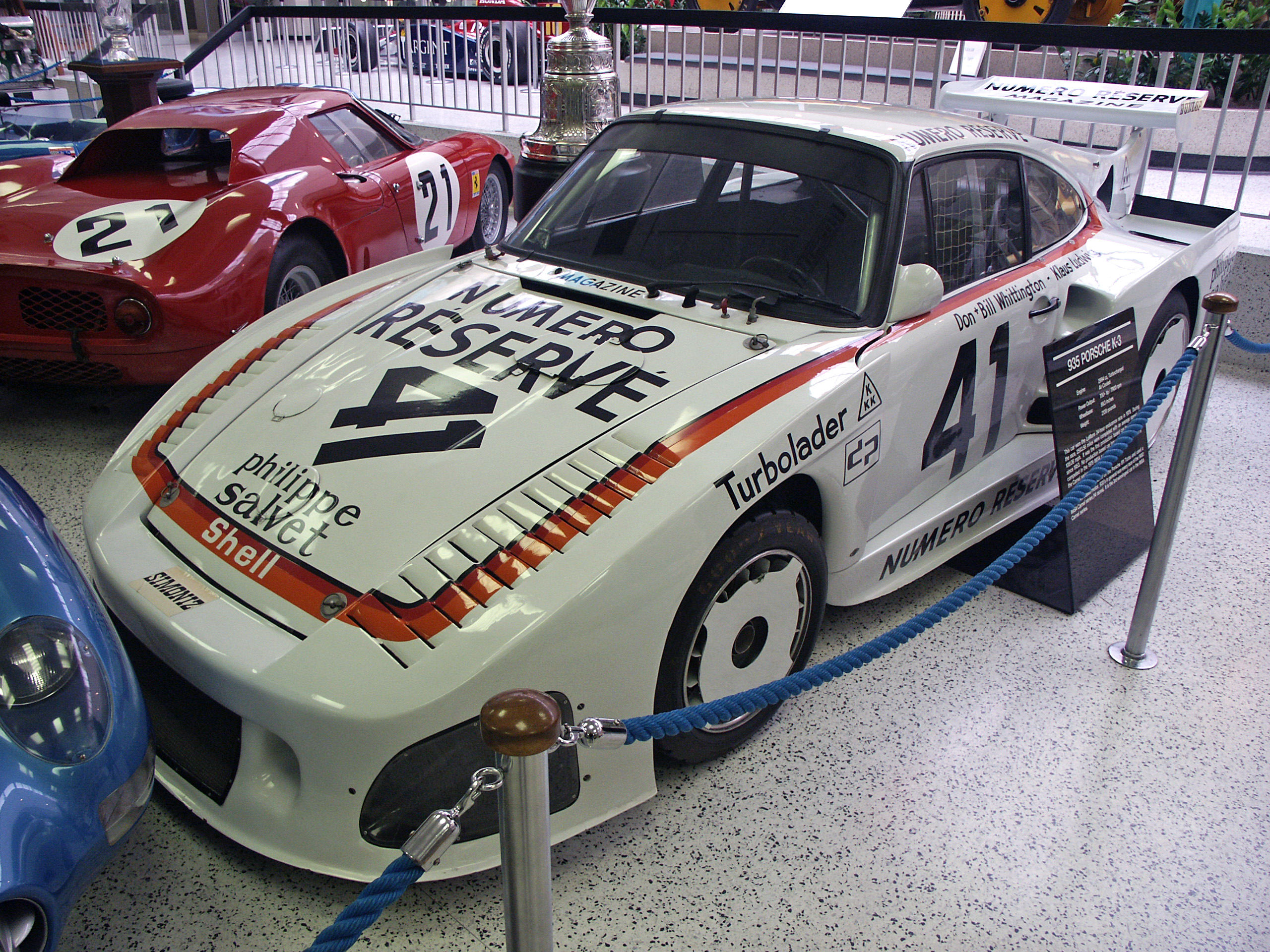
Porsche 935 K3 victorieuse au Mans en 1979.

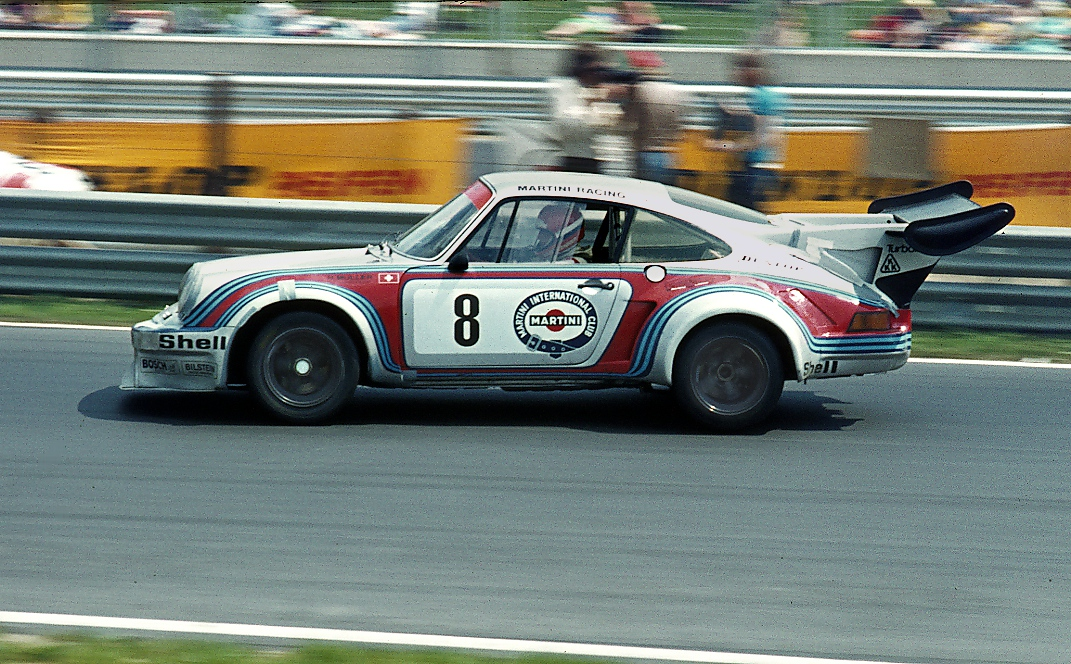
Porsche 911 Carrera RSR Turbo 2.1 aux 1 000 kilomètres du Nürburgring en 1974 (avec Gijs van Lennep).

- 24 Heures du Mans 2024 catégorie LMGT3 : vainqueurs : Yasser Shahin, Morris Shuring et Richard Lietz (Porsche 911 GT3 R Manthey Racing EMA N°91)
- 24 Heures du Mans 2022 catégorie GTE Pro : vainqueurs Gianmaria Bruni, Richard Lietz et Frédéric Makowiecki (Porsche 911 RSR n°91)[165]. Cette 911 établit également un nouveau record de distance parcourue par une GTE : 4 769 kilomètres
- 24 Heures du Mans 1998 : vainqueurs Laurent Aïello, Allan McNish et Stéphane Ortelli (Porsche 911 GT1 n°26) et 2e Jörg Müller, Uwe Alzen et Bob Wollek (Porsche 911 GT1 n°25)
- 24 Heures du Mans 1996 : 2e Hans-Joachim Stuck, Thierry Boutsen et Bob Wollek (Porsche 911 GT1 n°25) et 3e Karl Wendlinger, Yannick Dalmas et Scott Goodyear (Porsche 911 GT1 n°30)
- 24 Heures du Mans 1979 : vainqueurs Klaus Ludwig, Don Whittington et Bill Whittington (version 935 Kremer Racing)
- 24 Heures du Mans catégorie Sport : 2e (1974) et 4e (1973) au général (Herbert Müller et Gijs van Lennep)
- 24 Heures du Mans catégorie GTS : 1975 (John Fitzpatrick, Gijs van Lennep, Manfred Schurti et Toine Hezemans, 5e au général)
- 24 Heures du Mans catégorie Gr.5 (version 935) : 1976 (Rolf Stommelen et Manfred Schurti), 1977 (Claude Ballot-Léna et Peter Gregg), 1978 (Jim Busby, Chris Cord et Rick Knoop), 1979 (Klaus Ludwig, Don Whittington et Bill Whittington, vainqueurs absolus), 1980 (Harald Grohs et Dieter Schornstein), 1981 (Claude Bourgoignie, John Cooper et Dudley Wood) et 1982 (John Cooper, Paul Smith et Claude Bourgoignie)
- 24 Heures du Mans catégorie IMSA (version 935) : 1978 (Brian Redman, Dick Barbour et John Paul Sr.), 1979 (Rolf Stommelen, Paul Newman et Dick Barbour, 2e au général), 1980 (John Fitzpatrick, Brian Redman et Dick Barbour) et 1982 (John Fitzpatrick et David Hobbs, 4e au général)
- 24 Heures du Mans : 1970 victoire d'Erwin Kremer et Nicolas Koob sur Porsche 911[166]
- 24 Heures du Mans catégorie GT : 1968 et 1969 (Jean-Pierre Gaban), 1971 (Raymond Touroul et André Anselme - 6e), 1975 (Gerhard Maurer, Christian Beez, Eugen Strähl), 1976 (« Ségolen », Maurice Ouvière, Jean-Yves Gadal) et 1981 (Thierry Perrier, Valentin Bertapelle et Bernard Salam)
- 24 Heures du Mans catégorie Gr.4 : 1977 (Bob Wollek, Jean-Pierre Wielemans (« Steve ») et Philippe Gurdjian, version 934), 1978 (Anne-Charlotte Verney, Xavier Lapeyre François Servanin), 1979 (Herbert Müller, Angelo Pallavicini et Marco Vanoli, 4e au général, version 934), 1980 (Thierry Perrier et Roger Carmillet) et 1982 (Richard Cleare, Tony Dron et Richard Jones, version 934)
- 24 Heures du Mans catégorie B (version 930, ou 911T) : 1983 (John Cooper, Paul Smith et David Ovey)
- 24 Heures du Mans catégorie GTO : 1984 (Raymond Touroul, Valentin Bertapelle et Thierry Perrier)

#### Autres victoires (absolues) de la Porsche 911
- 24 Heures de Spa : 1967, 1968 et 1969, 1993, 2003 et 2010
- 82 Heures du Nürburgring (Marathon de la Route) : 1967 et 1968
- 24 Heures de Daytona : 1973, 1975 et 1977 (Carrera RSR)
- 12 Heures de Sebring : 1973, 1976 et 1977 (Carrera RSR)
- 24 Heures du Nürburgring : 1976, 1977, 1978, 1988, 1993 et 2000
- 24 Heures de Zolder : 1989, 1992, 1993 et 1994
- 1 000 kilomètres de Paris : 1995 (GT2)

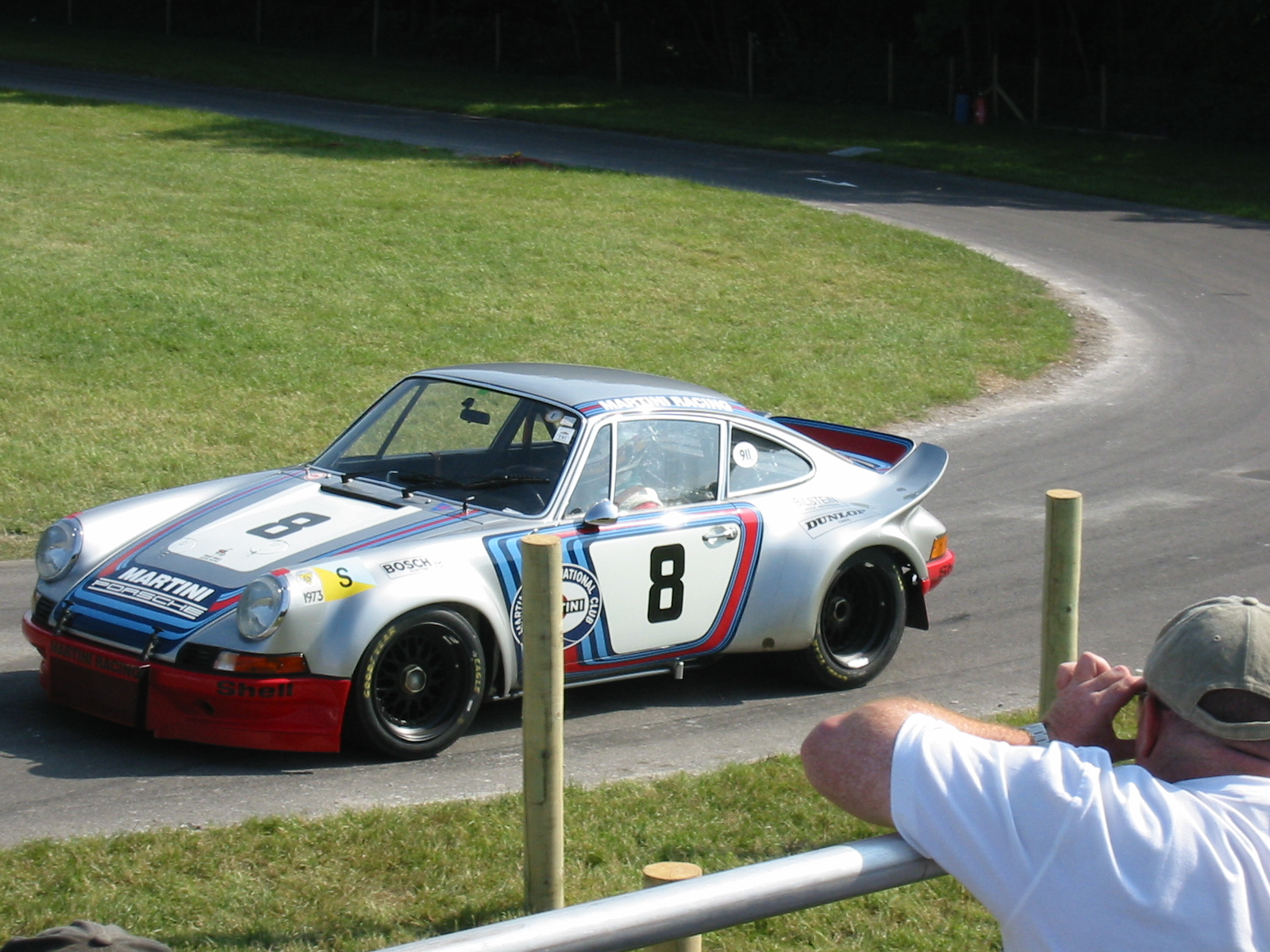
Porsche 911 Carrera RSR vainqueur de la Targa Florio 1973.

#### Rallyes historiques

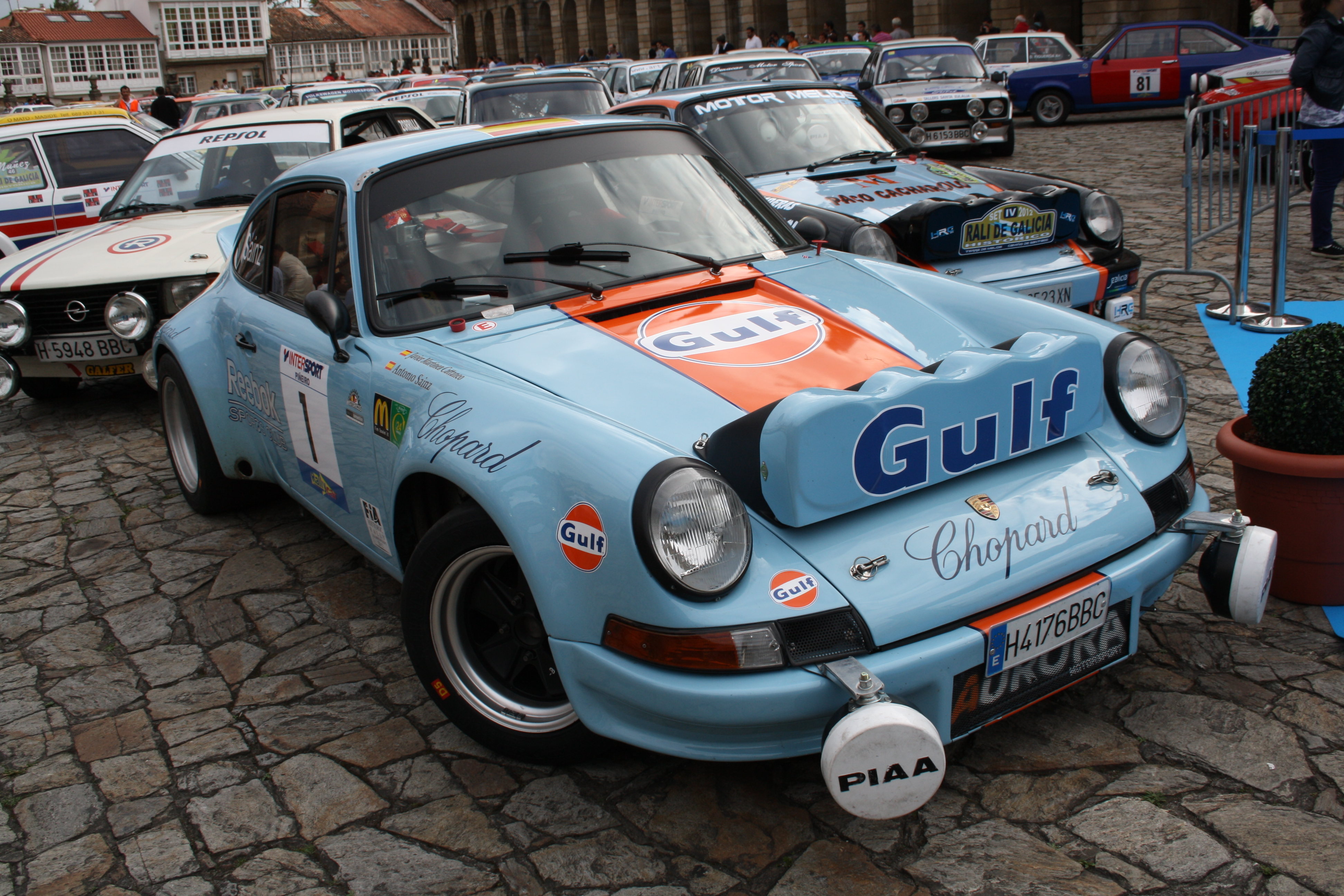
Porsche 911 Carrera RS 3.0 de Antonio Sainz, au Rallye Historique de Galice en 2012.

- Victoire de Frédéric Toubert et Hubert Arboux sur Porsche 911 SC groupe 4 (1979) dans la catégorie VHC au championnat de ligue de course de côte 2023[167]
- Victoire de Claudio Roddaro et Michel Speyer sur Porsche 911 2,3L ST (1970) en groupe G du Tour Auto 2023[168] ;
- Victoire de Romain Dumas et Denis Giraudet sur Porsche 911 à la 23e édition du Tour de Corse historique 2023[169] ;
- Victoire d'Yves Deflandre et Patrick Lienne sur Porsche 911 au 20e Rallye Historique de la Costa Brava 2023[170];
- Victoire des frères Antoine et Philippe Cornet de Ways Ruart sur Porsche 911 n°45 au Rallye Historique de Monte-Carlo 2022, 2e la Porsche 911T d'Alvaro Ochagavias et Manuel Macho Gomez[171];
- Victoire de Da Zanche et De Luis sur Porsche 911 SC RS au 36e Rallye SanRemo Historique en avril 2021[172];
- Victoire de Jean-François Santini et Grégory Guidi sur Porsche 911 à la 3e édition du Rallye Historique du Cap Corse 2018[173];
- Victoire de Deveza-Vilmot sur Porsche 911 à la 9e édition du Rallye Historique du Maroc 2018, 2e la Porsche 911 d'Oreille Alain, 3e la Porsche 911 de De Mevius Ghislain[174];
- Victoire de Bryan Bouffier et Jean-Luc Alnet sur Porsche 911 à la 2e édition du Rallye Historique du Cap Corse 2017[175];
- Victoire de Jean-François Mourgues et Denis Giraudet sur Porsche 911 Alméras à la 17e édition du Tour de Corse historique 2017[176] ;
- Victoire de Guido Vivaldi sur Porsche 911 RS en groupe 2 et S2 à la course de côte de Chamrousse 2014, 3e Jean-Luc Baudin sur Porsche 911 S. En groupe 3 et S3, victoire de Jean-Marie Alméras sur Porsche 935, 3e Giorgio Tessore sur Porsche 911 SC[177]
- Victoire de Sainz-Moya sur Porsche 911 au Rallye Historique d'Espagne 2012[178];
- Victoire de Philippe Gache et Nicolas Rivière sur Porsche 911 à la 12e édition du Tour de Corse historique 2012[179];
- Victoire de Grégoire de Mévius sur Porsche 911 à la 1ère édition du Rallye Historique du Maroc 2010[180].

#### Divers
- Coupe Porsche : 1971 victoire d'Erwin Kremer sur Porsche 911[166]
- Targa Florio : 1973 (Herbert Müller et Gijs van Lennep) (N. B. Porsche a nommé l'un de ses nombreux modèles de 911 Targa, en hommage à cette course que la marque remporta onze fois de 1956 à 1973.)
- Tour de France automobile : 1973 Jacques Alméras et S. Mas 2e au classement général sur 911 2.8L RSR
- International Race of Champions 1974 (1er championnat remporté par Mark Donohue)
- Tour de France automobile : 1975 Jean-François Mas 2e au classement général et 1er de sa catégorie groupe 3 sur 911 2.8L RSR
- Rallye Dakar : 1984 (René Metge) (+ 1986 : René Metge sur 959)
- Record de la course de côte de Pikes Peak : 2022 (ascension en 9 min 53 s 541 pour une Porsche 911 Turbo S)[181].
- Record du circuit du Nurburgring (boucle Nord, tracé long) dans la catégorie voiture atmosphérique : 2022 (record du tour en 6 min 49 s 328 pour la Porsche 911 GT3 RS)[182],[183].
- En 2015, Car and Driver a désigné la Porsche 911 comme « la meilleure voiture de sport haut de gamme du marché »[184].